# Serie C 2024-2025
La Serie C 2024-2025, nota anche col nome sponsorizzato Serie C Now 2024-2025, è stata la 66ª edizione della terza serie del campionato italiano di calcio organizzata dalla Lega Italiana Calcio Professionistico, l'11ª dall'adozione dell'attuale formato a tre gironi in una divisione unica. Il torneo si è concluso con la vittoria e la promozione in Serie B di Padova, Virtus Entella e Avellino, e, dopo i play-off, del Pescara.

## Stagione
Rimane confermata la formula a 60 squadre suddivise in tre gironi da 20. Il calendario è stato sorteggiato il 15 luglio 2024.
Fra le 60 partecipanti aventi diritto si è registrata l'esclusione dell'Ancona e di conseguenza è stato ammesso il Milan Futuro, seconda squadra del club milanese militante in Serie A e terza squadra U23 dopo quelle di Juventus e Atalanta. Le altre novità del campionato sono le quattro retrocesse dalla Serie B Ternana, Ascoli, Feralpisalò e Lecco e le nove promosse dalla Serie D Alcione, Caldiero, Union Clodiense CS, Carpi, Pianese, Campobasso, Cavese, Team Altamura e Trapani. Degni di nota i ritorni in terza serie dell'Union Clodiense (dopo 47 anni d'assenza) nonché l'esordio assoluto in un campionato professionistico di Alcione e Caldiero.
Il torneo è iniziato venerdì 23 agosto 2024 con i primi anticipi, poi seguiti dalle altre gare in programma per sabato 24, domenica 25 e lunedì 26 agosto 2024. La stagione regolare è terminata domenica 27 aprile 2025. I play-off sono iniziati domenica 4 maggio 2025 e sono terminati sabato 7 giugno 2025, mentre i play-out si sono disputati sabato 10 e sabato 17 maggio 2025.
In questa stagione la regione più rappresentata è la Lombardia con undici squadre (AlbinoLeffe, Alcione, Atalanta U23, Feralpisalò, Lecco, Lumezzane, Giana Erminio, Milan Futuro, Pergolettese, Pro Patria e Renate); con sette squadre la Campania (Avellino, Benevento, Casertana, Cavese, Giugliano, Sorrento e Turris) e il Veneto (Arzignano Valchiampo, Caldiero, Legnago, Padova, Union Clodiense, Vicenza e Virtus Verona); con cinque squadre la Puglia (Audace Cerignola, Foggia, Monopoli, Taranto e Team Altamura); con quattro squadre la Toscana (Arezzo, Lucchese, Pianese e Pontedera); con tre squadre l'Emilia-Romagna (Carpi, Rimini e SPAL), l'Umbria (Gubbio, Perugia e Ternana), il Piemonte (Juventus Next Gen, Novara e Pro Vercelli) e la Sicilia (Catania, Messina e Trapani); con due squadre l'Abruzzo (Pescara e Pineto), la Basilicata (AZ Picerno e Potenza), la Liguria (Sestri Levante e Virtus Entella) e le Marche (Ascoli e Vis Pesaro); con una squadra la Calabria (Crotone), il Friuli-Venezia Giulia (Triestina), il Lazio (Latina), il Molise (Campobasso), la Sardegna (Torres) e il Trentino-Alto Adige (Trento). L'unica regione con nessuna squadra rappresentante è la Valle d'Aosta.

### Regolamento

#### Promozioni
Come nelle precedenti stagioni, le squadre classificate al primo posto dei tre rispettivi gironi sono promosse direttamente in Serie B. Ad esse si aggiunge la vincente dei play-off.

#### Play-off
I play-off verranno disputati dalle 28 squadre che, a conclusione della stagione regolare, si sono classificate dal secondo al decimo posto dei tre gironi e dalla squadra che risulta vincitrice della Coppa Italia Serie C.
1) Nell'ipotesi in cui per la vincitrice di Coppa Italia Serie C si verifichi una delle condizioni sotto elencate:
a) si sia classificata al primo posto nel girone di competenza;
b) si sia classificata al secondo posto nel girone di competenza;
c) si sia classificata al terzo posto nel girone di competenza;
d) si sia classificata nel girone di competenza in posizione che comporti la retrocessione diretta in categoria inferiore;
e) si sia classificata in posizione che comporti l'accesso ai play-out;
f) rinunci alla disputa dei play-off;
nella posizione di griglia nei play-off (prevista per la vincitrice della Coppa) subentrerà l'altra squadra finalista di Coppa Italia Serie C. In quest'ultimo caso, qualora ricorrano anche per la finalista perdente la Coppa Italia Serie C le suindicate ipotesi di preclusione ovvero in caso di rinuncia di quest'ultima, la posizione di griglia nei play-off (prevista per la 
vincitrice della Coppa) sarà assegnata alla squadra quarta classificata nel girone di competenza della vincitrice di Coppa Italia Serie C, con scorrimento della classifica delle altre squadre successivamente posizionate fino all'ammissione, in via del tutto eccezionale, della squadra classificatasi all'undicesimo posto durante la stagione regolare.
2) Nell'ulteriore ipotesi in cui la vincitrice di Coppa Italia Serie C o la società che le subentra nella posizione in griglia si sia classificata dal quarto al decimo posto durante la stagione regolare, avrà accesso ai play-off, in via del tutto eccezionale, la squadra classificatasi all'undicesimo posto nel girone di competenza durante la stagione regolare, con scorrimento della classifica delle altre squadre.
Lo svolgimento delle gare di play-off si articolerà attraverso tre distinte fasi, con condizioni di accesso 
determinate come segue:
1) Fase play-off del girone;
2) Fase play-off nazionale;
3) Final Four.

#### Fase play-off del girone
Alla prima fase play-off del girone accedono le 21 squadre classificate dal quarto al decimo posto di ciascun girone. Essa si svolgerà attraverso la disputa di un turno a gara unica ospitata dalla squadra meglio classificata al termine della stagione regolare.
Primo turno play-off del girone
Le 18 squadre classificate dal quinto al decimo posto di ciascun girone si affrontano, in gara unica, secondo la seguente previsione:
a) la squadra quinta classificata affronterà la squadra decima classificata del medesimo girone;
b) la squadra sesta classificata affronterà la squadra nona classificata del medesimo girone;
c) la squadra settima classificata affronterà la squadra ottava classificata del medesimo girone;
Le squadre vincenti avranno accesso al secondo turno. In caso di parità al termine dei 90' regolamentari, avrà accesso al secondo turno play-off del girone la squadra 
meglio classificata al termine della stagione regolare. Nell'ipotesi in cui la vincitrice di Coppa Italia Serie C si sia classificata al 5º o al 6º, o al 7º o all'8º o 9º o 10º posto, avrà accesso ai play-off del girone – in via del tutto eccezionale – la squadra classificatasi all'11º posto del girone di competenza, con scorrimento della classifica delle altre squadre.
Secondo turno play-off del girone
Nel secondo turno di play-off del girone, alle 3 squadre vincitrici degli incontri del primo turno, si aggiunge la squadra classificata al quarto posto di ciascun girone della stagione regolare.
Le 4 partecipanti sono ordinate nel rispetto del piazzamento in classifica ottenuto al termine della stagione regolare, determinandosi gli accoppiamenti secondo i seguenti criteri:
a) la migliore classificata affronta, in casa e in gara unica, la peggiore classificata;
b) le altre due si affrontano in gara unica sul campo della migliore classificata.
Nell'ipotesi in cui la vincitrice di Coppa Italia Serie C si sia classificata al 4º posto durante la stagione regolare, avrà accesso ai play-off del girone – in via del tutto eccezionale – la squadra classificatasi all'11º posto del girone di competenza con scorrimento della classifica delle altre squadre. Le squadre vincenti avranno accesso alla fase play-off nazionale. In caso di parità al termine dei 90' regolamentari, avrà accesso alla fase play-off nazionale la squadra meglio classificata al termine della stagione regolare.

#### Fase play-off nazionale
Alla fase play-off nazionale partecipano 13 squadre che si confronteranno in un doppio turno.
Primo turno play-off nazionali
Al primo turno play-off nazionale partecipano 10 squadre, così determinate:
a) le 6 squadre che risultano vincenti degli incontri della fase play-off dei gironi;
b) le 3 squadre terze classificate di ogni girone al termine della stagione regolare;
c) la squadra vincitrice della Coppa Italia Serie C (o la subentrata).
Il primo turno della fase play-off nazionale si articolerà attraverso 5 incontri in gare di andata e ritorno secondo accoppiamenti tra le 10 squadre qualificate: che prevedranno come “teste di serie” le 5 squadre di seguito indicate:
a) le 3 squadre classificate al terzo posto di ciascun girone nella stagione regolare;
b) la squadra vincitrice della Coppa Italia Serie C (o la subentrata);
c) la squadra che, tra le 6 vincitrici dei play-off del girone, risulterà meglio classificata.
Le altre 5 squadre saranno accoppiate alle 5 “teste di serie” mediante sorteggio. Le squadre “teste di serie” disputeranno la gara di ritorno in casa. Le squadre che al termine degli incontri di andata e ritorno avranno ottenuto il maggior punteggio avranno accesso al secondo turno della fase play-off nazionale. In caso di parità di punteggio, dopo la gara di ritorno, avranno accesso al secondo turno della fase play-off nazionale le squadre che avranno conseguito una migliore differenza reti nelle due gare. In caso di ulteriore parità al termine delle due gare – andata e ritorno – avrà accesso al secondo turno della fase play-off nazionale la squadra “testa di serie”.
Secondo turno play-off nazionali
Al secondo turno della fase dei play-off nazionale partecipano le 5 squadre risultate vincitrici delle gare del primo turno e le 3 squadre classificate al secondo posto di ciascun girone al termine della stagione regolare.
Le gare del Secondo Turno della Fase play-off Nazionale si articoleranno attraverso 4 incontri in gare di andata e ritorno, secondo accoppiamenti tra le 8 squadre qualificate che prevederanno, come “teste di serie”, le 4 squadre
di seguito indicate:
a) le 3 squadre classificate al secondo posto di ciascun girone nella stagione regolare;
b) la squadra che, tra le vincitrici del primo turno di play-off nazionale, risulterà meglio classificata.
Le altre 4 squadre saranno accoppiate alle 4 “teste di serie” mediante sorteggio. Le squadre “teste di serie” disputeranno la gara di ritorno in casa. Le squadre che al termine degli incontri di andata e ritorno avranno ottenuto il maggior punteggio avranno accesso alla Fase della Final Four. In caso di parità di punteggio, dopo la gara di ritorno, avranno accesso alla Fase della Final Four le squadre che avranno conseguito una migliore differenza reti nelle due gare. In caso di ulteriore parità al termine delle due gare – andata e ritorno – avrà accesso alla fase della Final Four la squadra “testa di serie”.

#### Final Four
Alla fase cosiddetta “Final Four” partecipano le 4 squadre vincenti degli incontri di cui al secondo turno play-off nazionale, inserite in un tabellone mediante sorteggio senza condizionamento di accoppiamento e successione
degli incontri.
Più in particolare si svolgeranno due successivi livelli di qualificazione come di seguito:
a) i confronti valevoli quali “semifinali” saranno disputati in gare di andata e ritorno secondo accoppiamenti determinati da sorteggio integrale. Le squadre che al termine degli incontri di andata e ritorno avranno ottenuto il maggior punteggio avranno accesso alla “finale”. In caso di parità di punteggio, dopo la gara di ritorno, avranno accesso alla “finale” le squadre che avranno conseguito una migliore differenza reti nelle due gare. In caso di ulteriore parità al termine delle due gare, saranno disputati due tempi supplementari di 15' e, perdurando tale situazione, saranno eseguiti i calci di rigore;
b) la “finale” sarà disputata in gare di andata e ritorno. A conclusione delle due gare, in caso di parità di punteggio, dopo le gare di ritorno, per determinare la squadra vincente si terrà conto della differenza reti; in caso di ulteriore parità saranno disputati due tempi supplementari di 15' e, perdurando tale situazione, saranno eseguiti i calci di rigore.
La squadra vincente la “finale” acquisirà il titolo per l'ammissione al campionato di Serie B 2025-2026.

#### Retrocessioni
Le retrocessioni al campionato di Serie D sono nove. Le squadre classificate all'ultimo posto dei gironi al termine della stagione regolare del campionato Serie C sono retrocesse direttamente al campionato di Serie D. Le ulteriori sei retrocessioni saranno regolate, attraverso la disputa dei play-out.

#### Play-out
La disputa dei play-out avviene tra le squadre classificatesi al penultimo, terzultimo, quartultimo e quintultimo posto di ogni girone, secondo la seguente formula:
a) la squadra quintultima classificata disputa una gara di andata ed una gara di ritorno con la squadra penultima classificata; la gara di andata viene disputata sul campo della squadra penultima classificata;
b) la squadra quartultima classificata disputa una gara di andata ed una gara di ritorno con la squadra terzultima classificata; la gara di andata viene disputata sul campo della squadra terzultima classificata;
c) a conclusione delle due gare di cui ai punti a) e b), in caso di parità di punteggio, dopo le gare di ritorno, per determinare la squadra vincente si tiene conto della differenza reti; in caso di ulteriore parità viene considerata vincente la squadra in migliore posizione di classifica al termine della stagione regolare del campionato Serie C. Le squadre che risultano perdenti nelle gare di cui ai punti a) e b), verranno classificate, rispettando l'ordine acquisito nella graduatoria al termine della stagione regolare del campionato Serie C al terzultimo e penultimo posto e, conseguentemente, retrocederanno al campionato di Serie D 2025-2026.
Gli incontri di play-out non si disputano se fra le due squadre ipoteticamente coinvolte il distacco in classifica è superiore agli 8 punti. In questo caso la squadra peggio classificata retrocede direttamente in Serie D.

## Girone A
Le favorite alla vittoria sono nuovamente Vicenza e Padova e infatti dominano il torneo con sorpassi e controsorpassi ma alla fine a spuntarla è il Padova che torna in Serie B dopo 6 anni. Al terzo posto c'è la neodeclassata Feralpisalò, che disputa una stagione all'altezza delle aspettative. Delude invece l'altra neodeclassata, il Lecco, che arranca parecchio e si salva nelle battute finali chiudendo al tredicesimo posto. Migliorano l'AlbinoLeffe, il Trento e il Renate che conquistano i play-off assieme a Virtus Verona e Giana Erminio. Il neopromosso Alcione conquista un'agevole salvezza. Il cammino ai playoff del Vicenza viene interrotto dalla Ternana, che perderà la finale contro al Pescara.
In fondo alla classifica vi sono le neopromosse Union Clodiense CS e Caldiero; i granata chiudono aritmeticamente ultimi alla terzultima giornata, mentre i gialloverdi tallonano la deludente e calata Pro Patria. Delude molto anche la blasonata Pro Vercelli, coinvolta in un testa a testa con Pergolettese e Triestina, protagonista quest'ultima di una buona rimonta dall'ultimo posto a partire dalla 17ª giornata. Ai playout sono proprio i giuliani e le bianche casacche ad avere la meglio, rispettivamente contro a Caldiero e Pro Patria.

### Squadre partecipanti
| Club                 | Stagione | Città                             | Stadio                                                                                | Stagione precedente              |
| -------------------- | -------- | --------------------------------- | ------------------------------------------------------------------------------------- | -------------------------------- |
| AlbinoLeffe          | dettagli | Albino (BG) e Leffe (BG)          | AlbinoLeffe Stadium (Zanica)                                                          | 13º posto in Serie C/A           |
| Alcione              | dettagli | Milano                            | Stadio Ernesto Breda (Sesto San Giovanni)                                             | 1º posto in Serie D/A, promosso  |
| Arzignano Valchiampo | dettagli | Arzignano (VI)                    | Stadio Tommaso Dal Molin                                                              | 16º posto in Serie C/A           |
| Atalanta U23         | dettagli | Bergamo                           | Stadio comunale (Caravaggio)                                                          | 5º posto in Serie C/A            |
| Caldiero             | dettagli | Caldiero (VR)                     | Stadio Mario Gavagnin-Sinibaldo Nocini (Verona) (1ª-26ª) Stadio Mario Berti (27ª-38ª) | 1º posto in Serie D/B, promosso  |
| Feralpisalò          | dettagli | Salò (BS) e Lonato del Garda (BS) | Stadio Lino Turina                                                                    | 19º posto in Serie B, retrocesso |
| Giana Erminio        | dettagli | Gorgonzola (MI)                   | Stadio Città di Gorgonzola                                                            | 7º posto in Serie C/A            |
| Vicenza              | dettagli | Vicenza                           | Stadio Romeo Menti                                                                    | 3º posto in Serie C/A            |
| Lecco                | dettagli | Lecco                             | Stadio Mario Rigamonti-Mario Ceppi                                                    | 20º posto in Serie B, retrocesso |
| Lumezzane            | dettagli | Lumezzane (BS)                    | Stadio Tullio Saleri                                                                  | 9º posto in Serie C/A            |
| Novara               | dettagli | Novara                            | Stadio Silvio Piola                                                                   | 17º posto in Serie C/A           |
| Padova               | dettagli | Padova                            | Stadio Euganeo                                                                        | 2º posto in Serie C/A            |
| Pergolettese         | dettagli | Crema (CR)                        | Stadio Giuseppe Voltini                                                               | 14º posto in Serie C/A           |
| Pro Patria           | dettagli | Busto Arsizio (VA)                | Stadio Carlo Speroni                                                                  | 12º posto in Serie C/A           |
| Pro Vercelli         | dettagli | Vercelli                          | Stadio Silvio Piola                                                                   | 8º posto in Serie C/A            |
| Renate               | dettagli | Renate (MB)                       | Stadio Mino Favini (Meda)                                                             | 15º posto in Serie C/A           |
| Trento               | dettagli | Trento                            | Stadio Euganeo (Padova) (1ª-5ª) Stadio Briamasco (6ª-38ª)                             | 10º posto in Serie C/A           |
| Triestina            | dettagli | Trieste                           | Stadio Nereo Rocco                                                                    | 4º posto in Serie C/A            |
| Union Clodiense CS   | dettagli | Chioggia (VE)                     | Stadio Mario Sandrini (Legnago) (1ª-16ª) Stadio Aldo e Dino Ballarin (17ª-38ª)        | 1º posto in Serie D/C, promosso  |
| Virtus Verona        | dettagli | Verona                            | Stadio Mario Gavagnin-Sinibaldo Nocini                                                | 11º posto in Serie C/A           |

### Allenatori e primatisti
| Squadra              | Allenatore | Giocatore più presente (tra parentesi il numero delle presenze) | Capocannoniere (tra parentesi il numero dei gol segnati) |
| -------------------- | --- | --------------------------------------------------------------- | -------------------------------------------------------- |
| AlbinoLeffe          | Giovanni Lopez                                                                                                   | Christian Marietta (38)                                         | Mohamed Alì Zoma (13)                                    |
| Alcione              | Giovanni Cusatis                                                                                                 | Simone Palombi (36)                                             | Simone Palombi (10)                                      |
| Arzignano Valchiampo | Alessandro Bruno (1ª-9ª) Giuseppe Bianchini (10ª-38ª e play-off)                                                 | Fabio Cariolato, Andrea Mattioli (37)                           | Andrea Mattioli (9)                                      |
| Atalanta U23         | Francesco Modesto                                                                                                | Emmanuel Gyabuaa, Simone Panada (36)                            | Vanja Vlahović (19)                                      |
| Caldiero             | Cristian Soave (1ª-23ª) Roberto Bordin (24ª-27ª) Cristian Soave (28ª-38ª e play-out)                             | Denis Cazzadori (38)                                            | Denis Cazzadori (7)                                      |
| Feralpisalò          | Aimo Diana | Nicolò Cavuoti, Mattia Zennaro (36)                             | Davide Di Molfetta (9)                                   |
| Giana Erminio        | Andrea Chiappella                                                                                                | Lorenzo Caferri, Matteo Marotta, Nicolas Previtali (37)         | David Stückler (13)                                      |
| L.R. Vicenza         | Stefano Vecchi                                                                                                   | Alessandro Confente, Nicola Rauti (37)                          | Claudio Morra (13)                                       |
| Lecco                | Francesco Baldini (1ª-11ª) Gennaro Volpe (12ª-25ª) Federico Valente (26ª-38ª)                                    | Leon Šipoš (37)                                                 | Leon Šipoš (12)                                          |
| Lumezzane            | Arnaldo Franzini (1ª-33ª) Massimo Paci (34ª-38ª)                                                                 | Mattia Iori (37)                                                | Mattia Iori, Gaetano Monachello, Joshua Tenkorang (6)    |
| Novara               | Giacomo Gattuso (1ª-34ª) Giuseppe Mascara (35ª-38ª)                                                              | Stefano Minelli (38)                                            | Easton Ongaro (7)                                        |
| Padova               | Matteo Andreoletti                                                                                               | Mattia Bortolussi, Mattia Fortin (38)                           | Mattia Bortolussi (16)                                   |
| Pergolettese         | Giovanni Mussa (1ª-8ª) Giacomo Curioni (9ª-38ª)                                                                  | Mariano Arini (37)                                              | Daniel Tonoli (9)                                        |
| Pro Patria           | Riccardo Colombo (1ª-24ª) Massimo Sala (25ª-29ª) Massimiliano Caniato (30ª-38ª e play-out)                       | William Rovida (38)                                             | Giacomo Beretta (7)                                      |
| Pro Vercelli         | Paolo Cannavaro (1ª-16ª) Marco Banchini (17ª-38ª) Massimo Gardano (play-out)                                     | Gianmario Comi (35)                                             | Gianmario Comi (17)                                      |
| Renate               | Luciano Foschi                                                                                                   | Simone Auriletto, Tommaso Nobile (36)                           | Michele Calì (8)                                         |
| Trento               | Luca Tabbiani | Emanuele Anastasia, Christian Aucelli, Tomi Petrović (37)       | Samuel Di Carmine (14)                                   |
| Triestina            | Michele Santoni (1ª-6ª) Giuseppe Marino (7ª-10ª) Josep Clotet Ruiz (11ª-16ª) Attilio Tesser (17ª-38ª e play-out) | Kelle Roos (38)                                                 | Marco Olivieri (10)                                      |
| Union Clodiense      | Antonio Andreucci (1ª-22ª) Bruno Tedino (23ª-38ª)                                                                | Andrea Munaretto, Ismet Sinani (36)                             | Kevin Biondi (8)                                         |
| Virtus Verona        | Luigi Fresco | Francesco Toffanin (37)                                         | Michael De Marchi (16)                                   |

### Classifica finale
|  | Pos. | Squadra              | Pt | G  | V  | N  | P  | GF | GS | DR  |
|  | ---- | -------------------- | -- | -- | -- | -- | -- | -- | -- | --- |
|  | 1.   | Padova               | 86 | 38 | 26 | 8  | 4  | 65 | 24 | +41 |
|  | 2.   | Vicenza              | 83 | 38 | 25 | 8  | 5  | 59 | 24 | +35 |
|  | 3.   | Feralpisalò          | 72 | 38 | 21 | 9  | 8  | 53 | 30 | +23 |
|  | 4.   | AlbinoLeffe          | 60 | 38 | 16 | 12 | 10 | 46 | 38 | +8  |
|  | 5.   | Renate               | 60 | 38 | 18 | 6  | 14 | 35 | 36 | −1  |
|  | 6.   | Giana Erminio        | 57 | 38 | 15 | 8  | 13 | 44 | 39 | +5  |
|  | 7.   | Trento               | 57 | 38 | 14 | 15 | 9  | 47 | 42 | +5  |
|  | 8.   | Atalanta U23         | 57 | 38 | 16 | 9  | 13 | 65 | 53 | +12 |
|  | 9.   | Virtus Verona        | 56 | 38 | 15 | 11 | 12 | 52 | 43 | +9  |
|  | 10.  | Arzignano Valchiampo | 53 | 38 | 15 | 8  | 15 | 45 | 46 | −1  |
|  | 11.  | Novara (-2)          | 52 | 38 | 14 | 12 | 12 | 42 | 39 | +3  |
|  | 12.  | Alcione              | 47 | 38 | 13 | 9  | 16 | 33 | 37 | −4  |
|  | 13.  | Lecco                | 43 | 38 | 10 | 13 | 15 | 36 | 47 | −11 |
|  | 14.  | Pergolettese         | 42 | 38 | 11 | 9  | 18 | 36 | 49 | −13 |
|  | 15.  | Lumezzane            | 42 | 38 | 9  | 15 | 14 | 40 | 55 | −15 |
|  | 16.  | Triestina (-5)       | 39 | 38 | 12 | 8  | 18 | 40 | 45 | −5  |
|  | 17.  | Pro Vercelli         | 37 | 38 | 9  | 10 | 19 | 30 | 51 | −21 |
|  | 18.  | Pro Patria           | 34 | 38 | 6  | 16 | 16 | 32 | 44 | −12 |
|  | 19.  | Caldiero             | 33 | 38 | 8  | 9  | 21 | 39 | 64 | −25 |
|  | 20.  | Union Clodiense CS   | 21 | 38 | 4  | 9  | 25 | 34 | 67 | −33 |

Legenda:
      Promosso in Serie B 2025-2026.
      Ammessa direttamente ai play-off nazionali.
  Ammesso ai play-off o ai play-out.
      Retrocesso in Serie D 2025-2026.
Regolamento:
Tre punti per la vittoria, uno per il pareggio, zero per la sconfitta.
In caso di arrivo di due o più squadre a pari punti, la graduatoria verrà stilata secondo la classifica avulsa tra le squadre interessate che prevede, in ordine, i seguenti criteri:
- Punti negli scontri diretti.
- Differenza reti negli scontri diretti.
- Differenza reti generale.
- Reti realizzate in generale.
- Sorteggio.

Note:
La Triestina ha scontato 5 punti di penalizzazione.
Il Novara ha scontato 2 punti di penalizzazione

### Tabellone
Ogni riga indica i risultati casalinghi della squadra segnata a inizio della riga, contro le squadre segnate colonna per colonna (che invece avranno giocato l'incontro in trasferta). Al contrario, leggendo la colonna di una squadra si avranno i risultati ottenuti dalla stessa in trasferta, contro le squadre segnate in ogni riga, che invece avranno giocato l'incontro in casa.
|                      | ALB  | ALC  | ARZ  | ATA  | CAL  | FER  | GIE  | LRV  | LEC  | LUM  | NOV  | PAD  | PER  | PPA  | PVE  | REN  | TRE  | TRI  | UCL  | VVE  |
| -------------------- | ---- | ---- | ---- | ---- | ---- | ---- | ---- | ---- | ---- | ---- | ---- | ---- | ---- | ---- | ---- | ---- | ---- | ---- | ---- | ---- |
| AlbinoLeffe          | –––– | 1-0  | 1-1  | 2-2  | 2-3  | 0-0  | 0-3  | 1-1  | 0-0  | 2-0  | 1-1  | 0-2  | 3-0  | 0-0  | 3-1  | 1-0  | 0-0  | 2-0  | 1-0  | 3-1  |
| Alcione              | 0-2  | –––– | 0-1  | 0-1  | 1-1  | 0-3  | 2-2  | 1-2  | 0-0  | 1-0  | 2-1  | 0-2  | 2-1  | 2-0  | 1-2  | 0-1  | 0-1  | 1-0  | 2-0  | 0-0  |
| Arzignano Valchiampo | 1-1  | 0-2  | –––– | 3-1  | 2-1  | 1-0  | 2-0  | 1-2  | 2-0  | 1-1  | 0-2  | 1-4  | 1-1  | 1-0  | 3-1  | 1-2  | 1-2  | 3-0  | 1-0  | 0-2  |
| Atalanta U23         | 1-1  | 1-2  | 1-3  | –––– | 2-0  | 4-1  | 1-3  | 2-2  | 5-2  | 0-1  | 0-0  | 1-1  | 5-1  | 2-1  | 2-0  | 4-0  | 1-1  | 3-1  | 2-1  | 0-3  |
| Caldiero             | 0-2  | 0-2  | 1-2  | 1-1  | –––– | 2-3  | 1-0  | 0-2  | 1-0  | 2-2  | 2-0  | 0-2  | 0-1  | 1-1  | 4-1  | 2-2  | 2-0  | 0-2  | 2-2  | 0-3  |
| Feralpisalò          | 1-0  | 1-1  | 1-1  | 3-1  | 2-0  | –––– | 2-0  | 2-0  | 2-1  | 0-0  | 0-0  | 1-0  | 1-2  | 1-0  | 2-0  | 3-1  | 2-0  | 2-0  | 3-1  | 1-0  |
| Giana Erminio        | 0-2  | 0-2  | 0-1  | 2-1  | 3-1  | 3-1  | –––– | 0-0  | 1-0  | 1-1  | 2-2  | 0-1  | 0-0  | 1-1  | 1-2  | 2-1  | 2-0  | 3-0  | 2-1  | 1-1  |
| L.R. Vicenza         | 2-0  | 4-1  | 4-0  | 3-0  | 2-1  | 1-0  | 2-2  | –––– | 1-0  | 1-1  | 1-0  | 1-1  | 2-0  | 2-0  | 2-0  | 1-0  | 3-0  | 1-0  | 2-1  | 3-0  |
| Lecco                | 2-1  | 1-0  | 3-2  | 0-1  | 5-1  | 0-0  | 1-0  | 1-1  | –––– | 1-1  | 1-1  | 0-3  | 1-0  | 2-1  | 2-1  | 0-2  | 1-2  | 2-1  | 1-0  | 1-1  |
| Lumezzane            | 1-0  | 1-1  | 1-0  | 2-1  | 2-2  | 1-3  | 3-2  | 0-1  | 4-0  | –––– | 2-2  | 0-0  | 0-2  | 1-1  | 0-2  | 0-2  | 0-2  | 1-3  | 0-2  | 0-3  |
| Novara               | 2-0  | 1-1  | 1-0  | 0-3  | 3-1  | 0-1  | 0-1  | 0-0  | 0-0  | 0-0  | –––– | 2-1  | 3-1  | 2-1  | 1-0  | 1-0  | 3-0  | 2-3  | 0-0  | 3-0  |
| Padova               | 3-0  | 1-0  | 1-1  | 3-1  | 1-0  | 0-0  | 3-0  | 1-0  | 2-1  | 2-0  | 2-1  | –––– | 2-1  | 3-1  | 1-1  | 1-0  | 3-0  | 1-1  | 1-0  | 4-1  |
| Pergolettese         | 1-2  | 1-2  | 0-2  | 3-1  | 3-2  | 2-2  | 0-1  | 0-1  | 0-0  | 0-0  | 1-2  | 1-2  | –––– | 1-0  | 1-0  | 0-1  | 0-0  | 1-0  | 2-2  | 1-2  |
| Pro Patria           | 1-2  | 0-0  | 1-0  | 1-2  | 0-0  | 0-0  | 1-2  | 0-3  | 2-1  | 4-1  | 1-1  | 1-1  | 1-1  | –––– | 1-1  | 0-1  | 1-1  | 0-0  | 3-1  | 1-1  |
| Pro Vercelli         | 0-2  | 1-0  | 0-3  | 0-0  | 2-1  | 1-0  | 0-1  | 0-1  | 3-2  | 3-3  | 1-0  | 1-3  | 1-0  | 2-2  | –––– | 1-2  | 0-0  | 0-1  | 1-1  | 0-0  |
| Renate               | 0-2  | 0-1  | 0-0  | 1-0  | 0-0  | 1-0  | 1-0  | 0-1  | 1-0  | 1-2  | 0-1  | 3-2  | 2-1  | 1-0  | 1-0  | –––– | 1-1  | 0-1  | 2-1  | 0-3  |
| Trento               | 5-1  | 1-0  | 3-2  | 2-2  | 1-0  | 3-2  | 2-0  | 3-1  | 1-1  | 2-2  | 1-3  | 0-1  | 1-1  | 0-0  | 1-0  | 0-0  | –––– | 1-1  | 5-0  | 1-1  |
| Triestina            | 1-1  | 1-0  | 3-0  | 1-5  | 0-1  | 1-2  | 0-1  | 2-0  | 1-1  | 2-3  | 6-0  | 0-1  | 0-0  | 1-0  | 1-1  | 0-1  | 1-0  | –––– | 3-0  | 0-2  |
| Union Clodiense      | 1-3  | 1-3  | 1-1  | 1-3  | 0-1  | 0-1  | 0-1  | 1-2  | 1-1  | 1-1  | 2-1  | 1-2  | 0-1  | 1-2  | 2-0  | 2-2  | 2-2  | 1-0  | –––– | 1-2  |
| Virtus Verona        | 1-1  | 1-0  | 2-1  | 1-2  | 5-2  | 1-3  | 1-1  | 1-1  | 0-1  | 0-1  | 1-0  | 1-0  | 1-2  | 0-1  | 0-0  | 1-2  | 0-1  | 2-2  | 4-1  | –––– |

### Calendario
| andata (1ª) | andata (1ª) | 1ª giornata                    | ritorno (20ª) | ritorno (20ª) |
|             |             |                                |               |               |
| 24 ago.     | 2-3         | AlbinoLeffe-Caldiero           | 2-0           | 22 dic.       |
| 24 ago.     | 1-2         | Atalanta U23-Alcione           | 1-0           | 20 dic.       |
| 23 ago.     | 0-0         | Feralpisalò-Novara             | 1-0           | 21 dic.       |
| 25 ago.     | 2-2         | L.R. Vicenza-Giana Erminio     | 0-0           | 22 dic.       |
| 25 ago.     | 1-0         | Lecco-Union Clodiense          | 1-1           | 21 dic.       |
| 26 ago.     | 3-0         | Padova-Trento                  | 1-0           | 22 dic.       |
| 25 ago.     | 0-1         | Pro Patria-Renate              | 0-1           | 21 dic.       |
| 26 ago.     | 1-0         | Pro Vercelli-Pergolettese      | 0-1           | 22 dic.       |
| 24 ago.     | 3-0         | Triestina-Arzignano Valchiampo | 0-3           | 21 dic.       |
| 25 ago.     | 0-1         | Virtus Verona-Lumezzane        | 3-0           | 21 dic.       |

| andata (2ª) | andata (2ª) | 2ª giornata                      | ritorno (21ª) | ritorno (21ª) |
|             |             |                                  |               |               |
| 30 ago.     | 0-0         | Alcione-Virtus Verona            | 0-1           | 4 gen.        |
| 2 set.      | 1-1         | Arzignano Valchiampo-AlbinoLeffe | 1-1           | 4 gen.        |
| 1º set.     | 0-2         | Caldiero-Padova                  | 0-1           | 5 gen.        |
| 31 ago.     | 1-1         | Giana Erminio-Pro Patria         | 2-1           | 6 gen.        |
| 1º set.     | 0-2         | Lumezzane-Pro Vercelli           | 3-3           | 6 gen.        |
| 1º set.     | 0-3         | Novara-Atalanta U23              | 0-0           | 4 gen.        |
| 1º set.     | 0-1         | Pergolettese-L.R. Vicenza        | 0-2           | 6 gen.        |
| 31 ago.     | 1-0         | Renate-Feralpisalò               | 1-3           | 4 gen.        |
| 1º set.     | 1-1         | Trento-Lecco                     | 2-1           | 5 gen.        |
| 31 ago.     | 1-0         | Union Clodiense-Triestina        | 0-3           | 4 gen.        |

| andata (1ª) | andata (1ª) | 1ª giornata                    | ritorno (20ª) | ritorno (20ª) |
|             |             |                                |               |               |
| 24 ago.     | 2-3         | AlbinoLeffe-Caldiero           | 2-0           | 22 dic.       |
| 24 ago.     | 1-2         | Atalanta U23-Alcione           | 1-0           | 20 dic.       |
| 23 ago.     | 0-0         | Feralpisalò-Novara             | 1-0           | 21 dic.       |
| 25 ago.     | 2-2         | L.R. Vicenza-Giana Erminio     | 0-0           | 22 dic.       |
| 25 ago.     | 1-0         | Lecco-Union Clodiense          | 1-1           | 21 dic.       |
| 26 ago.     | 3-0         | Padova-Trento                  | 1-0           | 22 dic.       |
| 25 ago.     | 0-1         | Pro Patria-Renate              | 0-1           | 21 dic.       |
| 26 ago.     | 1-0         | Pro Vercelli-Pergolettese      | 0-1           | 22 dic.       |
| 24 ago.     | 3-0         | Triestina-Arzignano Valchiampo | 0-3           | 21 dic.       |
| 25 ago.     | 0-1         | Virtus Verona-Lumezzane        | 3-0           | 21 dic.       |

| andata (2ª) | andata (2ª) | 2ª giornata                      | ritorno (21ª) | ritorno (21ª) |
|             |             |                                  |               |               |
| 30 ago.     | 0-0         | Alcione-Virtus Verona            | 0-1           | 4 gen.        |
| 2 set.      | 1-1         | Arzignano Valchiampo-AlbinoLeffe | 1-1           | 4 gen.        |
| 1º set.     | 0-2         | Caldiero-Padova                  | 0-1           | 5 gen.        |
| 31 ago.     | 1-1         | Giana Erminio-Pro Patria         | 2-1           | 6 gen.        |
| 1º set.     | 0-2         | Lumezzane-Pro Vercelli           | 3-3           | 6 gen.        |
| 1º set.     | 0-3         | Novara-Atalanta U23              | 0-0           | 4 gen.        |
| 1º set.     | 0-1         | Pergolettese-L.R. Vicenza        | 0-2           | 6 gen.        |
| 31 ago.     | 1-0         | Renate-Feralpisalò               | 1-3           | 4 gen.        |
| 1º set.     | 1-1         | Trento-Lecco                     | 2-1           | 5 gen.        |
| 31 ago.     | 1-0         | Union Clodiense-Triestina        | 0-3           | 4 gen.        |

| andata (3ª) | andata (3ª) | 3ª giornata                  | ritorno (22ª) | ritorno (22ª) |
|             |             |                              |               |               |
| 7 set.      | 1-1         | AlbinoLeffe-L.R. Vicenza     | 0-2           | 12 gen.       |
| 7 set.      | 0-1         | Alcione-Renate               | 1-0           | 11 gen.       |
| 8 set.      | 1-4         | Arzignano Valchiampo-Padova  | 1-1           | 12 gen.       |
| 7 set.      | 1-1         | Atalanta U23-Trento          | 2-2           | 11 gen.       |
| 7 set.      | 1-1         | Lecco-Lumezzane              | 0-4           | 11 gen.       |
| 7 set.      | 2-2         | Pergolettese-Union Clodiense | 1-0           | 12 gen.       |
| 7 set.      | 0-0         | Pro Patria-Feralpisalò       | 0-1           | 12 gen.       |
| 8 set.      | 0-1         | Pro Vercelli-Giana Erminio   | 2-1           | 11 gen.       |
| 8 set.      | 0-1         | Triestina-Caldiero           | 2-0           | 11 gen.       |
| 7 set.      | 1-0         | Virtus Verona-Novara         | 0-3           | 11 gen.       |

| andata (4ª) | andata (4ª) | 4ª giornata                 | ritorno (23ª) | ritorno (23ª) |
|             |             |                             |               |               |
| 13 set.     | 3-0         | AlbinoLeffe-Pergolettese    | 2-1           | 19 gen.       |
| 15 set.     | 4-1         | Caldiero-Pro Vercelli       | 1-2           | 18 gen.       |
| 13 set.     | 1-0         | Feralpisalò-Virtus Verona   | 3-1           | 18 gen.       |
| 15 set.     | 2-0         | L.R. Vicenza-Pro Patria     | 3-0           | 19 gen.       |
| 16 set.     | 0-0         | Novara-Lecco                | 1-1           | 17 gen.       |
| 14 set.     | 1-0         | Padova-Alcione              | 2-0           | 19 gen.       |
| 13 set.     | 1-0         | Renate-Giana Erminio        | 1-2           | 18 gen.       |
| 15 set.     | 3-2         | Trento-Arzignano Valchiampo | 2-1           | 19 gen.       |
| 15 set.     | 1-5         | Triestina-Atalanta U23      | 1-3           | 18 gen.       |
| 15 set.     | 1-1         | Union Clodiense-Lumezzane   | 2-0           | 19 gen.       |

| andata (3ª) | andata (3ª) | 3ª giornata                  | ritorno (22ª) | ritorno (22ª) |
|             |             |                              |               |               |
| 7 set.      | 1-1         | AlbinoLeffe-L.R. Vicenza     | 0-2           | 12 gen.       |
| 7 set.      | 0-1         | Alcione-Renate               | 1-0           | 11 gen.       |
| 8 set.      | 1-4         | Arzignano Valchiampo-Padova  | 1-1           | 12 gen.       |
| 7 set.      | 1-1         | Atalanta U23-Trento          | 2-2           | 11 gen.       |
| 7 set.      | 1-1         | Lecco-Lumezzane              | 0-4           | 11 gen.       |
| 7 set.      | 2-2         | Pergolettese-Union Clodiense | 1-0           | 12 gen.       |
| 7 set.      | 0-0         | Pro Patria-Feralpisalò       | 0-1           | 12 gen.       |
| 8 set.      | 0-1         | Pro Vercelli-Giana Erminio   | 2-1           | 11 gen.       |
| 8 set.      | 0-1         | Triestina-Caldiero           | 2-0           | 11 gen.       |
| 7 set.      | 1-0         | Virtus Verona-Novara         | 0-3           | 11 gen.       |

| andata (4ª) | andata (4ª) | 4ª giornata                 | ritorno (23ª) | ritorno (23ª) |
|             |             |                             |               |               |
| 13 set.     | 3-0         | AlbinoLeffe-Pergolettese    | 2-1           | 19 gen.       |
| 15 set.     | 4-1         | Caldiero-Pro Vercelli       | 1-2           | 18 gen.       |
| 13 set.     | 1-0         | Feralpisalò-Virtus Verona   | 3-1           | 18 gen.       |
| 15 set.     | 2-0         | L.R. Vicenza-Pro Patria     | 3-0           | 19 gen.       |
| 16 set.     | 0-0         | Novara-Lecco                | 1-1           | 17 gen.       |
| 14 set.     | 1-0         | Padova-Alcione              | 2-0           | 19 gen.       |
| 13 set.     | 1-0         | Renate-Giana Erminio        | 1-2           | 18 gen.       |
| 15 set.     | 3-2         | Trento-Arzignano Valchiampo | 2-1           | 19 gen.       |
| 15 set.     | 1-5         | Triestina-Atalanta U23      | 1-3           | 18 gen.       |
| 15 set.     | 1-1         | Union Clodiense-Lumezzane   | 2-0           | 19 gen.       |

| andata (5ª) | andata (5ª) | 5ª giornata                          | ritorno (24ª) | ritorno (24ª) |
|             |             |                                      |               |               |
| 21 set.     | 1-2         | Alcione-L.R. Vicenza                 | 1-4           | 26 gen.       |
| 21 set.     | 1-0         | Arzignano Valchiampo-Union Clodiense | 1-1           | 25 gen.       |
| 20 set.     | 0-2         | Giana Erminio-AlbinoLeffe            | 3-0           | 26 gen.       |
| 21 set.     | 2-1         | Lecco-Triestina                      | 1-1           | 26 gen.       |
| 22 set.     | 2-1         | Lumezzane-Atalanta U23               | 1-0           | 25 gen.       |
| 21 set.     | 2-2         | Pergolettese-Feralpisalò             | 2-1           | 24 gen.       |
| 1° ott.     | 1-1         | Pro Patria-Novara                    | 1-2           | 25 gen.       |
| 20 set.     | 1-3         | Pro Vercelli-Padova                  | 1-1           | 25 gen.       |
| 22 set.     | 1-0         | Trento-Caldiero                      | 0-2           | 26 gen.       |
| 20 set.     | 1-2         | Virtus Verona-Renate                 | 3-0           | 25 gen.       |

| andata (6ª) | andata (6ª) | 6ª giornata                | ritorno (25ª) | ritorno (25ª) |
|             |             |                            |               |               |
| 24 set.     | 0-0         | AlbinoLeffe-Pro Patria     | 2-1           | 1° feb.       |
| 25 set.     | 5-1         | Atalanta U23-Pergolettese  | 1-3           | 2 feb.        |
| 25 set.     | 0-2         | Caldiero-Alcione           | 1-1           | 1° feb.       |
| 25 set.     | 2-0         | Feralpisalò-Giana Erminio  | 1-3           | 2 feb.        |
| 24 set.     | 1-0         | L.R. Vicenza-Renate        | 1-0           | 1° feb.       |
| 25 set.     | 3-2         | Lecco-Arzignano Valchiampo | 0-2           | 1° feb.       |
| 24 set.     | 1-0         | Novara-Pro Vercelli        | 0-1           | 3 feb.        |
| 24 set.     | 4-1         | Padova-Virtus Verona       | 0-1           | 1° feb.       |
| 26 set.     | 2-3         | Triestina-Lumezzane        | 3-1           | 2 feb.        |
| 26 set.     | 2-2         | Union Clodiense-Trento     | 0-5           | 1° feb.       |

| andata (5ª) | andata (5ª) | 5ª giornata                          | ritorno (24ª) | ritorno (24ª) |
|             |             |                                      |               |               |
| 21 set.     | 1-2         | Alcione-L.R. Vicenza                 | 1-4           | 26 gen.       |
| 21 set.     | 1-0         | Arzignano Valchiampo-Union Clodiense | 1-1           | 25 gen.       |
| 20 set.     | 0-2         | Giana Erminio-AlbinoLeffe            | 3-0           | 26 gen.       |
| 21 set.     | 2-1         | Lecco-Triestina                      | 1-1           | 26 gen.       |
| 22 set.     | 2-1         | Lumezzane-Atalanta U23               | 1-0           | 25 gen.       |
| 21 set.     | 2-2         | Pergolettese-Feralpisalò             | 2-1           | 24 gen.       |
| 1° ott.     | 1-1         | Pro Patria-Novara                    | 1-2           | 25 gen.       |
| 20 set.     | 1-3         | Pro Vercelli-Padova                  | 1-1           | 25 gen.       |
| 22 set.     | 1-0         | Trento-Caldiero                      | 0-2           | 26 gen.       |
| 20 set.     | 1-2         | Virtus Verona-Renate                 | 3-0           | 25 gen.       |

| andata (6ª) | andata (6ª) | 6ª giornata                | ritorno (25ª) | ritorno (25ª) |
|             |             |                            |               |               |
| 24 set.     | 0-0         | AlbinoLeffe-Pro Patria     | 2-1           | 1° feb.       |
| 25 set.     | 5-1         | Atalanta U23-Pergolettese  | 1-3           | 2 feb.        |
| 25 set.     | 0-2         | Caldiero-Alcione           | 1-1           | 1° feb.       |
| 25 set.     | 2-0         | Feralpisalò-Giana Erminio  | 1-3           | 2 feb.        |
| 24 set.     | 1-0         | L.R. Vicenza-Renate        | 1-0           | 1° feb.       |
| 25 set.     | 3-2         | Lecco-Arzignano Valchiampo | 0-2           | 1° feb.       |
| 24 set.     | 1-0         | Novara-Pro Vercelli        | 0-1           | 3 feb.        |
| 24 set.     | 4-1         | Padova-Virtus Verona       | 0-1           | 1° feb.       |
| 26 set.     | 2-3         | Triestina-Lumezzane        | 3-1           | 2 feb.        |
| 26 set.     | 2-2         | Union Clodiense-Trento     | 0-5           | 1° feb.       |

| andata (7ª) | andata (7ª) | 7ª giornata                    | ritorno (26ª) | ritorno (26ª) |
|             |             |                                |               |               |
| 28 set.     | 2-1         | Alcione-Novara                 | 1-1           | 9 feb.        |
| 29 set.     | 2-1         | Giana Erminio-Union Clodiense  | 1-0           | 8 feb.        |
| 28 set.     | 1-0         | L.R. Vicenza-Feralpisalò       | 0-2           | 9 feb.        |
| 30 set.     | 1-0         | Lumezzane-Arzignano Valchiampo | 1-1           | 8 feb.        |
| 30 set.     | 3-2         | Pergolettese-Caldiero          | 1-0           | 8 feb.        |
| 28 set.     | 1-1         | Pro Patria-Padova              | 1-3           | 9 feb.        |
| 28 set.     | 3-2         | Pro Vercelli-Lecco             | 1-2           | 9 feb.        |
| 28 set.     | 0-2         | Renate-AlbinoLeffe             | 0-1           | 9 feb.        |
| 29 set.     | 1-1         | Trento-Triestina               | 0-1           | 10 feb.       |
| 29 set.     | 1-2         | Virtus Verona-Atalanta U23     | 3-0           | 8 feb.        |

| andata (8ª) | andata (8ª) | 8ª giornata                  | ritorno (27ª) | ritorno (27ª) |
|             |             |                              |               |               |
| 5 ott.      | 0-2         | Arzignano Valchiampo-Alcione | 1-0           | 15 feb.       |
| 4 ott.      | 1-3         | Atalanta U23-Giana Erminio   | 1-2           | 16 feb.       |
| 6 ott.      | 0-3         | Caldiero-Virtus Verona       | 2-5           | 17 feb.       |
| 7 ott.      | 1-0         | Feralpisalò-AlbinoLeffe      | 0-0           | 16 feb.       |
| 4 ott.      | 0-2         | Lecco-Renate                 | 0-1           | 15 feb.       |
| 5 ott.      | 0-2         | Lumezzane-Trento             | 2-2           | 16 feb.       |
| 5 ott.      | 3-1         | Novara-Pergolettese          | 2-1           | 15 feb.       |
| 6 ott.      | 1-0         | Padova-L.R. Vicenza          | 1-1           | 16 feb.       |
| 5 ott.      | 1-1         | Triestina-Pro Vercelli       | 1-0           | 15 feb.       |
| 6 ott.      | 1-2         | Union Clodiense-Pro Patria   | 1-3           | 15 feb.       |

| andata (7ª) | andata (7ª) | 7ª giornata                    | ritorno (26ª) | ritorno (26ª) |
|             |             |                                |               |               |
| 28 set.     | 2-1         | Alcione-Novara                 | 1-1           | 9 feb.        |
| 29 set.     | 2-1         | Giana Erminio-Union Clodiense  | 1-0           | 8 feb.        |
| 28 set.     | 1-0         | L.R. Vicenza-Feralpisalò       | 0-2           | 9 feb.        |
| 30 set.     | 1-0         | Lumezzane-Arzignano Valchiampo | 1-1           | 8 feb.        |
| 30 set.     | 3-2         | Pergolettese-Caldiero          | 1-0           | 8 feb.        |
| 28 set.     | 1-1         | Pro Patria-Padova              | 1-3           | 9 feb.        |
| 28 set.     | 3-2         | Pro Vercelli-Lecco             | 1-2           | 9 feb.        |
| 28 set.     | 0-2         | Renate-AlbinoLeffe             | 0-1           | 9 feb.        |
| 29 set.     | 1-1         | Trento-Triestina               | 0-1           | 10 feb.       |
| 29 set.     | 1-2         | Virtus Verona-Atalanta U23     | 3-0           | 8 feb.        |

| andata (8ª) | andata (8ª) | 8ª giornata                  | ritorno (27ª) | ritorno (27ª) |
|             |             |                              |               |               |
| 5 ott.      | 0-2         | Arzignano Valchiampo-Alcione | 1-0           | 15 feb.       |
| 4 ott.      | 1-3         | Atalanta U23-Giana Erminio   | 1-2           | 16 feb.       |
| 6 ott.      | 0-3         | Caldiero-Virtus Verona       | 2-5           | 17 feb.       |
| 7 ott.      | 1-0         | Feralpisalò-AlbinoLeffe      | 0-0           | 16 feb.       |
| 4 ott.      | 0-2         | Lecco-Renate                 | 0-1           | 15 feb.       |
| 5 ott.      | 0-2         | Lumezzane-Trento             | 2-2           | 16 feb.       |
| 5 ott.      | 3-1         | Novara-Pergolettese          | 2-1           | 15 feb.       |
| 6 ott.      | 1-0         | Padova-L.R. Vicenza          | 1-1           | 16 feb.       |
| 5 ott.      | 1-1         | Triestina-Pro Vercelli       | 1-0           | 15 feb.       |
| 6 ott.      | 1-2         | Union Clodiense-Pro Patria   | 1-3           | 15 feb.       |

| andata (9ª) | andata (9ª) | 9ª giornata                        | ritorno (28ª) | ritorno (28ª) |
|             |             |                                    |               |               |
| 12 ott.     | 2-2         | AlbinoLeffe-Atalanta U23           | 1-1           | 24 feb.       |
| 12 ott.     | 1-0         | Alcione-Triestina                  | 0-1           | 22 feb.       |
| 13 ott.     | 2-0         | Feralpisalò-Caldiero               | 3-2           | 22 feb.       |
| 12 ott.     | 0-1         | Giana Erminio-Padova               | 0-3           | 23 feb.       |
| 13 ott.     | 1-1         | L.R. Vicenza-Lumezzane             | 1-0           | 23 feb.       |
| 13 ott.     | 0-0         | Pergolettese-Trento                | 1-1           | 21 feb.       |
| 12 ott.     | 2-1         | Pro Patria-Lecco                   | 1-2           | 22 feb.       |
| 13 ott.     | 1-1         | Pro Vercelli-Union Clodiense       | 0-2           | 23 feb.       |
| 11 ott.     | 0-1         | Renate-Novara                      | 0-1           | 23 feb.       |
| 12 ott.     | 2-1         | Virtus Verona-Arzignano Valchiampo | 2-0           | 22 feb.       |

| andata (10ª) | andata (10ª) | 10ª giornata                      | ritorno (29ª) | ritorno (29ª) |
|              |              |                                   |               |               |
| 19 ott.      | 1-2          | Arzignano Valchiampo-L.R. Vicenza | 0-4           | 2 mar.        |
| 19 ott.      | 4-0          | Atalanta U23-Renate               | 0-1           | 3 mar.        |
| 18 ott.      | 1-1          | Caldiero-Pro Patria               | 0-0           | 1º mar.       |
| 20 ott.      | 1-0          | Lecco-Pergolettese                | 0-0           | 1º mar.       |
| 19 ott.      | 3-2          | Lumezzane-Giana Erminio           | 1-1           | 28 feb.       |
| 19 ott.      | 2-0          | Novara-AlbinoLeffe                | 1-1           | 2 mar.        |
| 20 ott.      | 0-0          | Padova-Feralpisalò                | 0-1           | 2 mar.        |
| 20 ott.      | 1-0          | Trento-Pro Vercelli               | 0-0           | 1º mar.       |
| 19 ott.      | 0-2          | Triestina-Virtus Verona           | 2-2           | 1º mar.       |
| 19 ott.      | 1-3          | Union Clodiense-Alcione           | 0-2           | 28 feb.       |

| andata (9ª) | andata (9ª) | 9ª giornata                        | ritorno (28ª) | ritorno (28ª) |
|             |             |                                    |               |               |
| 12 ott.     | 2-2         | AlbinoLeffe-Atalanta U23           | 1-1           | 24 feb.       |
| 12 ott.     | 1-0         | Alcione-Triestina                  | 0-1           | 22 feb.       |
| 13 ott.     | 2-0         | Feralpisalò-Caldiero               | 3-2           | 22 feb.       |
| 12 ott.     | 0-1         | Giana Erminio-Padova               | 0-3           | 23 feb.       |
| 13 ott.     | 1-1         | L.R. Vicenza-Lumezzane             | 1-0           | 23 feb.       |
| 13 ott.     | 0-0         | Pergolettese-Trento                | 1-1           | 21 feb.       |
| 12 ott.     | 2-1         | Pro Patria-Lecco                   | 1-2           | 22 feb.       |
| 13 ott.     | 1-1         | Pro Vercelli-Union Clodiense       | 0-2           | 23 feb.       |
| 11 ott.     | 0-1         | Renate-Novara                      | 0-1           | 23 feb.       |
| 12 ott.     | 2-1         | Virtus Verona-Arzignano Valchiampo | 2-0           | 22 feb.       |

| andata (10ª) | andata (10ª) | 10ª giornata                      | ritorno (29ª) | ritorno (29ª) |
|              |              |                                   |               |               |
| 19 ott.      | 1-2          | Arzignano Valchiampo-L.R. Vicenza | 0-4           | 2 mar.        |
| 19 ott.      | 4-0          | Atalanta U23-Renate               | 0-1           | 3 mar.        |
| 18 ott.      | 1-1          | Caldiero-Pro Patria               | 0-0           | 1º mar.       |
| 20 ott.      | 1-0          | Lecco-Pergolettese                | 0-0           | 1º mar.       |
| 19 ott.      | 3-2          | Lumezzane-Giana Erminio           | 1-1           | 28 feb.       |
| 19 ott.      | 2-0          | Novara-AlbinoLeffe                | 1-1           | 2 mar.        |
| 20 ott.      | 0-0          | Padova-Feralpisalò                | 0-1           | 2 mar.        |
| 20 ott.      | 1-0          | Trento-Pro Vercelli               | 0-0           | 1º mar.       |
| 19 ott.      | 0-2          | Triestina-Virtus Verona           | 2-2           | 1º mar.       |
| 19 ott.      | 1-3          | Union Clodiense-Alcione           | 0-2           | 28 feb.       |

| andata (11ª) | andata (11ª) | 11ª giornata                      | ritorno (30ª) | ritorno (30ª) |
|              |              |                                   |               |               |
| 27 ott.      | 0-2          | AlbinoLeffe-Padova                | 0-3           | 9 mar.        |
| 26 ott.      | 1-0          | Alcione-Lumezzane                 | 1-1           | 9 mar.        |
| 27 ott.      | 2-1          | Feralpisalò-Lecco                 | 0-0           | 9 mar.        |
| 25 ott.      | 2-2          | Giana Erminio-Novara              | 1-0           | 9 mar.        |
| 26 ott.      | 3-0          | L.R. Vicenza-Atalanta U23         | 2-2           | 9 mar.        |
| 26 ott.      | 1-0          | Pergolettese-Triestina            | 0-0           | 9 mar.        |
| 26 ott.      | 1-1          | Pro Patria-Trento                 | 0-0           | 9 mar.        |
| 26 ott.      | 0-3          | Pro Vercelli-Arzignano Valchiampo | 1-3           | 9 mar.        |
| 26 ott.      | 0-0          | Renate-Caldiero                   | 2-2           | 9 mar.        |
| 26 ott.      | 4-1          | Virtus Verona-Union Clodiense     | 2-1           | 9 mar.        |

| andata (12ª) | andata (12ª) | 12ª giornata                    | ritorno (31ª) | ritorno (31ª) |
|              |              |                                 |               |               |
| 29 ott.      | 1-0          | Arzignano Valchiampo-Pro Patria | 0-1           | 13 mar.       |
| 29 ott.      | 2-0          | Atalanta U23-Pro Vercelli       | 0-0           | 13 mar.       |
| 29 ott.      | 1-0          | Caldiero-Giana Erminio          | 1-3           | 13 mar.       |
| 30 ott.      | 1-0          | Lecco-Alcione                   | 0-0           | 13 mar.       |
| 29 ott.      | 0-2          | Lumezzane-Pergolettese          | 0-1           | 13 mar.       |
| 29 ott.      | 0-0          | Novara-L.R. Vicenza             | 0-1           | 13 mar.       |
| 30 ott.      | 1-0          | Padova-Renate                   | 2-3           | 13 mar.       |
| 29 ott.      | 1-1          | Trento-Virtus Verona            | 2-1           | 13 mar.       |
| 30 ott.      | 1-1          | Triestina-AlbinoLeffe           | 0-2           | 13 mar.       |
| 30 ott.      | 0-1          | Union Clodiense-Feralpisalò     | 1-3           | 13 mar.       |

| andata (11ª) | andata (11ª) | 11ª giornata                      | ritorno (30ª) | ritorno (30ª) |
|              |              |                                   |               |               |
| 27 ott.      | 0-2          | AlbinoLeffe-Padova                | 0-3           | 9 mar.        |
| 26 ott.      | 1-0          | Alcione-Lumezzane                 | 1-1           | 9 mar.        |
| 27 ott.      | 2-1          | Feralpisalò-Lecco                 | 0-0           | 9 mar.        |
| 25 ott.      | 2-2          | Giana Erminio-Novara              | 1-0           | 9 mar.        |
| 26 ott.      | 3-0          | L.R. Vicenza-Atalanta U23         | 2-2           | 9 mar.        |
| 26 ott.      | 1-0          | Pergolettese-Triestina            | 0-0           | 9 mar.        |
| 26 ott.      | 1-1          | Pro Patria-Trento                 | 0-0           | 9 mar.        |
| 26 ott.      | 0-3          | Pro Vercelli-Arzignano Valchiampo | 1-3           | 9 mar.        |
| 26 ott.      | 0-0          | Renate-Caldiero                   | 2-2           | 9 mar.        |
| 26 ott.      | 4-1          | Virtus Verona-Union Clodiense     | 2-1           | 9 mar.        |

| andata (12ª) | andata (12ª) | 12ª giornata                    | ritorno (31ª) | ritorno (31ª) |
|              |              |                                 |               |               |
| 29 ott.      | 1-0          | Arzignano Valchiampo-Pro Patria | 0-1           | 13 mar.       |
| 29 ott.      | 2-0          | Atalanta U23-Pro Vercelli       | 0-0           | 13 mar.       |
| 29 ott.      | 1-0          | Caldiero-Giana Erminio          | 1-3           | 13 mar.       |
| 30 ott.      | 1-0          | Lecco-Alcione                   | 0-0           | 13 mar.       |
| 29 ott.      | 0-2          | Lumezzane-Pergolettese          | 0-1           | 13 mar.       |
| 29 ott.      | 0-0          | Novara-L.R. Vicenza             | 0-1           | 13 mar.       |
| 30 ott.      | 1-0          | Padova-Renate                   | 2-3           | 13 mar.       |
| 29 ott.      | 1-1          | Trento-Virtus Verona            | 2-1           | 13 mar.       |
| 30 ott.      | 1-1          | Triestina-AlbinoLeffe           | 0-2           | 13 mar.       |
| 30 ott.      | 0-1          | Union Clodiense-Feralpisalò     | 1-3           | 13 mar.       |

| andata (13ª) | andata (13ª) | 13ª giornata                       | ritorno (32ª) | ritorno (32ª) |
|              |              |                                    |               |               |
| 3 nov.       | 1-0          | AlbinoLeffe-Union Clodiense        | 3-1           | 16 mar.       |
| 2 nov.       | 0-1          | Alcione-Trento                     | 0-1           | 17 mar.       |
| 3 nov.       | 3-1          | Feralpisalò-Atalanta U23           | 1-4           | 16 mar.       |
| 2 nov.       | 0-1          | Giana Erminio-Arzignano Valchiampo | 0-1           | 16 mar.       |
| 4 nov.       | 1-0          | L.R. Vicenza-Lecco                 | 1-1           | 17 mar.       |
| 2 nov.       | 3-1          | Novara-Caldiero                    | 0-2           | 16 mar.       |
| 3 nov.       | 1-2          | Pergolettese-Padova                | 1-2           | 17 mar.       |
| 3 nov.       | 0-0          | Pro Patria-Triestina               | 0-1           | 16 mar.       |
| 2 nov.       | 1-2          | Renate-Lumezzane                   | 2-0           | 16 mar.       |
| 2 nov.       | 0-0          | Virtus Verona-Pro Vercelli         | 0-0           | 16 mar.       |

| andata (14ª) | andata (14ª) | 14ª giornata                      | ritorno (33ª) | ritorno (33ª) |
|              |              |                                   |               |               |
| 9 nov.       | 1-1          | Arzignano Valchiampo-Pergolettese | 2-0           | 23 mar.       |
| 9 nov.       | 2-1          | Atalanta U23-Pro Patria           | 2-1           | 2 apr.        |
| 9 nov.       | 0-2          | Caldiero-L.R. Vicenza             | 1-2           | 23 mar.       |
| 9 nov.       | 1-1          | Lecco-Virtus Verona               | 1-1           | 23 mar.       |
| 10 nov.      | 1-0          | Lumezzane-AlbinoLeffe             | 0-2           | 23 mar.       |
| 11 nov.      | 2-1          | Padova-Novara                     | 1-2           | 23 mar.       |
| 8 nov.       | 1-0          | Pro Vercelli-Alcione              | 2-1           | 22 mar.       |
| 8 nov.       | 3-2          | Trento-Feralpisalò                | 0-2           | 23 mar.       |
| 8 nov.       | 0-1          | Triestina-Giana Erminio           | 0-3           | 22 mar.       |
| 10 nov.      | 2-2          | Union Clodiense-Renate            | 1-2           | 23 mar.       |

| andata (13ª) | andata (13ª) | 13ª giornata                       | ritorno (32ª) | ritorno (32ª) |
|              |              |                                    |               |               |
| 3 nov.       | 1-0          | AlbinoLeffe-Union Clodiense        | 3-1           | 16 mar.       |
| 2 nov.       | 0-1          | Alcione-Trento                     | 0-1           | 17 mar.       |
| 3 nov.       | 3-1          | Feralpisalò-Atalanta U23           | 1-4           | 16 mar.       |
| 2 nov.       | 0-1          | Giana Erminio-Arzignano Valchiampo | 0-1           | 16 mar.       |
| 4 nov.       | 1-0          | L.R. Vicenza-Lecco                 | 1-1           | 17 mar.       |
| 2 nov.       | 3-1          | Novara-Caldiero                    | 0-2           | 16 mar.       |
| 3 nov.       | 1-2          | Pergolettese-Padova                | 1-2           | 17 mar.       |
| 3 nov.       | 0-0          | Pro Patria-Triestina               | 0-1           | 16 mar.       |
| 2 nov.       | 1-2          | Renate-Lumezzane                   | 2-0           | 16 mar.       |
| 2 nov.       | 0-0          | Virtus Verona-Pro Vercelli         | 0-0           | 16 mar.       |

| andata (14ª) | andata (14ª) | 14ª giornata                      | ritorno (33ª) | ritorno (33ª) |
|              |              |                                   |               |               |
| 9 nov.       | 1-1          | Arzignano Valchiampo-Pergolettese | 2-0           | 23 mar.       |
| 9 nov.       | 2-1          | Atalanta U23-Pro Patria           | 2-1           | 2 apr.        |
| 9 nov.       | 0-2          | Caldiero-L.R. Vicenza             | 1-2           | 23 mar.       |
| 9 nov.       | 1-1          | Lecco-Virtus Verona               | 1-1           | 23 mar.       |
| 10 nov.      | 1-0          | Lumezzane-AlbinoLeffe             | 0-2           | 23 mar.       |
| 11 nov.      | 2-1          | Padova-Novara                     | 1-2           | 23 mar.       |
| 8 nov.       | 1-0          | Pro Vercelli-Alcione              | 2-1           | 22 mar.       |
| 8 nov.       | 3-2          | Trento-Feralpisalò                | 0-2           | 23 mar.       |
| 8 nov.       | 0-1          | Triestina-Giana Erminio           | 0-3           | 22 mar.       |
| 10 nov.      | 2-2          | Union Clodiense-Renate            | 1-2           | 23 mar.       |

| andata (15ª) | andata (15ª) | 15ª giornata                | ritorno (34ª) | ritorno (34ª) |
|              |              |                             |               |               |
| 16 nov.      | 0-0          | AlbinoLeffe-Trento          | 1-5           | 30 mar.       |
| 15 nov.      | 2-2          | Caldiero-Lumezzane          | 2-2           | 30 mar.       |
| 17 nov.      | 2-0          | Feralpisalò-Triestina       | 2-1           | 29 mar.       |
| 16 nov.      | 1-0          | Giana Erminio-Lecco         | 0-1           | 31 mar.       |
| 17 nov.      | 2-0          | L.R. Vicenza-Pro Vercelli   | 1-0           | 30 mar.       |
| 17 nov.      | 0-0          | Novara-Union Clodiense      | 1-2           | 29 mar.       |
| 4 dic.       | 3-1          | Padova-Atalanta U23         | 1-1           | 30 mar.       |
| 16 nov.      | 1-2          | Pergolettese-Alcione        | 1-2           | 29 mar.       |
| 16 nov.      | 1-1          | Pro Patria-Virtus Verona    | 1-0           | 30 mar.       |
| 16 nov.      | 0-0          | Renate-Arzignano Valchiampo | 2-1           | 28 mar.       |

| andata (16ª) | andata (16ª) | 16ª giornata                 | ritorno (35ª) | ritorno (35ª) |
|              |              |                              |               |               |
| 24 nov.      | 2-0          | Alcione-Pro Patria           | 0-0           | 6 apr.        |
| 24 nov.      | 0-2          | Arzignano Valchiampo-Novara  | 0-1           | 5 apr.        |
| 23 nov.      | 2-0          | Atalanta U23-Caldiero        | 1-1           | 6 apr.        |
| 23 nov.      | 0-3          | Lecco-Padova                 | 1-2           | 7 apr.        |
| 23 nov.      | 1-3          | Lumezzane-Feralpisalò        | 1-1           | 5 apr.        |
| 23 nov.      | 0-2          | Pro Vercelli-AlbinoLeffe     | 1-3           | 7 apr.        |
| 23 nov.      | 2-0          | Trento-Giana Erminio         | 0-2           | 5 apr.        |
| 22 nov.      | 0-1          | Triestina-Renate             | 1-0           | 6 apr.        |
| 22 nov.      | 1-2          | Union Clodiense-L.R. Vicenza | 1-2           | 6 apr.        |
| 24 nov.      | 1-2          | Virtus Verona-Pergolettese   | 2-1           | 5 apr.        |

| andata (15ª) | andata (15ª) | 15ª giornata                | ritorno (34ª) | ritorno (34ª) |
|              |              |                             |               |               |
| 16 nov.      | 0-0          | AlbinoLeffe-Trento          | 1-5           | 30 mar.       |
| 15 nov.      | 2-2          | Caldiero-Lumezzane          | 2-2           | 30 mar.       |
| 17 nov.      | 2-0          | Feralpisalò-Triestina       | 2-1           | 29 mar.       |
| 16 nov.      | 1-0          | Giana Erminio-Lecco         | 0-1           | 31 mar.       |
| 17 nov.      | 2-0          | L.R. Vicenza-Pro Vercelli   | 1-0           | 30 mar.       |
| 17 nov.      | 0-0          | Novara-Union Clodiense      | 1-2           | 29 mar.       |
| 4 dic.       | 3-1          | Padova-Atalanta U23         | 1-1           | 30 mar.       |
| 16 nov.      | 1-2          | Pergolettese-Alcione        | 1-2           | 29 mar.       |
| 16 nov.      | 1-1          | Pro Patria-Virtus Verona    | 1-0           | 30 mar.       |
| 16 nov.      | 0-0          | Renate-Arzignano Valchiampo | 2-1           | 28 mar.       |

| andata (16ª) | andata (16ª) | 16ª giornata                 | ritorno (35ª) | ritorno (35ª) |
|              |              |                              |               |               |
| 24 nov.      | 2-0          | Alcione-Pro Patria           | 0-0           | 6 apr.        |
| 24 nov.      | 0-2          | Arzignano Valchiampo-Novara  | 0-1           | 5 apr.        |
| 23 nov.      | 2-0          | Atalanta U23-Caldiero        | 1-1           | 6 apr.        |
| 23 nov.      | 0-3          | Lecco-Padova                 | 1-2           | 7 apr.        |
| 23 nov.      | 1-3          | Lumezzane-Feralpisalò        | 1-1           | 5 apr.        |
| 23 nov.      | 0-2          | Pro Vercelli-AlbinoLeffe     | 1-3           | 7 apr.        |
| 23 nov.      | 2-0          | Trento-Giana Erminio         | 0-2           | 5 apr.        |
| 22 nov.      | 0-1          | Triestina-Renate             | 1-0           | 6 apr.        |
| 22 nov.      | 1-2          | Union Clodiense-L.R. Vicenza | 1-2           | 6 apr.        |
| 24 nov.      | 1-2          | Virtus Verona-Pergolettese   | 2-1           | 5 apr.        |

| andata (17ª) | andata (17ª) | 17ª giornata                  | ritorno (36ª) | ritorno (36ª) |  |
|              |              |                               |               |               |  |
| 30 nov.      | 0-0          | AlbinoLeffe-Lecco             | 1-2           | 12 apr.       |  |
| 11 dic.      | 2-1          | Atalanta U23-Union Clodiense  | 3-1           | 12 apr.       |  |
| 1º dic.      | 1-2          | Caldiero-Arzignano Valchiampo | 1-2           | 11 apr.       |  |
| 29 nov.      | 1-1          | Feralpisalò-Alcione           | 3-0           | 11 apr.       |  |
| 1º dic.      | 0-0          | Giana Erminio-Pergolettese    | 1-0           | 13 apr.       |  |
| 1º dic.      | 3-0          | L.R. Vicenza-Virtus Verona    | 1-2           | 13 apr.       |  |
| 1º dic.      | 0-0          | Novara-Lumezzane              | 2-2           | 11 apr.       |  |
| 1º dic.      | 1-1          | Padova-Triestina              | 1-0           | 13 apr.       |  |
| 1º dic.      | 1-1          | Pro Patria-Pro Vercelli       | 2-2           | 12 apr.       |  |
| 1º dic.      | 1-1          | Renate-Trento                 | 0-0           | 12 apr.       |  |

| andata (18ª) | andata (18ª) | 18ª giornata                      | ritorno (37ª) | ritorno (37ª) |
|              |              |                                   |               |               |
| 8 dic.       | 0-2          | Alcione-AlbinoLeffe               | 0-1           | 18 apr.       |
| 8 dic.       | 3-1          | Arzignano Valchiampo-Atalanta U23 | 3-1           | 18 apr.       |
| 6 dic.       | 5-1          | Lecco-Caldiero                    | 0-1           | 18 apr.       |
| 7 dic.       | 1-1          | Lumezzane-Pro Patria              | 1-4           | 18 apr.       |
| 7 dic.       | 0-1          | Pergolettese-Renate               | 1-2           | 18 apr.       |
| 8 dic.       | 1-0          | Pro Vercelli-Feralpisalò          | 0-2           | 18 apr.       |
| 7 dic.       | 1-3          | Trento-Novara                     | 0-3           | 18 apr.       |
| 8 dic.       | 2-0          | Triestina-L.R. Vicenza            | 0-1           | 18 apr.       |
| 18 dic.      | 1-2          | Union Clodiense-Padova            | 1-2           | 18 apr.       |
| 7 dic.       | 1-1          | Virtus Verona-Giana Erminio       | 1-1           | 18 apr.       |

| andata (17ª) | andata (17ª) | 17ª giornata                  | ritorno (36ª) | ritorno (36ª) |  |
|              |              |                               |               |               |  |
| 30 nov.      | 0-0          | AlbinoLeffe-Lecco             | 1-2           | 12 apr.       |  |
| 11 dic.      | 2-1          | Atalanta U23-Union Clodiense  | 3-1           | 12 apr.       |  |
| 1º dic.      | 1-2          | Caldiero-Arzignano Valchiampo | 1-2           | 11 apr.       |  |
| 29 nov.      | 1-1          | Feralpisalò-Alcione           | 3-0           | 11 apr.       |  |
| 1º dic.      | 0-0          | Giana Erminio-Pergolettese    | 1-0           | 13 apr.       |  |
| 1º dic.      | 3-0          | L.R. Vicenza-Virtus Verona    | 1-2           | 13 apr.       |  |
| 1º dic.      | 0-0          | Novara-Lumezzane              | 2-2           | 11 apr.       |  |
| 1º dic.      | 1-1          | Padova-Triestina              | 1-0           | 13 apr.       |  |
| 1º dic.      | 1-1          | Pro Patria-Pro Vercelli       | 2-2           | 12 apr.       |  |
| 1º dic.      | 1-1          | Renate-Trento                 | 0-0           | 12 apr.       |  |

| andata (18ª) | andata (18ª) | 18ª giornata                      | ritorno (37ª) | ritorno (37ª) |
|              |              |                                   |               |               |
| 8 dic.       | 0-2          | Alcione-AlbinoLeffe               | 0-1           | 18 apr.       |
| 8 dic.       | 3-1          | Arzignano Valchiampo-Atalanta U23 | 3-1           | 18 apr.       |
| 6 dic.       | 5-1          | Lecco-Caldiero                    | 0-1           | 18 apr.       |
| 7 dic.       | 1-1          | Lumezzane-Pro Patria              | 1-4           | 18 apr.       |
| 7 dic.       | 0-1          | Pergolettese-Renate               | 1-2           | 18 apr.       |
| 8 dic.       | 1-0          | Pro Vercelli-Feralpisalò          | 0-2           | 18 apr.       |
| 7 dic.       | 1-3          | Trento-Novara                     | 0-3           | 18 apr.       |
| 8 dic.       | 2-0          | Triestina-L.R. Vicenza            | 0-1           | 18 apr.       |
| 18 dic.      | 1-2          | Union Clodiense-Padova            | 1-2           | 18 apr.       |
| 7 dic.       | 1-1          | Virtus Verona-Giana Erminio       | 1-1           | 18 apr.       |

| \| andata (19ª) \| andata (19ª) \| 19ª giornata \| ritorno (38ª) \| ritorno (38ª) \| \| \| \| \| \| \| \| 16 dic. \| 3-1 \| AlbinoLeffe-Virtus Verona \| 1-1 \| 25 apr. \| \| 14 dic. \| 5-2 \| Atalanta U23-Lecco \| 1-0 \| 25 apr. \| \| 15 dic. \| 2-2 \| Caldiero-Union Clodiense \| 1-0 \| 25 apr. \| \| 15 dic. \| 1-1 \| Feralpisalò-Arzignano Valchiampo \| 0-1 \| 25 apr. \| \| 14 dic. \| 0-2 \| Giana Erminio-Alcione \| 2-2 \| 25 apr. \| \| 13 dic. \| 3-0 \| L.R. Vicenza-Trento \| 1-3 \| 25 apr. \| \| 14 dic. \| 2-3 \| Novara-Triestina \| 0-6 \| 25 apr. \| \| 14 dic. \| 2-0 \| Padova-Lumezzane \| 0-0 \| 25 apr. \| \| 15 dic. \| 1-1 \| Pro Patria-Pergolettese \| 1-2 \| 25 apr. \| \| 13 dic. \| 1-0 \| Renate-Pro Vercelli \| 2-1 \| 25 apr. \| |              |                                  |               |               |
| andata (19ª) | andata (19ª) | 19ª giornata                     | ritorno (38ª) | ritorno (38ª) |
| |              |                                  |               |               |
| 16 dic. | 3-1          | AlbinoLeffe-Virtus Verona        | 1-1           | 25 apr.       |
| 14 dic. | 5-2          | Atalanta U23-Lecco               | 1-0           | 25 apr.       |
| 15 dic. | 2-2          | Caldiero-Union Clodiense         | 1-0           | 25 apr.       |
| 15 dic. | 1-1          | Feralpisalò-Arzignano Valchiampo | 0-1           | 25 apr.       |
| 14 dic. | 0-2          | Giana Erminio-Alcione            | 2-2           | 25 apr.       |
| 13 dic. | 3-0          | L.R. Vicenza-Trento              | 1-3           | 25 apr.       |
| 14 dic. | 2-3          | Novara-Triestina                 | 0-6           | 25 apr.       |
| 14 dic. | 2-0          | Padova-Lumezzane                 | 0-0           | 25 apr.       |
| 15 dic. | 1-1          | Pro Patria-Pergolettese          | 1-2           | 25 apr.       |
| 13 dic. | 1-0          | Renate-Pro Vercelli              | 2-1           | 25 apr.       |

| andata (19ª) | andata (19ª) | 19ª giornata                     | ritorno (38ª) | ritorno (38ª) |
|              |              |                                  |               |               |
| 16 dic.      | 3-1          | AlbinoLeffe-Virtus Verona        | 1-1           | 25 apr.       |
| 14 dic.      | 5-2          | Atalanta U23-Lecco               | 1-0           | 25 apr.       |
| 15 dic.      | 2-2          | Caldiero-Union Clodiense         | 1-0           | 25 apr.       |
| 15 dic.      | 1-1          | Feralpisalò-Arzignano Valchiampo | 0-1           | 25 apr.       |
| 14 dic.      | 0-2          | Giana Erminio-Alcione            | 2-2           | 25 apr.       |
| 13 dic.      | 3-0          | L.R. Vicenza-Trento              | 1-3           | 25 apr.       |
| 14 dic.      | 2-3          | Novara-Triestina                 | 0-6           | 25 apr.       |
| 14 dic.      | 2-0          | Padova-Lumezzane                 | 0-0           | 25 apr.       |
| 15 dic.      | 1-1          | Pro Patria-Pergolettese          | 1-2           | 25 apr.       |
| 13 dic.      | 1-0          | Renate-Pro Vercelli              | 2-1           | 25 apr.       |

### Spareggi

#### Play-off

##### Primo turno
|               | Risultati |                      | Luogo e data              |
| ------------- | --------- | -------------------- | ------------------------- |
| Renate        | 0-0       | Arzignano Valchiampo | Meda, 4 maggio 2025       |
| Giana Erminio | 1-0       | Virtus Verona        | Gorgonzola, 4 maggio 2025 |
| Trento        | 1-2       | Atalanta U23         | Trento, 4 maggio 2025     |

##### Secondo turno
|             | Risultati |               | Luogo e data          |
| ----------- | --------- | ------------- | --------------------- |
| AlbinoLeffe | 1-3       | Atalanta U23  | Zanica, 7 maggio 2025 |
| Renate      | 1-2       | Giana Erminio | Meda, 7 maggio 2025   |

#### Play-out
|              | Risultati |              | Luogo e data                  |
| ------------ | --------- | ------------ | ----------------------------- |
| Pro Patria   | 1-0       | Pro Vercelli | Busto Arsizio, 10 maggio 2025 |
| Pro Vercelli | 1-0       | Pro Patria   | Vercelli, 17 maggio 2025      |
|              |           |              |                               |
| Caldiero     | 0-0       | Triestina    | Caldiero, 10 maggio 2025      |
| Triestina    | 0-0       | Caldiero     | Trieste, 17 maggio 2025       |
|              |           |              |                               |

### Statistiche

#### Squadre

##### Primati stagionali
Squadre
- Maggior numero di vittorie: Padova (26)
- Maggior numero di pareggi: Pro Patria (16)
- Maggior numero di sconfitte: Union Clodiense CS (25)
- Minor numero di vittorie: Union Clodiense CS (4)
- Minor numero di pareggi: Renate (6)
- Minor numero di sconfitte: Padova (4)
- Miglior attacco: Atalanta U23 e Padova (65 gol fatti)
- Peggior attacco: Pro Vercelli (30 gol fatti)
- Miglior difesa: L.R. Vicenza e Padova (24 gol subìti)
- Peggior difesa: Union Clodiense CS (67 gol subìti)
- Miglior differenza reti: Padova (+41)
- Peggior differenza reti: Union Clodiense CS (-33)
- Miglior serie positiva: Padova (24, 1ª-24ª giornata)
- Peggior serie negativa: Pro Patria (7, 20ª-26ª giornata)
- Maggior numero di vittorie consecutive: Alcione (6, 6ª-11ª giornata) e Padova (6, 1ª-6ª giornata)
- Maggior numero di pareggi consecutivi: Lecco (5, 29ª-33ª giornata)

Partite
- Partita con più reti: Atalanta U23−Lecco 5-2 (7, 19ª giornata) e Virtus Verona-Caldiero 5-2 (7, 27ª giornata)
- Partita con maggiore scarto di gol: Triestina-Novara 6-0 (6, 38ª giornata)
- Pareggio con più gol: Pro Vercelli-Lumezzane 3-3 (6, 21ª giornata)
- Giornata con maggior numero di gol: 32 (19ª giornata)
- Giornata con minor numero di gol: 13 (12ª giornata)
- Maggior numero di pareggi in una giornata: 7 (17ª giornata)

### Individuali

#### Classifica marcatori
| Gol | Rigori |  | Giocatore         | Squadra       |
| --- | ------ |  | ----------------- | ------------- |
| 19  | 3      |  | Vanja Vlahović    | Atalanta U23  |
| 17  | 3      |  | Gianmario Comi    | Pro Vercelli  |
| 16  | 3      |  | Michael De Marchi | Virtus Verona |
| 16  | 4      |  | Mattia Bortolussi | Padova        |
| 14  | 2      |  | Samuel Di Carmine | Trento        |
| 13  |        |  | Mohamed Alì Zoma  | AlbinoLeffe   |
| 13  | 1      |  | Claudio Morra     | L.R. Vicenza  |
| 13  | 1      |  | David Stückler    | Giana Erminio |
| 12  |        |  | Leon Šipoš        | Lecco         |
| 10  | 1      |  | Simone Palombi    | Alcione       |
| 10  | 6      |  | Marco Olivieri    | Triestina     |

## Girone B
La vetta viene contesa da Pescara, Torres, Virtus Entella e la neodeclassata Ternana; nonostante la partenza a razzo degli adriatici, ben presto diventa un duello tra Ternana e Virtus Entella e alla fine sono proprio i liguri a vincere il girone, alla terzultima giornata. Migliora l'Arezzo, che chiude in zona playoff, a cui accedono anche la neopromossa Pianese, la Vis Pesaro e il Pineto. Deludente il campionato del Perugia, che chiude la stagione fuori dalla zona degli spareggi. Il Rimini invece replica il rendimento della stagione precedente, ma grazie alla vittoria della Coppa Italia di Serie C accede alla fase nazionale dei playoff. La doppia finale degli spareggi viene contesa proprio da Pescara e Ternana, con i biancazzurri che hanno la meglio ai rigori tra le mura amiche.
Il fanalino di coda per l'intero campionato è il Legnago, caratterizzato da un andamento nettamente inferiore rispetto alla stagione precedente nel girone A. Deludono molto anche la SPAL, il neo-arrivato Milan Futuro e il neodeclassato Ascoli; quest'ultimo scampa i play-out con una lunghezza di vantaggio sulla Lucchese (penalizzata di 6 punti) e tre in meno del Campobasso. Agli spareggi scendono Sestri Levante e Milan Futuro, condannati rispettivamente da Lucchese e SPAL.

### Squadre partecipanti
| Club           | Stagione | Città               | Stadio                                                                                       | Stagione precedente              |
| -------------- | -------- | ------------------- | -------------------------------------------------------------------------------------------- | -------------------------------- |
| Arezzo         | dettagli | Arezzo              | Stadio Città di Arezzo                                                                       | 8º posto in Serie C/B            |
| Ascoli         | dettagli | Ascoli Piceno       | Stadio Cino e Lillo Del Duca                                                                 | 18º posto in Serie B, retrocessa |
| Campobasso     | dettagli | Campobasso          | Stadio Antonio Molinari                                                                      | 1º posto in Serie D/F, promosso  |
| Carpi          | dettagli | Carpi (MO)          | Stadio Sandro Cabassi                                                                        | 1º posto in Serie D/D, promosso  |
| Gubbio         | dettagli | Gubbio (PG)         | Stadio Pietro Barbetti                                                                       | 5º posto in Serie C/B            |
| Legnago        | dettagli | Legnago (VR)        | Stadio Mario Sandrini                                                                        | 6º posto in Serie C/A            |
| Lucchese       | dettagli | Lucca               | Stadio Porta Elisa                                                                           | 12º posto in Serie C/B           |
| Milan Futuro   | dettagli | Milano              | Stadio Carlo Speroni (Busto Arsizio) (1ª-5ª) Stadio Felice Chinetti (Solbiate Arno) (6ª-38ª) | -                                |
| Perugia        | dettagli | Perugia             | Stadio Renato Curi                                                                           | 4º posto in Serie C/B            |
| Pescara        | dettagli | Pescara             | Stadio Adriatico-Giovanni Cornacchia                                                         | 6º posto in Serie C/B            |
| Pianese        | dettagli | Piancastagnaio (SI) | Stadio comunale di Piancastagnaio                                                            | 1º posto in Serie D/E, promosso  |
| Pineto         | dettagli | Pineto (TE)         | Stadio Mimmo Pavone-Alessandro Mariani                                                       | 14º posto in Serie C/B           |
| Pontedera      | dettagli | Pontedera (PI)      | Stadio Ettore Mannucci                                                                       | 9º posto in Serie C/B            |
| Rimini         | dettagli | Rimini              | Stadio Romeo Neri                                                                            | 10º posto in Serie C/B           |
| Sestri Levante | dettagli | Sestri Levante (GE) | Stadio Giuseppe Sivori                                                                       | 15º posto in Serie C/B           |
| SPAL           | dettagli | Ferrara             | Stadio Paolo Mazza                                                                           | 11º posto in Serie C/B           |
| Ternana        | dettagli | Terni               | Stadio Libero Liberati                                                                       | 16º posto in Serie B, retrocessa |
| Torres         | dettagli | Sassari             | Stadio Vanni Sanna                                                                           | 2º posto in Serie C/B            |
| Virtus Entella | dettagli | Chiavari (GE)       | Stadio comunale di Chiavari                                                                  | 13º posto in Serie C/B           |
| Vis Pesaro     | dettagli | Pesaro              | Stadio Tonino Benelli                                                                        | 17º posto in Serie C/B           |

### Allenatori e primatisti
| Squadra        | Allenatore | Giocatore più presente (tra parentesi il numero delle presenze) | Capocannoniere (tra parentesi il numero dei gol segnati) |
| -------------- | --- | --------------------------------------------------------------- | -------------------------------------------------------- |
| Arezzo         | Emanuele Troise (1ª-25ª) Cristian Bucchi (26ª-38ª e play-off)                                                               | Luca Trombini (38)                                              | Emiliano Pattarello (18)                                 |
| Ascoli         | Massimo Carrera (1ª-6ª) Cristian Ledesma (7ª) Domenico Di Carlo (8ª-24ª) Mirko Cudini (25ª-31ª) Domenico Di Carlo (32ª-38ª) | Manuel Alagna, Ivan Varone (36)                                 | Simone Corazza (11)                                      |
| Campobasso     | Piero Braglia (1ª-24ª) Fabio Prosperi (25ª-38ª)                                                                             | Antonio Di Nardo (38)                                           | Antonio Di Nardo (11)                                    |
| Carpi          | Cristian Serpini | Davide Zagnoni (37)                                             | Matteo Cortesi (8)                                       |
| Gubbio         | Roberto Taurino (1ª-18ª) Gaetano Fontana (19ª-38ª e play-off)                                                               | Giacomo Venturi (37)                                            | Christian Tommasini (9)                                  |
| Legnago        | Daniele Gastaldello (1ª-6ª) Matteo Contini (7ª-23ª) Massimo Bagatti (24ª-38ª)                                               | Vincenzo Muteba (37)                                            | Andrea Franzolini, Sebastiano Svidercoschi (5)           |
| Lucchese       | Giorgio Gorgone | Edoardo Antoni (33)                                             | Simone Magnaghi (12)                                     |
| Milan Futuro   | Daniele Bonera (1ª-28ª) Massimo Oddo (29ª-38ª e play-out)                                                                   | Andrei Coubiș (34)                                              | Francesco Camarda (5)                                    |
| Perugia        | Alessandro Formisano (1ª-11ª) Lamberto Zauli (12ª-27ª) Vincenzo Cangelosi (28ª-38ª)                                         | Luca Gemello, Giovanni Giunti (35)                              | Daniele Montevago (13)                                   |
| Pescara        | Silvio Baldini | Gianmarco Cangiano, Alessandro Plizzari (36)                    | Andrea Ferraris (10)                                     |
| Pianese        | Fabio Prosperi (1ª-18ª) Alessandro Formisano (19ª-38ª e play-off)                                                           | Guglielmo Mignani, Luca Simeoni (37)                            | Guglielmo Mignani (18)                                   |
| Pineto         | Mirko Cudini (1ª-8ª) Ivan Tisci (9ª-38ª e play-off)                                                                         | Diego Gambale (36)                                              | Giovanni Bruzzaniti (15)                                 |
| Pontedera      | Alessandro Agostini (1ª-8ª) Leonardo Menichini (9ª-38ª e play-off)                                                          | Gabriele Perretta (38)                                          | Jonathan Italeng (12)                                    |
| Rimini         | Antonio Buscè | Christian Langella (35)                                         | Giacomo Parigi (11)                                      |
| Sestri Levante | Andrea Scotto (1ª-18ª) Roberto Russo (19ª) Diego Longo (20ª-29ª) Alberto Ruvo (30ª-38ª e play-out)                          | Lorenzo Podda (35)                                              | Nicolas Parravicini (7)                                  |
| SPAL           | Andrea Dossena (1ª-25ª) Francesco Baldini (26ª-38ª e play-out)                                                              | Mirco Antenucci, Emanuele Rao (37)                              | Mirco Antenucci (11)                                     |
| Ternana        | Ignazio Abate (1ª-34ª) Fabio Liverani (35ª-38ª e play-off)                                                                  | Emanuele Cicerelli (37)                                         | Emanuele Cicerelli (19)                                  |
| Torres         | Alfonso Greco | Manuel Fischnaller (38)                                         | Manuel Fischnaller (14)                                  |
| Virtus Entella | Fabio Gallo | Andrea Tiritiello (37)                                          | Andrea Franzoni (10)                                     |
| Vis Pesaro     | Roberto Stellone | Ante Vuković (36)                                               | Francesco Nicastro (6)                                   |

### Classifica finale
|        | Pos. | Squadra        | Pt | G  | V  | N  | P  | GF | GS | DR  |
| ------ | ---- | -------------- | -- | -- | -- | -- | -- | -- | -- | --- |
|        | 1.   | Virtus Entella | 83 | 38 | 23 | 14 | 1  | 61 | 24 | +37 |
|        | 2.   | Ternana (-2)   | 74 | 38 | 22 | 10 | 6  | 64 | 23 | +41 |
|        | 3.   | Torres         | 68 | 38 | 19 | 11 | 8  | 55 | 36 | +19 |
|        | 4.   | Pescara        | 67 | 38 | 19 | 10 | 9  | 55 | 35 | +20 |
|        | 5.   | Arezzo         | 64 | 38 | 19 | 7  | 12 | 48 | 37 | +11 |
|        | 6.   | Vis Pesaro     | 58 | 38 | 15 | 13 | 10 | 44 | 34 | +10 |
|        | 7.   | Pineto         | 57 | 38 | 15 | 12 | 11 | 46 | 49 | -3  |
|        | 8.   | Pianese        | 53 | 38 | 15 | 8  | 15 | 48 | 48 | 0   |
| [ 49 ] | 9.   | Rimini (-2)    | 51 | 38 | 13 | 14 | 11 | 45 | 35 | +10 |
|        | 10.  | Pontedera      | 48 | 38 | 13 | 9  | 16 | 54 | 54 | 0   |
|        | 11.  | Gubbio         | 48 | 38 | 13 | 9  | 16 | 32 | 42 | -10 |
|        | 12.  | Perugia        | 47 | 38 | 11 | 14 | 13 | 43 | 41 | +2  |
|        | 13.  | Carpi          | 44 | 38 | 11 | 11 | 16 | 41 | 48 | -7  |
|        | 14.  | Campobasso     | 43 | 38 | 11 | 10 | 17 | 36 | 46 | -10 |
|        | 15.  | Ascoli         | 40 | 38 | 9  | 13 | 16 | 37 | 46 | -9  |
|        | 16.  | Lucchese (-6)  | 39 | 38 | 10 | 15 | 13 | 47 | 64 | -17 |
|        | 17.  | SPAL (-3)      | 35 | 38 | 9  | 11 | 18 | 41 | 61 | -20 |
|        | 18.  | Milan Futuro   | 34 | 38 | 7  | 13 | 18 | 36 | 57 | -21 |
|        | 19.  | Sestri Levante | 31 | 38 | 6  | 13 | 19 | 34 | 54 | -20 |
|        | 20.  | Legnago        | 29 | 38 | 6  | 11 | 21 | 30 | 63 | -33 |

      Promosso in Serie B 2025-2026.
      Ammessa direttamente ai play-off nazionali.
  Ammesso ai play-off o ai play-out.
      Retrocesso in Serie D 2025-2026.
Tre punti per la vittoria, uno per il pareggio, zero per la sconfitta.
In caso di arrivo di due o più squadre a pari punti, la graduatoria verrà stilata secondo la classifica avulsa tra le squadre interessate che prevede, in ordine, i seguenti criteri:
- Punti negli scontri diretti.
- Differenza reti negli scontri diretti.
- Differenza reti generale.
- Reti realizzate in generale.
- Sorteggio.

Note:
La SPAL ha scontato 3 punti di penalizzazione.
La Ternana ha scontato 2 punti di penalizzazione.
Il Rimini ha scontato 2 punti di penalizzazione
La Lucchese ha scontato 6 punti di penalizzazione.

### Tabellone
Ogni riga indica i risultati casalinghi della squadra segnata a inizio della riga, contro le squadre segnate colonna per colonna (che invece avranno giocato l'incontro in trasferta). Al contrario, leggendo la colonna di una squadra si avranno i risultati ottenuti dalla stessa in trasferta, contro le squadre segnate in ogni riga, che invece avranno giocato l'incontro in casa.
|                | ARE  | ASC  | CAM  | CAR  | GUB  | LEG  | LUC  | MFU  | PER  | PES  | PIA  | PIN  | PON  | RIM  | SLE  | SPA  | TER  | TOR  | VEN  | VPE  |
| -------------- | ---- | ---- | ---- | ---- | ---- | ---- | ---- | ---- | ---- | ---- | ---- | ---- | ---- | ---- | ---- | ---- | ---- | ---- | ---- | ---- |
| Arezzo         | –––– | 1-1  | 1-0  | 0-1  | 2-0  | 1-0  | 4-1  | 1-0  | 2-0  | 0-0  | 4-2  | 1-2  | 2-4  | 1-1  | 1-0  | 2-1  | 1-2  | 0-1  | 1-1  | 0-0  |
| Ascoli         | 1-0  | –––– | 1-1  | 2-1  | 1-0  | 1-2  | 1-2  | 2-2  | 0-1  | 1-2  | 1-0  | 0-1  | 1-1  | 0-1  | 4-1  | 1-1  | 0-3  | 1-2  | 0-1  | 0-0  |
| Campobasso     | 0-1  | 2-0  | –––– | 2-1  | 1-1  | 2-0  | 3-0  | 1-1  | 2-1  | 2-2  | 0-2  | 1-3  | 0-2  | 1-2  | 0-0  | 4-0  | 1-0  | 0-1  | 0-2  | 3-2  |
| Carpi          | 2-1  | 2-2  | 0-0  | –––– | 0-2  | 0-0  | 0-0  | 0-0  | 2-0  | 1-2  | 0-1  | 1-1  | 2-1  | 2-2  | 0-2  | 1-0  | 1-2  | 1-2  | 0-3  | 2-1  |
| Gubbio         | 0-0  | 0-0  | 0-0  | 1-0  | –––– | 0-3  | 3-1  | 3-2  | 1-0  | 1-2  | 1-0  | 2-1  | 0-1  | 1-0  | 1-0  | 1-1  | 0-0  | 1-2  | 0-2  | 1-3  |
| Legnago        | 0-3  | 0-1  | 0-0  | 1-3  | 0-1  | –––– | 1-1  | 2-1  | 2-2  | 1-3  | 0-2  | 2-1  | 2-3  | 1-3  | 0-3  | 0-3  | 0-1  | 2-3  | 1-1  | 0-1  |
| Lucchese       | 0-1  | 2-1  | 2-0  | 2-2  | 0-1  | 1-1  | –––– | 1-1  | 2-1  | 1-3  | 3-3  | 3-3  | 2-1  | 2-2  | 0-0  | 2-3  | 4-1  | 3-2  | 2-2  | 1-0  |
| Milan Futuro   | 2-2  | 0-2  | 3-2  | 1-1  | 1-0  | 1-3  | 0-2  | –––– | 0-0  | 2-3  | 0-1  | 0-2  | 1-1  | 0-0  | 2-2  | 2-1  | 1-0  | 1-5  | 1-2  | 1-1  |
| Perugia        | 2-0  | 2-1  | 2-1  | 1-0  | 1-1  | 2-1  | 4-0  | 0-2  | –––– | 0-0  | 1-1  | 3-0  | 3-0  | 1-4  | 2-2  | 3-0  | 0-0  | 1-0  | 0-1  | 0-1  |
| Pescara        | 0-1  | 1-2  | 3-0  | 2-1  | 2-0  | 0-1  | 4-1  | 4-1  | 0-0  | –––– | 2-1  | 0-1  | 2-1  | 0-0  | 1-0  | 1-1  | 0-0  | 2-2  | 1-1  | 2-2  |
| Pianese        | 2-3  | 1-1  | 2-0  | 1-0  | 3-1  | 1-1  | 2-0  | 1-0  | 3-3  | 3-2  | –––– | 4-0  | 0-3  | 0-1  | 0-1  | 0-1  | 1-3  | 2-1  | 1-1  | 2-0  |
| Pineto         | 3-1  | 1-0  | 0-1  | 1-4  | 1-2  | 1-0  | 0-0  | 2-1  | 3-1  | 1-0  | 1-0  | –––– | 1-1  | 1-1  | 1-0  | 3-2  | 1-0  | 0-0  | 2-2  | 1-1  |
| Pontedera      | 0-1  | 1-1  | 1-2  | 0-2  | 2-1  | 0-0  | 4-1  | 1-1  | 2-1  | 0-3  | 1-2  | 3-2  | –––– | 3-0  | 4-1  | 5-1  | 1-2  | 2-3  | 1-1  | 0-1  |
| Rimini         | 0-2  | 2-0  | 1-1  | 0-0  | 0-1  | 1-0  | 0-0  | 1-0  | 1-1  | 0-1  | 0-0  | 1-1  | 5-1  | –––– | 4-2  | 0-1  | 0-1  | 1-1  | 1-2  | 0-1  |
| Sestri Levante | 0-1  | 0-0  | 2-0  | 1-3  | 2-1  | 2-1  | 1-1  | 1-1  | 2-2  | 3-1  | 2-3  | 0-0  | 0-1  | 0-3  | –––– | 1-3  | 0-1  | 1-2  | 0-0  | 1-1  |
| SPAL           | 0-2  | 2-2  | 1-2  | 2-1  | 3-0  | 1-1  | 2-3  | 1-2  | 1-1  | 0-1  | 1-1  | 2-1  | 1-1  | 0-3  | 1-1  | –––– | 0-3  | 1-0  | 0-2  | 0-1  |
| Ternana        | 3-1  | 3-1  | 0-0  | 0-1  | 2-1  | 8-0  | 5-0  | 3-0  | 0-0  | 1-2  | 2-0  | 3-0  | 0-0  | 1-1  | 1-0  | 4-1  | –––– | 3-1  | 1-1  | 2-1  |
| Torres         | 0-2  | 1-2  | 2-1  | 4-2  | 0-0  | 0-0  | 0-0  | 0-0  | 2-1  | 1-0  | 3-0  | 1-1  | 1-0  | 2-0  | 2-1  | 0-0  | 1-1  | –––– | 0-1  | 3-0  |
| Virtus Entella | 2-1  | 2-1  | 3-0  | 1-1  | 2-1  | 3-1  | 0-0  | 1-0  | 1-0  | 0-1  | 2-0  | 1-0  | 3-1  | 2-1  | 4-0  | 2-1  | 0-0  | 1-1  | –––– | 1-1  |
| Vis Pesaro     | 3-0  | 1-1  | 1-0  | 4-0  | 1-1  | 3-0  | 2-1  | 2-1  | 0-0  | 1-0  | 2-0  | 1-1  | 2-0  | 1-2  | 0-0  | 1-1  | 0-2  | 1-3  | 0-1  | –––– |

### Calendario
| andata (1ª) | andata (1ª) | 1ª giornata                 | ritorno (20ª) | ritorno (20ª) |
|             |             |                             |               |               |
| 25 ago.     | 1-0         | Arezzo-Campobasso           | 1-0           | 22 dic.       |
| 26 ago.     | 2-2         | Carpi-Rimini                | 0-0           | 22 dic.       |
| 25 ago.     | 1-0         | Gubbio-Sestri Levante       | 1-2           | 21 dic.       |
| 24 ago.     | 2-3         | Legnago-Pontedera           | 0-0           | 20 dic.       |
| 24 ago.     | 3-3         | Pianese-Perugia             | 1-1           | 22 dic.       |
| 23 ago.     | 0-0         | Pineto-Lucchese             | 3-3           | 20 dic.       |
| 23 ago.     | 2-2         | SPAL-Ascoli                 | 1-1           | 20 dic.       |
| 23 ago.     | 1-2         | Ternana-Pescara             | 0-0           | 22 dic.       |
| 26 ago.     | 3-0         | Torres-Vis Pesaro           | 3-1           | 22 dic.       |
| 25 ago.     | 1-0         | Virtus Entella-Milan Futuro | 2-1           | 22 dic.       |

| andata (2ª) | andata (2ª) | 2ª giornata           | ritorno (21ª) | ritorno (21ª) |
|             |             |                       |               |               |
| 2 set.      | 1-0         | Ascoli-Pianese        | 1-1           | 6 gen.        |
| 31 ago.     | 2-0         | Campobasso-Legnago    | 0-0           | 5 gen.        |
| 30 ago.     | 0-1         | Lucchese-Gubbio       | 1-3           | 4 gen.        |
| 1º set.     | 1-1         | Milan Futuro-Carpi    | 0-0           | 5 gen.        |
| 30 ago.     | 3-0         | Perugia-SPAL          | 1-1           | 5 gen.        |
| 1º set.     | 2-2         | Pescara-Torres        | 0-1           | 5 gen.        |
| 30 ago.     | 1-2         | Pontedera-Ternana     | 0-0           | 6 gen.        |
| 31 ago.     | 1-2         | Rimini-Virtus Entella | 1-2           | 6 gen.        |
| 31 ago.     | 0-0         | Sestri Levante-Pineto | 0-1           | 4 gen.        |
| 2 set.      | 3-0         | Vis Pesaro-Arezzo     | 0-0           | 6 gen.        |

| andata (1ª) | andata (1ª) | 1ª giornata                 | ritorno (20ª) | ritorno (20ª) |
|             |             |                             |               |               |
| 25 ago.     | 1-0         | Arezzo-Campobasso           | 1-0           | 22 dic.       |
| 26 ago.     | 2-2         | Carpi-Rimini                | 0-0           | 22 dic.       |
| 25 ago.     | 1-0         | Gubbio-Sestri Levante       | 1-2           | 21 dic.       |
| 24 ago.     | 2-3         | Legnago-Pontedera           | 0-0           | 20 dic.       |
| 24 ago.     | 3-3         | Pianese-Perugia             | 1-1           | 22 dic.       |
| 23 ago.     | 0-0         | Pineto-Lucchese             | 3-3           | 20 dic.       |
| 23 ago.     | 2-2         | SPAL-Ascoli                 | 1-1           | 20 dic.       |
| 23 ago.     | 1-2         | Ternana-Pescara             | 0-0           | 22 dic.       |
| 26 ago.     | 3-0         | Torres-Vis Pesaro           | 3-1           | 22 dic.       |
| 25 ago.     | 1-0         | Virtus Entella-Milan Futuro | 2-1           | 22 dic.       |

| andata (2ª) | andata (2ª) | 2ª giornata           | ritorno (21ª) | ritorno (21ª) |
|             |             |                       |               |               |
| 2 set.      | 1-0         | Ascoli-Pianese        | 1-1           | 6 gen.        |
| 31 ago.     | 2-0         | Campobasso-Legnago    | 0-0           | 5 gen.        |
| 30 ago.     | 0-1         | Lucchese-Gubbio       | 1-3           | 4 gen.        |
| 1º set.     | 1-1         | Milan Futuro-Carpi    | 0-0           | 5 gen.        |
| 30 ago.     | 3-0         | Perugia-SPAL          | 1-1           | 5 gen.        |
| 1º set.     | 2-2         | Pescara-Torres        | 0-1           | 5 gen.        |
| 30 ago.     | 1-2         | Pontedera-Ternana     | 0-0           | 6 gen.        |
| 31 ago.     | 1-2         | Rimini-Virtus Entella | 1-2           | 6 gen.        |
| 31 ago.     | 0-0         | Sestri Levante-Pineto | 0-1           | 4 gen.        |
| 2 set.      | 3-0         | Vis Pesaro-Arezzo     | 0-0           | 6 gen.        |

| andata (3ª) | andata (3ª) | 3ª giornata              | ritorno (22ª) | ritorno (22ª) |
|             |             |                          |               |               |
| 8 set.      | 2-0         | Carpi-Perugia            | 0-1           | 10 gen.       |
| 7 set.      | 0-0         | Gubbio-Ternana           | 1-2           | 11 gen.       |
| 8 set.      | 0-1         | Legnago-Vis Pesaro       | 0-3           | 12 gen.       |
| 8 set.      | 2-0         | Pianese-Campobasso       | 2-0           | 12 gen.       |
| 7 set.      | 3-1         | Pineto-Arezzo            | 2-1           | 12 gen.       |
| 8 set.      | 4-1         | Pontedera-Sestri Levante | 1-0           | 11 gen.       |
| 7 set.      | 0-1         | Rimini-Pescara           | 0-0           | 11 gen.       |
| 8 set.      | 2-3         | SPAL-Lucchese            | 3-2           | 10 gen.       |
| 18 set.     | 0-0         | Torres-Milan Futuro      | 5-1           | 12 gen.       |
| 9 set.      | 2-1         | Virtus Entella-Ascoli    | 1-0           | 12 gen.       |

| andata (4ª) | andata (4ª) | 4ª giornata          | ritorno (23ª) | ritorno (23ª) |
|             |             |                      |               |               |
| 13 set.     | 1-0         | Arezzo-Legnago       | 3-0           | 18 gen.       |
| 14 set.     | 0-1         | Campobasso-Torres    | 1-2           | 19 gen.       |
| 16 set.     | 2-2         | Lucchese-Rimini      | 0-0           | 18 gen.       |
| 14 set.     | 0-2         | Milan Futuro-Ascoli  | 2-2           | 19 gen.       |
| 15 set.     | 1-1         | Perugia-Gubbio       | 0-1           | 20 gen.       |
| 16 set.     | 2-1         | Pescara-Pianese      | 2-3           | 19 gen.       |
| 14 set.     | 1-3         | Sestri Levante-SPAL  | 1-1           | 18 gen.       |
| 15 set.     | 3-0         | Ternana-Pineto       | 0-1           | 17 gen.       |
| 13 set.     | 1-1         | Virtus Entella-Carpi | 3-0           | 19 gen.       |
| 14 set.     | 2-0         | Vis Pesaro-Pontedera | 1-0           | 19 gen.       |

| andata (3ª) | andata (3ª) | 3ª giornata              | ritorno (22ª) | ritorno (22ª) |
|             |             |                          |               |               |
| 8 set.      | 2-0         | Carpi-Perugia            | 0-1           | 10 gen.       |
| 7 set.      | 0-0         | Gubbio-Ternana           | 1-2           | 11 gen.       |
| 8 set.      | 0-1         | Legnago-Vis Pesaro       | 0-3           | 12 gen.       |
| 8 set.      | 2-0         | Pianese-Campobasso       | 2-0           | 12 gen.       |
| 7 set.      | 3-1         | Pineto-Arezzo            | 2-1           | 12 gen.       |
| 8 set.      | 4-1         | Pontedera-Sestri Levante | 1-0           | 11 gen.       |
| 7 set.      | 0-1         | Rimini-Pescara           | 0-0           | 11 gen.       |
| 8 set.      | 2-3         | SPAL-Lucchese            | 3-2           | 10 gen.       |
| 18 set.     | 0-0         | Torres-Milan Futuro      | 5-1           | 12 gen.       |
| 9 set.      | 2-1         | Virtus Entella-Ascoli    | 1-0           | 12 gen.       |

| andata (4ª) | andata (4ª) | 4ª giornata          | ritorno (23ª) | ritorno (23ª) |
|             |             |                      |               |               |
| 13 set.     | 1-0         | Arezzo-Legnago       | 3-0           | 18 gen.       |
| 14 set.     | 0-1         | Campobasso-Torres    | 1-2           | 19 gen.       |
| 16 set.     | 2-2         | Lucchese-Rimini      | 0-0           | 18 gen.       |
| 14 set.     | 0-2         | Milan Futuro-Ascoli  | 2-2           | 19 gen.       |
| 15 set.     | 1-1         | Perugia-Gubbio       | 0-1           | 20 gen.       |
| 16 set.     | 2-1         | Pescara-Pianese      | 2-3           | 19 gen.       |
| 14 set.     | 1-3         | Sestri Levante-SPAL  | 1-1           | 18 gen.       |
| 15 set.     | 3-0         | Ternana-Pineto       | 0-1           | 17 gen.       |
| 13 set.     | 1-1         | Virtus Entella-Carpi | 3-0           | 19 gen.       |
| 14 set.     | 2-0         | Vis Pesaro-Pontedera | 1-0           | 19 gen.       |

| andata (5ª) | andata (5ª) | 5ª giornata            | ritorno (24ª) | ritorno (24ª) |
|             |             |                        |               |               |
| 22 set.     | 1-2         | Ascoli-Lucchese        | 1-2           | 24 gen.       |
| 20 set.     | 0-0         | Gubbio-Campobasso      | 1-1           | 25 gen.       |
| 21 set.     | 0-3         | Legnago-Sestri Levante | 1-1           | 24 gen.       |
| 23 set.     | 0-0         | Pescara-Perugia        | 0-0           | 26 gen.       |
| 22 set.     | 1-1         | Pianese-Virtus Entella | 0-2           | 25 gen.       |
| 21 set.     | 0-1         | Pontedera-Arezzo       | 4-2           | 27 gen.       |
| 23 set.     | 1-0         | Rimini-Milan Futuro    | 0-0           | 26 gen.       |
| 23 set.     | 2-1         | SPAL-Carpi             | 0-1           | 25 gen.       |
| 21 set.     | 1-1         | Torres-Pineto          | 0-0           | 25 gen.       |
| 20 set.     | 0-2         | Vis Pesaro-Ternana     | 1-2           | 26 gen.       |

| andata (6ª) | andata (6ª) | 6ª giornata            | ritorno (25ª) | ritorno (25ª) |
|             |             |                        |               |               |
| 24 set.     | 2-0         | Arezzo-Gubbio          | 0-0           | 2 feb.        |
| 26 set.     | 3-2         | Campobasso-Vis Pesaro  | 0-1           | 31 gen.       |
| 26 set.     | 2-2         | Carpi-Ascoli           | 1-2           | 31 gen.       |
| 25 set.     | 3-3         | Lucchese-Pianese       | 0-2           | 2 feb.        |
| 26 set.     | 2-1         | Milan Futuro-SPAL      | 2-1           | 1º feb.       |
| 26 set.     | 1-4         | Perugia-Rimini         | 1-1           | 1º feb.       |
| 26 set.     | 1-1         | Pineto-Pontedera       | 2-3           | 2 feb.        |
| 24 set.     | 1-2         | Sestri Levante-Torres  | 1-2           | 2 feb.        |
| 25 set.     | 8-0         | Ternana-Legnago        | 1-0           | 2 feb.        |
| 26 set.     | 0-1         | Virtus Entella-Pescara | 1-1           | 2 feb.        |

| andata (5ª) | andata (5ª) | 5ª giornata            | ritorno (24ª) | ritorno (24ª) |
|             |             |                        |               |               |
| 22 set.     | 1-2         | Ascoli-Lucchese        | 1-2           | 24 gen.       |
| 20 set.     | 0-0         | Gubbio-Campobasso      | 1-1           | 25 gen.       |
| 21 set.     | 0-3         | Legnago-Sestri Levante | 1-1           | 24 gen.       |
| 23 set.     | 0-0         | Pescara-Perugia        | 0-0           | 26 gen.       |
| 22 set.     | 1-1         | Pianese-Virtus Entella | 0-2           | 25 gen.       |
| 21 set.     | 0-1         | Pontedera-Arezzo       | 4-2           | 27 gen.       |
| 23 set.     | 1-0         | Rimini-Milan Futuro    | 0-0           | 26 gen.       |
| 23 set.     | 2-1         | SPAL-Carpi             | 0-1           | 25 gen.       |
| 21 set.     | 1-1         | Torres-Pineto          | 0-0           | 25 gen.       |
| 20 set.     | 0-2         | Vis Pesaro-Ternana     | 1-2           | 26 gen.       |

| andata (6ª) | andata (6ª) | 6ª giornata            | ritorno (25ª) | ritorno (25ª) |
|             |             |                        |               |               |
| 24 set.     | 2-0         | Arezzo-Gubbio          | 0-0           | 2 feb.        |
| 26 set.     | 3-2         | Campobasso-Vis Pesaro  | 0-1           | 31 gen.       |
| 26 set.     | 2-2         | Carpi-Ascoli           | 1-2           | 31 gen.       |
| 25 set.     | 3-3         | Lucchese-Pianese       | 0-2           | 2 feb.        |
| 26 set.     | 2-1         | Milan Futuro-SPAL      | 2-1           | 1º feb.       |
| 26 set.     | 1-4         | Perugia-Rimini         | 1-1           | 1º feb.       |
| 26 set.     | 1-1         | Pineto-Pontedera       | 2-3           | 2 feb.        |
| 24 set.     | 1-2         | Sestri Levante-Torres  | 1-2           | 2 feb.        |
| 25 set.     | 8-0         | Ternana-Legnago        | 1-0           | 2 feb.        |
| 26 set.     | 0-1         | Virtus Entella-Pescara | 1-1           | 2 feb.        |

| andata (7ª) | andata (7ª) | 7ª giornata            | ritorno (26ª) | ritorno (26ª) |
|             |             |                        |               |               |
| 29 set.     | 1-2         | Arezzo-Ternana         | 1-3           | 10 feb.       |
| 29 set.     | 0-1         | Ascoli-Rimini          | 0-2           | 8 feb.        |
| 28 set.     | 1-2         | Gubbio-Torres          | 0-0           | 9 feb.        |
| 29 set.     | 2-1         | Legnago-Pineto         | 0-1           | 9 feb.        |
| 30 set.     | 1-1         | Lucchese-Milan Futuro  | 2-0           | 8 feb.        |
| 30 set.     | 2-1         | Pescara-Carpi          | 2-1           | 9 feb.        |
| 29 set.     | 0-1         | Pianese-Sestri Levante | 3-2           | 9 feb.        |
| 29 set.     | 1-2         | Pontedera-Campobasso   | 2-0           | 9 feb.        |
| 29 set.     | 0-2         | SPAL-Virtus Entella    | 1-2           | 9 feb.        |
| 30 set.     | 0-0         | Vis Pesaro-Perugia     | 1-0           | 7 feb.        |

| andata (8ª) | andata (8ª) | 8ª giornata               | ritorno (27ª) | ritorno (27ª) |
|             |             |                           |               |               |
| 6 ott.      | 1-2         | Ascoli-Pescara            | 2-1           | 17 feb.       |
| 5 ott.      | 2-1         | Carpi-Pontedera           | 2-0           | 15 feb.       |
| 5 ott.      | 0-1         | Milan Futuro-Pianese      | 0-1           | 15 feb.       |
| 6 ott.      | 4-0         | Perugia-Lucchese          | 1-2           | 17 feb.       |
| 6 ott.      | 1-2         | Pineto-Gubbio             | 1-2           | 14 feb.       |
| 4 ott.      | 0-1         | Rimini-SPAL               | 3-0           | 16 feb.       |
| 5 ott.      | 1-1         | Sestri Levante-Vis Pesaro | 0-0           | 15 feb.       |
| 7 ott.      | 0-0         | Ternana-Campobasso        | 0-1           | 16 feb.       |
| 6 ott.      | 0-2         | Torres-Arezzo             | 1-0           | 16 feb.       |
| 6 ott.      | 3-1         | Virtus Entella-Legnago    | 1-1           | 16 feb.       |

| andata (7ª) | andata (7ª) | 7ª giornata            | ritorno (26ª) | ritorno (26ª) |
|             |             |                        |               |               |
| 29 set.     | 1-2         | Arezzo-Ternana         | 1-3           | 10 feb.       |
| 29 set.     | 0-1         | Ascoli-Rimini          | 0-2           | 8 feb.        |
| 28 set.     | 1-2         | Gubbio-Torres          | 0-0           | 9 feb.        |
| 29 set.     | 2-1         | Legnago-Pineto         | 0-1           | 9 feb.        |
| 30 set.     | 1-1         | Lucchese-Milan Futuro  | 2-0           | 8 feb.        |
| 30 set.     | 2-1         | Pescara-Carpi          | 2-1           | 9 feb.        |
| 29 set.     | 0-1         | Pianese-Sestri Levante | 3-2           | 9 feb.        |
| 29 set.     | 1-2         | Pontedera-Campobasso   | 2-0           | 9 feb.        |
| 29 set.     | 0-2         | SPAL-Virtus Entella    | 1-2           | 9 feb.        |
| 30 set.     | 0-0         | Vis Pesaro-Perugia     | 1-0           | 7 feb.        |

| andata (8ª) | andata (8ª) | 8ª giornata               | ritorno (27ª) | ritorno (27ª) |
|             |             |                           |               |               |
| 6 ott.      | 1-2         | Ascoli-Pescara            | 2-1           | 17 feb.       |
| 5 ott.      | 2-1         | Carpi-Pontedera           | 2-0           | 15 feb.       |
| 5 ott.      | 0-1         | Milan Futuro-Pianese      | 0-1           | 15 feb.       |
| 6 ott.      | 4-0         | Perugia-Lucchese          | 1-2           | 17 feb.       |
| 6 ott.      | 1-2         | Pineto-Gubbio             | 1-2           | 14 feb.       |
| 4 ott.      | 0-1         | Rimini-SPAL               | 3-0           | 16 feb.       |
| 5 ott.      | 1-1         | Sestri Levante-Vis Pesaro | 0-0           | 15 feb.       |
| 7 ott.      | 0-0         | Ternana-Campobasso        | 0-1           | 16 feb.       |
| 6 ott.      | 0-2         | Torres-Arezzo             | 1-0           | 16 feb.       |
| 6 ott.      | 3-1         | Virtus Entella-Legnago    | 1-1           | 16 feb.       |

| andata (9ª) | andata (9ª) | 9ª giornata             | ritorno (28ª) | ritorno (28ª) |
|             |             |                         |               |               |
| 13 ott.     | 1-1         | Arezzo-Rimini           | 2-0           | 24 feb.       |
| 13 ott.     | 4-0         | Campobasso-SPAL         | 2-1           | 22 feb.       |
| 13 ott.     | 0-1         | Legnago-Gubbio          | 3-0           | 22 feb.       |
| 11 ott.     | 0-0         | Lucchese-Sestri Levante | 1-1           | 23 feb.       |
| 12 ott.     | 0-1         | Perugia-Virtus Entella  | 0-1           | 23 feb.       |
| 21 nov.     | 4-1         | Pescara-Milan Futuro    | 3-2           | 23 feb.       |
| 13 ott.     | 1-0         | Pianese-Carpi           | 1-0           | 22 feb.       |
| 12 ott.     | 2-3         | Pontedera-Torres        | 0-1           | 23 feb.       |
| 13 ott.     | 3-1         | Ternana-Ascoli          | 3-0           | 23 feb.       |
| 13 ott.     | 1-1         | Vis Pesaro-Pineto       | 1-1           | 21 feb.       |

| andata (10ª) | andata (10ª) | 10ª giornata              | ritorno (29ª) | ritorno (29ª) |
|              |              |                           |               |               |
| 19 ott.      | 0-1          | Ascoli-Perugia            | 1-2           | 3 mar.        |
| 20 ott.      | 0-0          | Carpi-Lucchese            | 2-2           | 1º mar.       |
| 20 ott.      | 0-1          | Gubbio-Pontedera          | 1-2           | 1º mar.       |
| 20 ott.      | 1-3          | Milan Futuro-Legnago      | 1-2           | 2 mar.        |
| 21 ott.      | 0-1          | Pineto-Campobasso         | 3-1           | 2 mar.        |
| 19 ott.      | 0-0          | Rimini-Pianese            | 1-0           | 2 mar.        |
| 18 ott.      | 0-1          | Sestri Levante-Arezzo     | 0-1           | 1º mar.       |
| 18 ott.      | 0-1          | SPAL-Pescara              | 1-1           | 1º mar.       |
| 20 ott.      | 1-1          | Torres-Ternana            | 1-3           | 2 mar.        |
| 20 ott.      | 1-1          | Virtus Entella-Vis Pesaro | 1-0           | 1º mar.       |

| andata (9ª) | andata (9ª) | 9ª giornata             | ritorno (28ª) | ritorno (28ª) |
|             |             |                         |               |               |
| 13 ott.     | 1-1         | Arezzo-Rimini           | 2-0           | 24 feb.       |
| 13 ott.     | 4-0         | Campobasso-SPAL         | 2-1           | 22 feb.       |
| 13 ott.     | 0-1         | Legnago-Gubbio          | 3-0           | 22 feb.       |
| 11 ott.     | 0-0         | Lucchese-Sestri Levante | 1-1           | 23 feb.       |
| 12 ott.     | 0-1         | Perugia-Virtus Entella  | 0-1           | 23 feb.       |
| 21 nov.     | 4-1         | Pescara-Milan Futuro    | 3-2           | 23 feb.       |
| 13 ott.     | 1-0         | Pianese-Carpi           | 1-0           | 22 feb.       |
| 12 ott.     | 2-3         | Pontedera-Torres        | 0-1           | 23 feb.       |
| 13 ott.     | 3-1         | Ternana-Ascoli          | 3-0           | 23 feb.       |
| 13 ott.     | 1-1         | Vis Pesaro-Pineto       | 1-1           | 21 feb.       |

| andata (10ª) | andata (10ª) | 10ª giornata              | ritorno (29ª) | ritorno (29ª) |
|              |              |                           |               |               |
| 19 ott.      | 0-1          | Ascoli-Perugia            | 1-2           | 3 mar.        |
| 20 ott.      | 0-0          | Carpi-Lucchese            | 2-2           | 1º mar.       |
| 20 ott.      | 0-1          | Gubbio-Pontedera          | 1-2           | 1º mar.       |
| 20 ott.      | 1-3          | Milan Futuro-Legnago      | 1-2           | 2 mar.        |
| 21 ott.      | 0-1          | Pineto-Campobasso         | 3-1           | 2 mar.        |
| 19 ott.      | 0-0          | Rimini-Pianese            | 1-0           | 2 mar.        |
| 18 ott.      | 0-1          | Sestri Levante-Arezzo     | 0-1           | 1º mar.       |
| 18 ott.      | 0-1          | SPAL-Pescara              | 1-1           | 1º mar.       |
| 20 ott.      | 1-1          | Torres-Ternana            | 1-3           | 2 mar.        |
| 20 ott.      | 1-1          | Virtus Entella-Vis Pesaro | 1-0           | 1º mar.       |

| andata (11ª) | andata (11ª) | 11ª giornata              | ritorno (30ª) | ritorno (30ª) |
|              |              |                           |               |               |
| 26 ott.      | 2-1          | Arezzo-SPAL               | 2-0           | 7 mar.        |
| 26 ott.      | 0-0          | Campobasso-Sestri Levante | 0-2           | 8 mar.        |
| 26 ott.      | 2-3          | Legnago-Torres            | 0-0           | 8 mar.        |
| 27 ott.      | 1-3          | Lucchese-Pescara          | 1-4           | 7 mar.        |
| 27 ott.      | 0-2          | Perugia-Milan Futuro      | 0-0           | 8 mar.        |
| 25 ott.      | 3-1          | Pianese-Gubbio            | 0-1           | 7 mar.        |
| 27 ott.      | 1-0          | Pineto-Ascoli             | 1-0           | 8 mar.        |
| 27 ott.      | 1-1          | Pontedera-Virtus Entella  | 1-3           | 7 mar.        |
| 25 ott.      | 1-1          | Ternana-Rimini            | 1-0           | 8 mar.        |
| 25 ott.      | 4-0          | Vis Pesaro-Carpi          | 1-2           | 7 mar.        |

| andata (12ª) | andata (12ª) | 12ª giornata            | ritorno (31ª) | ritorno (31ª) |
|              |              |                         |               |               |
| 30 ott.      | 1-1          | Ascoli-Campobasso       | 0-2           | 11 mar.       |
| 29 ott.      | 2-1          | Carpi-Arezzo            | 1-0           | 11 mar.       |
| 29 ott.      | 1-3          | Gubbio-Vis Pesaro       | 1-1           | 11 mar.       |
| 30 ott.      | 0-2          | Milan Futuro-Pineto     | 1-2           | 11 mar.       |
| 30 ott.      | 2-1          | Pescara-Pontedera       | 3-0           | 11 mar.       |
| 29 ott.      | 1-0          | Rimini-Legnago          | 3-1           | 11 mar.       |
| 29 ott.      | 0-1          | Sestri Levante-Ternana  | 0-1           | 11 mar.       |
| 29 ott.      | 1-1          | SPAL-Pianese            | 1-0           | 11 mar.       |
| 30 ott.      | 2-1          | Torres-Perugia          | 0-1           | 11 mar.       |
| 30 ott.      | 0-0          | Virtus Entella-Lucchese | 2-2           | 11 mar.       |

| andata (11ª) | andata (11ª) | 11ª giornata              | ritorno (30ª) | ritorno (30ª) |
|              |              |                           |               |               |
| 26 ott.      | 2-1          | Arezzo-SPAL               | 2-0           | 7 mar.        |
| 26 ott.      | 0-0          | Campobasso-Sestri Levante | 0-2           | 8 mar.        |
| 26 ott.      | 2-3          | Legnago-Torres            | 0-0           | 8 mar.        |
| 27 ott.      | 1-3          | Lucchese-Pescara          | 1-4           | 7 mar.        |
| 27 ott.      | 0-2          | Perugia-Milan Futuro      | 0-0           | 8 mar.        |
| 25 ott.      | 3-1          | Pianese-Gubbio            | 0-1           | 7 mar.        |
| 27 ott.      | 1-0          | Pineto-Ascoli             | 1-0           | 8 mar.        |
| 27 ott.      | 1-1          | Pontedera-Virtus Entella  | 1-3           | 7 mar.        |
| 25 ott.      | 1-1          | Ternana-Rimini            | 1-0           | 8 mar.        |
| 25 ott.      | 4-0          | Vis Pesaro-Carpi          | 1-2           | 7 mar.        |

| andata (12ª) | andata (12ª) | 12ª giornata            | ritorno (31ª) | ritorno (31ª) |
|              |              |                         |               |               |
| 30 ott.      | 1-1          | Ascoli-Campobasso       | 0-2           | 11 mar.       |
| 29 ott.      | 2-1          | Carpi-Arezzo            | 1-0           | 11 mar.       |
| 29 ott.      | 1-3          | Gubbio-Vis Pesaro       | 1-1           | 11 mar.       |
| 30 ott.      | 0-2          | Milan Futuro-Pineto     | 1-2           | 11 mar.       |
| 30 ott.      | 2-1          | Pescara-Pontedera       | 3-0           | 11 mar.       |
| 29 ott.      | 1-0          | Rimini-Legnago          | 3-1           | 11 mar.       |
| 29 ott.      | 0-1          | Sestri Levante-Ternana  | 0-1           | 11 mar.       |
| 29 ott.      | 1-1          | SPAL-Pianese            | 1-0           | 11 mar.       |
| 30 ott.      | 2-1          | Torres-Perugia          | 0-1           | 11 mar.       |
| 30 ott.      | 0-0          | Virtus Entella-Lucchese | 2-2           | 11 mar.       |

| andata (13ª) | andata (13ª) | 13ª giornata                  | ritorno (32ª) | ritorno (32ª) |
|              |              |                               |               |               |
| 3 nov.       | 1-1          | Arezzo-Ascoli                 | 0-1           | 15 mar.       |
| 3 nov.       | 3-0          | Campobasso-Lucchese           | 0-2           | 15 mar.       |
| 2 nov.       | 1-0          | Gubbio-Rimini                 | 1-0           | 15 mar.       |
| 3 nov.       | 2-2          | Legnago-Perugia               | 1-2           | 15 mar.       |
| 3 nov.       | 1-4          | Pineto-Carpi                  | 1-1           | 15 mar.       |
| 3 nov.       | 1-1          | Pontedera-Milan Futuro        | 1-1           | 15 mar.       |
| 3 nov.       | 0-0          | Sestri Levante-Virtus Entella | 0-4           | 17 mar.       |
| 2 nov.       | 4-1          | Ternana-SPAL                  | 3-0           | 17 mar.       |
| 2 nov.       | 3-0          | Torres-Pianese                | 1-2           | 16 mar.       |
| 3 nov.       | 1-0          | Vis Pesaro-Pescara            | 2-2           | 15 mar.       |

| andata (14ª) | andata (14ª) | 14ª giornata           | ritorno (33ª) | ritorno (33ª) |
|              |              |                        |               |               |
| 10 nov.      | 1-1          | Ascoli-Pontedera       | 1-1           | 22 mar.       |
| 10 nov.      | 0-0          | Carpi-Campobasso       | 1-2           | 22 mar.       |
| 9 nov.       | 1-1          | Lucchese-Legnago       | 1-1           | 22 mar.       |
| 10 nov.      | 2-2          | Milan Futuro-Arezzo    | 0-1           | 22 mar.       |
| 10 nov.      | 0-0          | Perugia-Ternana        | 0-0           | 23 mar.       |
| 9 nov.       | 1-0          | Pescara-Sestri Levante | 1-3           | 23 mar.       |
| 10 nov.      | 2-0          | Pianese-Vis Pesaro     | 0-2           | 22 mar.       |
| 10 nov.      | 1-1          | Rimini-Torres          | 0-2           | 22 mar.       |
| 10 nov.      | 2-1          | SPAL-Pineto            | 2-3           | 23 mar.       |
| 10 nov.      | 2-1          | Virtus Entella-Gubbio  | 2-0           | 23 mar.       |

| andata (13ª) | andata (13ª) | 13ª giornata                  | ritorno (32ª) | ritorno (32ª) |
|              |              |                               |               |               |
| 3 nov.       | 1-1          | Arezzo-Ascoli                 | 0-1           | 15 mar.       |
| 3 nov.       | 3-0          | Campobasso-Lucchese           | 0-2           | 15 mar.       |
| 2 nov.       | 1-0          | Gubbio-Rimini                 | 1-0           | 15 mar.       |
| 3 nov.       | 2-2          | Legnago-Perugia               | 1-2           | 15 mar.       |
| 3 nov.       | 1-4          | Pineto-Carpi                  | 1-1           | 15 mar.       |
| 3 nov.       | 1-1          | Pontedera-Milan Futuro        | 1-1           | 15 mar.       |
| 3 nov.       | 0-0          | Sestri Levante-Virtus Entella | 0-4           | 17 mar.       |
| 2 nov.       | 4-1          | Ternana-SPAL                  | 3-0           | 17 mar.       |
| 2 nov.       | 3-0          | Torres-Pianese                | 1-2           | 16 mar.       |
| 3 nov.       | 1-0          | Vis Pesaro-Pescara            | 2-2           | 15 mar.       |

| andata (14ª) | andata (14ª) | 14ª giornata           | ritorno (33ª) | ritorno (33ª) |
|              |              |                        |               |               |
| 10 nov.      | 1-1          | Ascoli-Pontedera       | 1-1           | 22 mar.       |
| 10 nov.      | 0-0          | Carpi-Campobasso       | 1-2           | 22 mar.       |
| 9 nov.       | 1-1          | Lucchese-Legnago       | 1-1           | 22 mar.       |
| 10 nov.      | 2-2          | Milan Futuro-Arezzo    | 0-1           | 22 mar.       |
| 10 nov.      | 0-0          | Perugia-Ternana        | 0-0           | 23 mar.       |
| 9 nov.       | 1-0          | Pescara-Sestri Levante | 1-3           | 23 mar.       |
| 10 nov.      | 2-0          | Pianese-Vis Pesaro     | 0-2           | 22 mar.       |
| 10 nov.      | 1-1          | Rimini-Torres          | 0-2           | 22 mar.       |
| 10 nov.      | 2-1          | SPAL-Pineto            | 2-3           | 23 mar.       |
| 10 nov.      | 2-1          | Virtus Entella-Gubbio  | 2-0           | 23 mar.       |

| andata (15ª) | andata (15ª) | 15ª giornata            | ritorno (34ª) | ritorno (34ª) |
|              |              |                         |               |               |
| 17 nov.      | 0-0          | Arezzo-Pescara          | 1-0           | 9 apr.        |
| 5 dic.       | 1-1          | Campobasso-Milan Futuro | 2-3           | 29 mar.       |
| 17 nov.      | 1-0          | Gubbio-Carpi            | 2-0           | 29 mar.       |
| 17 nov.      | 0-3          | Legnago-SPAL            | 1-1           | 30 mar.       |
| 16 nov.      | 3-1          | Pineto-Perugia          | 0-3           | 28 mar.       |
| 16 nov.      | 1-2          | Pontedera-Pianese       | 3-0           | 28 mar.       |
| 17 nov.      | 0-3          | Sestri Levante-Rimini   | 2-4           | 30 mar.       |
| 17 nov.      | 5-0          | Ternana-Lucchese        | 1-4           | 30 mar.       |
| 17 nov.      | 0-1          | Torres-Virtus Entella   | 1-1           | 31 mar.       |
| 15 nov.      | 1-1          | Vis Pesaro-Ascoli       | 0-0           | 30 mar.       |

| andata (16ª) | andata (16ª) | 16ª giornata                | ritorno (35ª) | ritorno (35ª) |
|              |              |                             |               |               |
| 24 nov.      | 1-0          | Ascoli-Gubbio               | 0-0           | 5 apr.        |
| 25 nov.      | 1-2          | Carpi-Ternana               | 1-0           | 6 apr.        |
| 25 nov.      | 2-1          | Lucchese-Pontedera          | 1-4           | 5 apr.        |
| 24 nov.      | 2-2          | Milan Futuro-Sestri Levante | 2-1           | 5 apr.        |
| 22 nov.      | 2-0          | Perugia-Arezzo              | 0-2           | 6 apr.        |
| 25 nov.      | 0-1          | Pescara-Pineto              | 0-1           | 4 apr.        |
| 24 nov.      | 1-1          | Pianese-Legnago             | 2-0           | 4 apr.        |
| 22 nov.      | 0-1          | Rimini-Vis Pesaro           | 2-1           | 5 apr.        |
| 23 nov.      | 1-0          | SPAL-Torres                 | 0-0           | 6 apr.        |
| 24 nov.      | 3-0          | Virtus Entella-Campobasso   | 2-0           | 6 apr.        |

| andata (15ª) | andata (15ª) | 15ª giornata            | ritorno (34ª) | ritorno (34ª) |
|              |              |                         |               |               |
| 17 nov.      | 0-0          | Arezzo-Pescara          | 1-0           | 9 apr.        |
| 5 dic.       | 1-1          | Campobasso-Milan Futuro | 2-3           | 29 mar.       |
| 17 nov.      | 1-0          | Gubbio-Carpi            | 2-0           | 29 mar.       |
| 17 nov.      | 0-3          | Legnago-SPAL            | 1-1           | 30 mar.       |
| 16 nov.      | 3-1          | Pineto-Perugia          | 0-3           | 28 mar.       |
| 16 nov.      | 1-2          | Pontedera-Pianese       | 3-0           | 28 mar.       |
| 17 nov.      | 0-3          | Sestri Levante-Rimini   | 2-4           | 30 mar.       |
| 17 nov.      | 5-0          | Ternana-Lucchese        | 1-4           | 30 mar.       |
| 17 nov.      | 0-1          | Torres-Virtus Entella   | 1-1           | 31 mar.       |
| 15 nov.      | 1-1          | Vis Pesaro-Ascoli       | 0-0           | 30 mar.       |

| andata (16ª) | andata (16ª) | 16ª giornata                | ritorno (35ª) | ritorno (35ª) |
|              |              |                             |               |               |
| 24 nov.      | 1-0          | Ascoli-Gubbio               | 0-0           | 5 apr.        |
| 25 nov.      | 1-2          | Carpi-Ternana               | 1-0           | 6 apr.        |
| 25 nov.      | 2-1          | Lucchese-Pontedera          | 1-4           | 5 apr.        |
| 24 nov.      | 2-2          | Milan Futuro-Sestri Levante | 2-1           | 5 apr.        |
| 22 nov.      | 2-0          | Perugia-Arezzo              | 0-2           | 6 apr.        |
| 25 nov.      | 0-1          | Pescara-Pineto              | 0-1           | 4 apr.        |
| 24 nov.      | 1-1          | Pianese-Legnago             | 2-0           | 4 apr.        |
| 22 nov.      | 0-1          | Rimini-Vis Pesaro           | 2-1           | 5 apr.        |
| 23 nov.      | 1-0          | SPAL-Torres                 | 0-0           | 6 apr.        |
| 24 nov.      | 3-0          | Virtus Entella-Campobasso   | 2-0           | 6 apr.        |

| andata (17ª) | andata (17ª) | 17ª giornata           | ritorno (36ª) | ritorno (36ª) |
|              |              |                        |               |               |
| 2 dic.       | 1-1          | Arezzo-Virtus Entella  | 1-2           | 13 apr.       |
| 1º dic.      | 1-2          | Campobasso-Rimini      | 1-1           | 13 apr.       |
| 30 nov.      | 1-2          | Gubbio-Pescara         | 0-2           | 13 apr.       |
| 30 nov.      | 1-3          | Legnago-Carpi          | 0-0           | 14 apr.       |
| 29 nov.      | 1-0          | Pineto-Pianese         | 0-4           | 12 apr.       |
| 2 dic.       | 5-1          | Pontedera-SPAL         | 1-1           | 12 apr.       |
| 1º dic.      | 2-2          | Sestri Levante-Perugia | 2-2           | 12 apr.       |
| 1º dic.      | 3-0          | Ternana-Milan Futuro   | 0-1           | 14 apr.       |
| 1º dic.      | 1-2          | Torres-Ascoli          | 2-1           | 14 apr.       |
| 30 nov.      | 2-1          | Vis Pesaro-Lucchese    | 0-1           | 14 apr.       |

| andata (18ª) | andata (18ª) | 18ª giornata          | ritorno (37ª) | ritorno (37ª) |
|              |              |                       |               |               |
| 6 dic.       | 4-1          | Ascoli-Sestri Levante | 0-0           | 23 apr.       |
| 7 dic.       | 1-2          | Carpi-Torres          | 2-4           | 23 apr.       |
| 9 dic.       | 0-1          | Lucchese-Arezzo       | 1-4           | 23 apr.       |
| 8 dic.       | 1-0          | Milan Futuro-Gubbio   | 2-3           | 23 apr.       |
| 9 dic.       | 2-1          | Perugia-Campobasso    | 1-2           | 23 apr.       |
| 7 dic.       | 0-1          | Pescara-Legnago       | 3-1           | 23 apr.       |
| 7 dic.       | 1-3          | Pianese-Ternana       | 0-2           | 23 apr.       |
| 7 dic.       | 5-1          | Rimini-Pontedera      | 0-3           | 23 apr.       |
| 7 dic.       | 0-1          | SPAL-Vis Pesaro       | 1-1           | 23 apr.       |
| 8 dic.       | 4-1          | Virtus Entella-Pineto | 2-2           | 23 apr.       |

| andata (17ª) | andata (17ª) | 17ª giornata           | ritorno (36ª) | ritorno (36ª) |
|              |              |                        |               |               |
| 2 dic.       | 1-1          | Arezzo-Virtus Entella  | 1-2           | 13 apr.       |
| 1º dic.      | 1-2          | Campobasso-Rimini      | 1-1           | 13 apr.       |
| 30 nov.      | 1-2          | Gubbio-Pescara         | 0-2           | 13 apr.       |
| 30 nov.      | 1-3          | Legnago-Carpi          | 0-0           | 14 apr.       |
| 29 nov.      | 1-0          | Pineto-Pianese         | 0-4           | 12 apr.       |
| 2 dic.       | 5-1          | Pontedera-SPAL         | 1-1           | 12 apr.       |
| 1º dic.      | 2-2          | Sestri Levante-Perugia | 2-2           | 12 apr.       |
| 1º dic.      | 3-0          | Ternana-Milan Futuro   | 0-1           | 14 apr.       |
| 1º dic.      | 1-2          | Torres-Ascoli          | 2-1           | 14 apr.       |
| 30 nov.      | 2-1          | Vis Pesaro-Lucchese    | 0-1           | 14 apr.       |

| andata (18ª) | andata (18ª) | 18ª giornata          | ritorno (37ª) | ritorno (37ª) |
|              |              |                       |               |               |
| 6 dic.       | 4-1          | Ascoli-Sestri Levante | 0-0           | 23 apr.       |
| 7 dic.       | 1-2          | Carpi-Torres          | 2-4           | 23 apr.       |
| 9 dic.       | 0-1          | Lucchese-Arezzo       | 1-4           | 23 apr.       |
| 8 dic.       | 1-0          | Milan Futuro-Gubbio   | 2-3           | 23 apr.       |
| 9 dic.       | 2-1          | Perugia-Campobasso    | 1-2           | 23 apr.       |
| 7 dic.       | 0-1          | Pescara-Legnago       | 3-1           | 23 apr.       |
| 7 dic.       | 1-3          | Pianese-Ternana       | 0-2           | 23 apr.       |
| 7 dic.       | 5-1          | Rimini-Pontedera      | 0-3           | 23 apr.       |
| 7 dic.       | 0-1          | SPAL-Vis Pesaro       | 1-1           | 23 apr.       |
| 8 dic.       | 4-1          | Virtus Entella-Pineto | 2-2           | 23 apr.       |

| \| andata (19ª) \| andata (19ª) \| 19ª giornata \| ritorno (38ª) \| ritorno (38ª) \| \| \| \| \| \| \| \| 15 dic. \| 4-2 \| Arezzo-Pianese \| 3-2 \| 27 apr. \| \| 14 dic. \| 2-2 \| Campobasso-Pescara \| 0-3 \| 27 apr. \| \| 15 dic. \| 1-1 \| Gubbio-SPAL \| 0-3 \| 27 apr. \| \| 14 dic. \| 0-1 \| Legnago-Ascoli \| 2-1 \| 27 apr. \| \| 13 dic. \| 1-1 \| Pineto-Rimini \| 1-1 \| 27 apr. \| \| 15 dic. \| 2-1 \| Pontedera-Perugia \| 0-3 \| 27 apr. \| \| 14 dic. \| 1-3 \| Sestri Levante-Carpi \| 2-0 \| 27 apr. \| \| 15 dic. \| 1-1 \| Ternana-Virtus Entella \| 0-0 \| 27 apr. \| \| 15 dic. \| 0-0 \| Torres-Lucchese \| 2-3 \| 27 apr. \| \| 15 dic. \| 2-1 \| Vis Pesaro-Milan Futuro \| 1-1 \| 27 apr. \| |              |                         |               |               |
| andata (19ª) | andata (19ª) | 19ª giornata            | ritorno (38ª) | ritorno (38ª) |
| |              |                         |               |               |
| 15 dic. | 4-2          | Arezzo-Pianese          | 3-2           | 27 apr.       |
| 14 dic. | 2-2          | Campobasso-Pescara      | 0-3           | 27 apr.       |
| 15 dic. | 1-1          | Gubbio-SPAL             | 0-3           | 27 apr.       |
| 14 dic. | 0-1          | Legnago-Ascoli          | 2-1           | 27 apr.       |
| 13 dic. | 1-1          | Pineto-Rimini           | 1-1           | 27 apr.       |
| 15 dic. | 2-1          | Pontedera-Perugia       | 0-3           | 27 apr.       |
| 14 dic. | 1-3          | Sestri Levante-Carpi    | 2-0           | 27 apr.       |
| 15 dic. | 1-1          | Ternana-Virtus Entella  | 0-0           | 27 apr.       |
| 15 dic. | 0-0          | Torres-Lucchese         | 2-3           | 27 apr.       |
| 15 dic. | 2-1          | Vis Pesaro-Milan Futuro | 1-1           | 27 apr.       |

| andata (19ª) | andata (19ª) | 19ª giornata            | ritorno (38ª) | ritorno (38ª) |
|              |              |                         |               |               |
| 15 dic.      | 4-2          | Arezzo-Pianese          | 3-2           | 27 apr.       |
| 14 dic.      | 2-2          | Campobasso-Pescara      | 0-3           | 27 apr.       |
| 15 dic.      | 1-1          | Gubbio-SPAL             | 0-3           | 27 apr.       |
| 14 dic.      | 0-1          | Legnago-Ascoli          | 2-1           | 27 apr.       |
| 13 dic.      | 1-1          | Pineto-Rimini           | 1-1           | 27 apr.       |
| 15 dic.      | 2-1          | Pontedera-Perugia       | 0-3           | 27 apr.       |
| 14 dic.      | 1-3          | Sestri Levante-Carpi    | 2-0           | 27 apr.       |
| 15 dic.      | 1-1          | Ternana-Virtus Entella  | 0-0           | 27 apr.       |
| 15 dic.      | 0-0          | Torres-Lucchese         | 2-3           | 27 apr.       |
| 15 dic.      | 2-1          | Vis Pesaro-Milan Futuro | 1-1           | 27 apr.       |

### Spareggi

#### Play-off

##### Primo turno
|            | Risultati |           | Luogo e data          |
| ---------- | --------- | --------- | --------------------- |
| Arezzo     | 3-1       | Gubbio    | Arezzo, 4 maggio 2025 |
| Vis Pesaro | 1-1       | Pontedera | Pesaro, 4 maggio 2025 |
| Pineto     | 0-1       | Pianese   | Pineto, 4 maggio 2025 |

##### Secondo turno
|         | Risultati |            | Luogo e data           |
| ------- | --------- | ---------- | ---------------------- |
| Pescara | 2-1       | Pianese    | Pescara, 7 maggio 2025 |
| Arezzo  | 0-1       | Vis Pesaro | Arezzo, 7 maggio 2025  |

#### Play-out
|                | Risultati |                | Luogo e data                   |
| -------------- | --------- | -------------- | ------------------------------ |
| Milan Futuro   | 1-0       | SPAL           | Solbiate Arno, 10 maggio 2025  |
| SPAL           | 2-0       | Milan Futuro   | Ferrara, 17 maggio 2025        |
|                |           |                |                                |
| Sestri Levante | 2-1       | Lucchese       | Sestri Levante, 10 maggio 2025 |
| Lucchese       | 1-0       | Sestri Levante | Lucca, 17 maggio 2025          |
|                |           |                |                                |

### Statistiche

#### Squadre

##### Primati stagionali
Squadre
- Maggior numero di vittorie: Virtus Entella (23)
- Maggior numero di pareggi: Lucchese (15)
- Maggior numero di sconfitte: Legnago (21)
- Minor numero di vittorie: Legnago e Sestri Levante (6)
- Minor numero di pareggi: Arezzo (7)
- Minor numero di sconfitte: Virtus Entella (1)
- Miglior attacco: Ternana (64 gol fatti)
- Peggior attacco: Legnago (30 gol fatti)
- Miglior difesa: Ternana (23 gol subìti)
- Peggior difesa: Lucchese (64 gol subìti)
- Miglior differenza reti: Ternana (+41)
- Peggior differenza reti: Legnago (-33)
- Miglior serie positiva: Virtus Entella (32, 7ª-38ª giornata)
- Peggior serie negativa: Legnago (6, 1ª-6ª giornata)
- Maggior numero di vittorie consecutive: Pescara (6, 6ª-12ª giornata, esclusa la 9ª)
- Maggior numero di pareggi consecutivi: Ascoli (4, 12ª-15ª giornata), Rimini (4, 22ª-25ª giornata), SPAL (4, 34ª-37ª giornata), Virtus Entella (4, 10ª-13ª giornata) e Vis Pesaro (4, 7ª-10ª giornata)

Partite
- Partita con più reti: Ternana-Legnago 8-0 (8, 6ª giornata)
- Partita con maggiore scarto di gol: Ternana-Legnago 8-0 (8, 6ª giornata)
- Pareggio con più gol: Pianese-Perugia 3-3 (6, 1ª giornata), Lucchese-Pianese 3-3 (6, 6ª giornata) e Lucchese-Pineto 3-3 (6, 20ª giornata)
- Giornata con maggior numero di gol: 39 (6ª giornata)
- Giornata con minor numero di gol: 13 (10ª e 21ª giornata)
- Maggior numero di pareggi in una giornata: 6 (14ª, 20ª e 21ª giornata)

### Individuali

#### Classifica marcatori
| Gol | Rigori |  | Giocatore           | Squadra    |
| --- | ------ |  | ------------------- | ---------- |
| 19  | 5      |  | Emanuele Cicerelli  | Ternana    |
| 18  | 4      |  | Guglielmo Mignani   | Pianese    |
| 18  | 6      |  | Emiliano Pattarello | Arezzo     |
| 15  | 3      |  | Giovanni Bruzzaniti | Pineto     |
| 14  |        |  | Manuel Fischnaller  | Torres     |
| 13  |        |  | Daniele Montevago   | Perugia    |
| 12  |        |  | Pietro Cianci       | Ternana    |
| 12  |        |  | Simone Magnaghi     | Lucchese   |
| 12  | 1      |  | Jonathan Italeng    | Pontedera  |
| 11  | 1      |  | Mirco Antenucci     | SPAL       |
| 11  | 1      |  | Giacomo Parigi      | Rimini     |
| 11  | 3      |  | Simone Corazza      | Ascoli     |
| 11  | 3      |  | Antonio Di Nardo    | Campobasso |
| 10  |        |  | Andrea Ferraris     | Pescara    |
| 10  | 1      |  | Giacomo Corona      | Pontedera  |

## Girone C
Il torneo viene vinto dall'Avellino alla penultima giornata, che torna così a disputare un campionato di cadetteria dopo sette stagioni. A contendere la vetta agli irpini vi sono Audace Cerignola e Monopoli, che sorprende parecchio dopo aver vinto i playout nella stagione precedente. Migliora anche il Catania, che chiude in zona playoff testa a testa con il Benevento. Un'altra grande sorpresa è il neopromosso Trapani, che può vantare il capocannoniere assoluto della stagione e chiude a metà classifica con le altre neo-arrivate Cavese e Team Altamura, superando le blasonate Sorrento e Latina.
I fanalini di coda sono Taranto e Turris, penalizzate rispettivamente di ben 19 e 11 punti per inadempienze tributarie e successivamente escluse rispettivamente alla 29ª e 30ª giornata. L'unica superstite è il Messina, penalizzato di 6 punti. Delude parecchio anche il Foggia, che dopo essere rimasto fuori dalla zona playoff l'anno precedente lotta per la salvezza diretta con la Casertana. Il doppio spareggio salvezza vede il Foggia avere la meglio sul Messina. 

### Squadre partecipanti
| Club              | Stagione | Città                      | Stadio                                                                                   | Stagione precedente             |
| ----------------- | -------- | -------------------------- | ---------------------------------------------------------------------------------------- | ------------------------------- |
| Audace Cerignola  | dettagli | Cerignola (FG)             | Stadio Domenico Monterisi                                                                | 7º posto in Serie C/C           |
| Avellino          | dettagli | Avellino                   | Stadio Partenio-Adriano Lombardi                                                         | 2º posto in Serie C/C           |
| AZ Picerno        | dettagli | Picerno (PZ)               | Stadio Donato Curcio                                                                     | 6º posto in Serie C/C           |
| Benevento         | dettagli | Benevento                  | Stadio Ciro Vigorito                                                                     | 3º posto in Serie C/C           |
| Casertana         | dettagli | Caserta                    | Stadio Alberto Pinto                                                                     | 4º posto in Serie C/C           |
| Catania           | dettagli | Catania                    | Stadio Angelo Massimino                                                                  | 13º posto in Serie C/C          |
| Cavese            | dettagli | Cava de' Tirreni (SA)      | Stadio Simonetta Lamberti                                                                | 1º posto in Serie D/G, promosso |
| Crotone           | dettagli | Crotone                    | Stadio Ezio Scida                                                                        | 9º posto in Serie C/C           |
| Foggia            | dettagli | Foggia                     | Stadio Pino Zaccheria                                                                    | 11º posto in Serie C/C          |
| Giugliano         | dettagli | Giugliano in Campania (NA) | Stadio Alberto De Cristofaro                                                             | 8º posto in Serie C/C           |
| Juventus Next Gen | dettagli | Torino                     | Stadio Alessandro La Marmora-Pozzo (Biella)                                              | 7º posto in Serie C/B           |
| Latina            | dettagli | Latina                     | Stadio Domenico Francioni                                                                | 10º posto in Serie C/C          |
| Messina           | dettagli | Messina                    | Stadio San Filippo-Franco Scoglio                                                        | 14º posto in Serie C/C          |
| Monopoli          | dettagli | Monopoli (BA)              | Stadio Vito Simone Veneziani                                                             | 17º posto in Serie C/C          |
| Potenza           | dettagli | Potenza                    | Stadio Alfredo Viviani                                                                   | 16º posto in Serie C/C          |
| Sorrento          | dettagli | Sorrento (NA)              | Stadio Alfredo Viviani (Potenza)                                                         | 12º posto in Serie C/C          |
| Taranto           | dettagli | Taranto                    | Stadio Erasmo Iacovone (1ª-21ª) Stadio Giovanni Paolo II (Francavilla Fontana) (22ª-38ª) | 5º posto in Serie C/C           |
| Team Altamura     | dettagli | Altamura (BA)              | Stadio San Nicola (Bari) (1ª-18ª) Stadio Antonio D'Angelo (19ª-38ª)                      | 1º posto in Serie D/H, promosso |
| Trapani           | dettagli | Trapani                    | Stadio Polisportivo Provinciale (Erice)                                                  | 1º posto in Serie D/I, promosso |
| Turris            | dettagli | Torre del Greco (NA)       | Stadio Amerigo Liguori                                                                   | 15º posto in Serie C/C          |

### Allenatori e primatisti
| Squadra           | Allenatore | Giocatore più presente (tra parentesi il numero delle presenze) | Capocannoniere (tra parentesi il numero dei gol segnati) |
| ----------------- | --- | --------------------------------------------------------------- | -------------------------------------------------------- |
| Audace Cerignola  | Giuseppe Raffaele | Francesco Salvemini (33)                                        | Francesco Salvemini (12)                                 |
| Avellino          | Michele Pazienza (1ª-5ª) Raffaele Biancolino (6ª-38ª)                                                                                              | Dīmītrios Sounas (33)                                           | Cosimo Patierno (15)                                     |
| AZ Picerno        | Francesco Tomei | Gabriele Pagliai (34)                                           | Antonio Energe (7)                                       |
| Benevento         | Gaetano Auteri (1ª-25ª) Michele Pazienza (26ª-30ª) Gaetano Auteri (31ª-38ª e play-off)                                                             | Davide Lamesta (34)                                             | Eric Lanini (11)                                         |
| Casertana         | Manuel Iori (1ª-21ª) Massimo Pavanel (22ª-31ª) Manuel Iori (32ª-38ª)                                                                               | Federico Proia (33)                                             | Federico Proia (5)                                       |
| Catania           | Domenico Toscano | Armando Anastasio (31)                                          | Roberto Inglese (11)                                     |
| Cavese            | Raffaele Di Napoli (1ª-10ª) Vincenzo Maiuri (11ª-38ª)                                                                                              | Gaetano Vitale (33)                                             | Giuseppe Fella (11)                                      |
| Crotone           | Emilio Longo | Andrea Gallo, Thomas Schirò (32)                                | Marco Tumminello (15)                                    |
| Foggia            | Massimo Brambilla (1ª-6ª) Ezio Capuano (7ª-11ª) Cosimo Zangla (12ª) Antonio Gentile (13ª) Luciano Zauri (14ª-37ª) Antonio Gentile (38ª e play-out) | Marco Zunno (34)                                                | Michele Emmausso (9)                                     |
| Giugliano         | Valerio Bertotto | Cristian Padula (33)                                            | Ferdinando Del Sole (8)                                  |
| Juventus Next Gen | Paolo Montero (1ª-14ª) Massimo Brambilla (15ª-38ª e play-off)                                                                                      | Giovanni Daffara (32)                                           | Simone Guerra (12)                                       |
| Latina            | Pasquale Padalino (1ª-10ª) Roberto Boscaglia (11ª-35ª) Alessandro Bruno (36ª-38ª)                                                                  | Alessio Riccardi (33)                                           | Luca Crecco (3)                                          |
| Messina           | Giacomo Modica (1ª-23ª) Simone Banchieri (24ª-36ª) Antonio Gatto (37ª-38ª e play-out)                                                              | Vincenzo Garofalo (33)                                          | Pierluca Luciani (12)                                    |
| Monopoli          | Alberto Colombo | Cristian Battocchio, Tommaso Vitale (34)                        | Francesco Grandolfo (9)                                  |
| Potenza           | Pietro De Giorgio | Bruno Verrengia (32)                                            | Salvatore Caturano (18)                                  |
| Sorrento          | Enrico Barilari (1ª-23ª) Giovanni Ferraro (24ª-38ª)                                                                                                | Antonino Musso (34)                                             | Antonino Musso (7)                                       |
| Team Altamura     | Daniele Di Donato | Eros De Santis, Mattia Rolando (32)                             | Vito Leonetti (12)                                       |
| Trapani           | Alfio Torrisi (1ª-2ª) Salvatore Aronica (3ª-18ª) Ezio Capuano (19ª-24ª) Vincenzo Torrente (25ª-34ª) Salvatore Aronica (35ª-38ª)                    | Pietro Ciotti (29)                                              | Facundo Lescano (12)                                     |

### Classifica finale
|  | Pos. | Squadra           | Pt      | G  | V  | N  | P  | GF | GS | DR  |
|  | ---- | ----------------- | ------- | -- | -- | -- | -- | -- | -- | --- |
|  | 1.   | Avellino          | 75      | 34 | 22 | 9  | 3  | 61 | 26 | +35 |
|  | 2.   | Audace Cerignola  | 67      | 34 | 19 | 10 | 5  | 50 | 32 | +18 |
|  | 3.   | Monopoli          | 57      | 34 | 15 | 12 | 7  | 36 | 25 | +11 |
|  | 4.   | Crotone           | 54      | 34 | 15 | 9  | 10 | 62 | 49 | +13 |
|  | 5.   | Catania (-1)      | 53      | 34 | 14 | 12 | 8  | 49 | 34 | +15 |
|  | 6.   | Benevento         | 52      | 34 | 13 | 13 | 8  | 51 | 34 | +17 |
|  | 7.   | Potenza           | 49      | 34 | 12 | 13 | 9  | 55 | 52 | +2  |
|  | 8.   | AZ Picerno        | 48      | 34 | 10 | 18 | 6  | 39 | 27 | +12 |
|  | 9.   | Juventus Next Gen | 44      | 34 | 12 | 8  | 14 | 44 | 45 | -1  |
|  | 10.  | Giugliano         | 43      | 34 | 12 | 7  | 15 | 51 | 54 | -3  |
|  | 11.  | Trapani           | 41      | 34 | 11 | 8  | 15 | 42 | 42 | 0   |
|  | 12.  | Cavese            | 41      | 34 | 10 | 11 | 13 | 34 | 39 | -5  |
|  | 13.  | Team Altamura     | 37      | 34 | 9  | 10 | 15 | 35 | 47 | -12 |
|  | 14.  | Sorrento          | 35      | 34 | 9  | 8  | 17 | 26 | 49 | -23 |
|  | 15.  | Latina            | 34      | 34 | 9  | 7  | 18 | 25 | 56 | -31 |
|  | 16.  | Casertana         | 32      | 34 | 6  | 14 | 14 | 30 | 38 | -8  |
|  | 17.  | Foggia            | 31      | 34 | 7  | 10 | 17 | 34 | 51 | -17 |
|  | 18.  | Messina (-4)      | 25      | 34 | 6  | 11 | 17 | 29 | 53 | -24 |
|  | ---  | Turris            | Esclusa |    |    |    |    |    |    |     |
|  | ---  | Taranto           | Escluso |    |    |    |    |    |    |     |

      Promosso in Serie B 2025-2026.
      Ammessa direttamente ai play-off nazionali.
  Ammesso ai play-off o ai play-out.
      Retrocesso in Serie D 2025-2026.
Tre punti per la vittoria, uno per il pareggio, zero per la sconfitta.
In caso di arrivo di due o più squadre a pari punti, la graduatoria verrà stilata secondo la classifica avulsa tra le squadre interessate che prevede, in ordine, i seguenti criteri:
- Punti negli scontri diretti.
- Differenza reti negli scontri diretti.
- Differenza reti generale.
- Reti realizzate in generale.
- Sorteggio.

Note:
La Turris ha scontato 11 punti di penalizzazione ed è poi stata esclusa dal campionato alla 30ª giornata, quindi tutte le partite giocate sono state annullate.
Il Catania ha scontato 1 punto di penalizzazione.
Il Taranto ha scontato 19 punti di penalizzazione ed è poi stato escluso dal campionato alla 29ª giornata, quindi tutte le partite giocate sono state annullate.
Il Messina ha scontato 4 punti di penalizzazione.

### Tabellone
Ogni riga indica i risultati casalinghi della squadra segnata a inizio della riga, contro le squadre segnate colonna per colonna (che invece avranno giocato l'incontro in trasferta). Al contrario, leggendo la colonna di una squadra si avranno i risultati ottenuti dalla stessa in trasferta, contro le squadre segnate in ogni riga, che invece avranno giocato l'incontro in casa.
|                   | ACE  | AVE  | AZP  | BEN  | CAS  | CAT  | CAV  | CRO  | FOG  | GIU  | JNG  | LAT  | MES  | MON  | POT  | SOR  | TAL  | TRA  |
| ----------------- | ---- | ---- | ---- | ---- | ---- | ---- | ---- | ---- | ---- | ---- | ---- | ---- | ---- | ---- | ---- | ---- | ---- | ---- |
| Audace Cerignola  | –––– | 1-1  | 2-1  | 2-4  | 0-0  | 2-0  | 3-1  | 1-1  | 3-2  | 3-1  | 3-3  | 1-0  | 2-0  | 1-0  | 0-1  | 2-0  | 1-1  | 1-0  |
| Avellino          | 0-0  | –––– | 1-0  | 2-1  | 5-0  | 2-2  | 2-1  | 2-1  | 2-1  | 1-1  | 2-1  | 0-1  | 6-0  | 1-0  | 1-0  | 1-0  | 2-1  | 2-0  |
| AZ Picerno        | 0-0  | 4-1  | –––– | 1-0  | 0-0  | 1-1  | 1-1  | 5-2  | 0-0  | 1-3  | 1-1  | 1-2  | 2-0  | 2-2  | 1-1  | 1-1  | 2-0  | 0-0  |
| Benevento         | 1-1  | 2-2  | 0-0  | –––– | 1-0  | 3-2  | 2-1  | 1-1  | 4-0  | 0-1  | 4-1  | 5-0  | 0-0  | 0-0  | 4-1  | 1-1  | 1-1  | 0-1  |
| Casertana         | 0-1  | 1-2  | 0-1  | 1-1  | –––– | 1-3  | 1-0  | 2-0  | 4-0  | 1-1  | 2-3  | 0-2  | 1-1  | 0-0  | 0-0  | 4-0  | 1-1  | 0-1  |
| Catania           | 0-0  | 1-2  | 0-0  | 1-0  | 1-1  | –––– | 1-1  | 0-0  | 1-1  | 3-1  | 1-2  | 0-1  | 0-0  | 1-0  | 0-2  | 4-0  | 2-0  | 2-1  |
| Cavese            | 0-2  | 1-1  | 1-1  | 1-2  | 1-0  | 0-1  | –––– | 2-1  | 2-1  | 1-0  | 0-1  | 1-0  | 3-3  | 0-1  | 0-0  | 1-0  | 1-1  | 2-1  |
| Crotone           | 2-1  | 0-4  | 0-0  | 2-2  | 1-2  | 3-2  | 1-1  | –––– | 3-2  | 3-2  | 2-1  | 4-0  | 2-0  | 2-0  | 4-1  | 1-2  | 2-0  | 1-2  |
| Foggia            | 0-1  | 1-0  | 1-0  | 2-2  | 0-0  | 2-2  | 0-1  | 1-1  | –––– | 1-2  | 1-0  | 1-0  | 1-2  | 1-4  | 3-4  | 2-1  | 0-2  | 2-2  |
| Giugliano         | 1-3  | 1-1  | 0-2  | 1-1  | 1-1  | 3-2  | 0-0  | 1-3  | 2-1  | –––– | 1-0  | 5-2  | 2-3  | 1-2  | 0-2  | 1-2  | 2-3  | 2-1  |
| Juventus Next Gen | 3-4  | 0-3  | 1-1  | 2-0  | 1-0  | 1-3  | 3-1  | 4-1  | 2-0  | 0-0  | –––– | 0-0  | 2-0  | 1-0  | 2-3  | 0-1  | 1-2  | 2-0  |
| Latina            | 0-1  | 0-3  | 2-0  | 1-1  | 1-1  | 1-4  | 1-0  | 0-4  | 0-0  | 0-1  | 3-2  | –––– | 1-1  | 0-1  | 2-0  | 2-0  | 0-2  | 0-2  |
| Messina           | 1-3  | 0-1  | 0-0  | 0-0  | 2-2  | 0-1  | 1-3  | 0-2  | 0-3  | 1-0  | 2-1  | 2-1  | –––– | 0-0  | 2-2  | 0-1  | 3-1  | 0-1  |
| Monopoli          | 1-1  | 1-1  | 1-1  | 1-0  | 1-0  | 1-2  | 3-1  | 1-1  | 1-0  | 3-2  | 0-0  | 2-1  | 2-0  | –––– | 1-1  | 0-1  | 1-1  | 2-2  |
| Potenza           | 1-2  | 0-0  | 2-2  | 3-0  | 2-1  | 1-2  | 2-2  | 3-3  | 1-1  | 4-4  | 1-1  | 2-0  | 2-1  | 0-1  | –––– | 1-0  | 3-1  | 1-5  |
| Sorrento          | 0-1  | 1-2  | 1-1  | 0-3  | 1-1  | 0-0  | 1-3  | 2-1  | 2-1  | 3-0  | 0-1  | 1-1  | 2-1  | 1-2  | 0-2  | –––– | 2-1  | 1-1  |
| Team Altamura     | 1-0  | 1-3  | 0-2  | 0-2  | 2-0  | 1-1  | 0-0  | 1-3  | 0-2  | 0-1  | 2-0  | 1-1  | 2-1  | 0-1  | 2-2  | 1-1  | –––– | 2-1  |
| Trapani           | 5-1  | 1-2  | 0-3  | 1-2  | 0-1  | 0-3  | 1-0  | 0-3  | 0-0  | 1-2  | 1-1  | 4-0  | 1-1  | 0-1  | 4-2  | 0-0  | 2-0  | –––– |

### Calendario
| andata (1ª) | andata (1ª) | 1ª giornata                        | ritorno (20ª) | ritorno (20ª) |
|             |             |                                    |               |               |
| 25 ago.     | 4-1         | AZ Picerno-Avellino                | 0-1           | 22 dic.       |
| 26 ago.     | 2-1         | Benevento-Cavese                   | 2-1           | 20 dic.       |
| 26 ago.     | 2-0         | Crotone-Team Altamura              | 3-1           | 21 dic.       |
| 26 ago.     | 2-2         | Foggia-Trapani                     | 0-0           | 23 dic.       |
| annullata   |             | Giugliano-Taranto                  |               | annullata     |
| 23 ago.     | 3-4         | Juventus Next Gen-Audace Cerignola | 3-3           | 21 dic.       |
| 23 ago.     | 1-1         | Latina-Casertana                   | 2-0           | 21 dic.       |
| 25 ago.     | 2-2         | Messina-Potenza                    | 1-2           | 22 dic.       |
| 24 ago.     | 0-0         | Sorrento-Catania                   | 0-4           | 22 dic.       |
| annullata   |             | Turris-Monopoli                    |               | annullata     |

| andata (2ª) | andata (2ª)    | 2ª giornata                 | ritorno (21ª) | ritorno (21ª) |
|             |                |                             |               |               |
| 30 ago.     | 2-0            | Audace Cerignola-Messina    | 3-1           | 5 gen.        |
| 2 set.      | 1-1            | Avellino-Giugliano          | 1-1           | 5 gen.        |
| 30 ago.     | 2-3            | Casertana-Juventus Next Gen | 0-1           | 4 gen.        |
| 2 set.      | 1-0            | Catania-Benevento           | 2-3           | 5 gen.        |
| 2 set.      | 2-1            | Cavese-Crotone              | 1-1           | 4 gen.        |
| 31 ago.     | 0-1            | Monopoli-Sorrento           | 2-1           | 5 gen.        |
| annullata   |                | Potenza-Turris              |               | annullata     |
| annullata   | Taranto-Latina |                             |               | annullata     |
| 2 set.      | 0-2            | Team Altamura-Foggia        | 2-0           | 6 gen.        |
| 1º set.     | 0-3            | Trapani-AZ Picerno          | 0-0           | 6 gen.        |

| andata (1ª) | andata (1ª) | 1ª giornata                        | ritorno (20ª) | ritorno (20ª) |
|             |             |                                    |               |               |
| 25 ago.     | 4-1         | AZ Picerno-Avellino                | 0-1           | 22 dic.       |
| 26 ago.     | 2-1         | Benevento-Cavese                   | 2-1           | 20 dic.       |
| 26 ago.     | 2-0         | Crotone-Team Altamura              | 3-1           | 21 dic.       |
| 26 ago.     | 2-2         | Foggia-Trapani                     | 0-0           | 23 dic.       |
| annullata   |             | Giugliano-Taranto                  |               | annullata     |
| 23 ago.     | 3-4         | Juventus Next Gen-Audace Cerignola | 3-3           | 21 dic.       |
| 23 ago.     | 1-1         | Latina-Casertana                   | 2-0           | 21 dic.       |
| 25 ago.     | 2-2         | Messina-Potenza                    | 1-2           | 22 dic.       |
| 24 ago.     | 0-0         | Sorrento-Catania                   | 0-4           | 22 dic.       |
| annullata   |             | Turris-Monopoli                    |               | annullata     |

| andata (2ª) | andata (2ª)    | 2ª giornata                 | ritorno (21ª) | ritorno (21ª) |
|             |                |                             |               |               |
| 30 ago.     | 2-0            | Audace Cerignola-Messina    | 3-1           | 5 gen.        |
| 2 set.      | 1-1            | Avellino-Giugliano          | 1-1           | 5 gen.        |
| 30 ago.     | 2-3            | Casertana-Juventus Next Gen | 0-1           | 4 gen.        |
| 2 set.      | 1-0            | Catania-Benevento           | 2-3           | 5 gen.        |
| 2 set.      | 2-1            | Cavese-Crotone              | 1-1           | 4 gen.        |
| 31 ago.     | 0-1            | Monopoli-Sorrento           | 2-1           | 5 gen.        |
| annullata   |                | Potenza-Turris              |               | annullata     |
| annullata   | Taranto-Latina |                             |               | annullata     |
| 2 set.      | 0-2            | Team Altamura-Foggia        | 2-0           | 6 gen.        |
| 1º set.     | 0-3            | Trapani-AZ Picerno          | 0-0           | 6 gen.        |

| andata (3ª) | andata (3ª) | 3ª giornata               | ritorno (22ª) | ritorno (22ª) |
|             |             |                           |               |               |
| 8 set.      | 0-0         | Avellino-Audace Cerignola | 1-1           | 13 gen.       |
| 7 set.      | 0-0         | AZ Picerno-Casertana      | 1-0           | 11 gen.       |
| 8 set.      | 4-1         | Benevento-Potenza         | 0-3           | 21 gen.       |
| 7 set.      | 1-2         | Crotone-Trapani           | 3-0           | 12 gen.       |
| 8 set.      | 1-4         | Foggia-Monopoli           | 0-1           | 13 gen.       |
| 8 set.      | 0-0         | Giugliano-Cavese          | 0-1           | 13 gen.       |
| 7 set.      | 1-3         | Juventus Next Gen-Catania | 2-1           | 12 gen.       |
| annullata   |             | Messina-Taranto           |               | annullata     |
| 8 set.      | 2-1         | Sorrento-Team Altamura    | 1-1           | 10 gen.       |
| annullata   |             | Turris-Latina             |               | annullata     |

| andata (4ª) | andata (4ª) | 4ª giornata                | ritorno (23ª) | ritorno (23ª) |
|             |             |                            |               |               |
| 15 set.     | 3-1         | Audace Cerignola-Giugliano | 3-1           | 17 gen.       |
| annullata   |             | Casertana-Turris           |               | annullata     |
| 14 set.     | 0-0         | Catania-AZ Picerno         | 1-1           | 19 gen.       |
| 15 set.     | 1-1         | Cavese-Avellino            | 1-2           | 18 gen.       |
| 14 set.     | 2-0         | Crotone-Messina            | 2-0           | 20 gen.       |
| 16 set.     | 0-0         | Latina-Foggia              | 0-1           | 19 gen.       |
| 14 set.     | 0-0         | Monopoli-Juventus Next Gen | 0-1           | 19 gen.       |
| 13 set.     | 1-0         | Potenza-Sorrento           | 2-0           | 18 gen.       |
| annullata   |             | Taranto-Trapani            |               | annullata     |
| 15 set.     | 0-2         | Team Altamura-Benevento    | 1-1           | 18 gen.       |

| andata (3ª) | andata (3ª) | 3ª giornata               | ritorno (22ª) | ritorno (22ª) |
|             |             |                           |               |               |
| 8 set.      | 0-0         | Avellino-Audace Cerignola | 1-1           | 13 gen.       |
| 7 set.      | 0-0         | AZ Picerno-Casertana      | 1-0           | 11 gen.       |
| 8 set.      | 4-1         | Benevento-Potenza         | 0-3           | 21 gen.       |
| 7 set.      | 1-2         | Crotone-Trapani           | 3-0           | 12 gen.       |
| 8 set.      | 1-4         | Foggia-Monopoli           | 0-1           | 13 gen.       |
| 8 set.      | 0-0         | Giugliano-Cavese          | 0-1           | 13 gen.       |
| 7 set.      | 1-3         | Juventus Next Gen-Catania | 2-1           | 12 gen.       |
| annullata   |             | Messina-Taranto           |               | annullata     |
| 8 set.      | 2-1         | Sorrento-Team Altamura    | 1-1           | 10 gen.       |
| annullata   |             | Turris-Latina             |               | annullata     |

| andata (4ª) | andata (4ª) | 4ª giornata                | ritorno (23ª) | ritorno (23ª) |
|             |             |                            |               |               |
| 15 set.     | 3-1         | Audace Cerignola-Giugliano | 3-1           | 17 gen.       |
| annullata   |             | Casertana-Turris           |               | annullata     |
| 14 set.     | 0-0         | Catania-AZ Picerno         | 1-1           | 19 gen.       |
| 15 set.     | 1-1         | Cavese-Avellino            | 1-2           | 18 gen.       |
| 14 set.     | 2-0         | Crotone-Messina            | 2-0           | 20 gen.       |
| 16 set.     | 0-0         | Latina-Foggia              | 0-1           | 19 gen.       |
| 14 set.     | 0-0         | Monopoli-Juventus Next Gen | 0-1           | 19 gen.       |
| 13 set.     | 1-0         | Potenza-Sorrento           | 2-0           | 18 gen.       |
| annullata   |             | Taranto-Trapani            |               | annullata     |
| 15 set.     | 0-2         | Team Altamura-Benevento    | 1-1           | 18 gen.       |

| andata (5ª) | andata (5ª)           | 5ª giornata               | ritorno (24ª) | ritorno (24ª) |  |
|             |                       |                           |               |               |  |
| 22 set.     | 0-1                   | Audace Cerignola-Potenza  | 2-1           | 25 gen.       |  |
| 21 set.     | 0-1                   | Avellino-Latina           | 3-0           | 26 gen.       |  |
| 22 set.     | 5-2                   | AZ Picerno-Crotone        | 0-0           | 27 gen.       |  |
| 22 set.     | 4-0                   | Benevento-Foggia          | 2-2           | 26 gen.       |  |
| 21 set.     | 0-1                   | Cavese-Monopoli           | 1-3           | 26 gen.       |  |
| 22 set.     | 3-2                   | Giugliano-Catania         | 1-3           | 26 gen.       |  |
| 20 set.     | 2-2                   | Messina-Casertana         | 1-1           | 25 gen.       |  |
| annullata   |                       | Sorrento-Turris           |               | annullata     |  |
| annullata   | Taranto-Team Altamura |                           |               | annullata     |  |
| 22 set.     | 1-1                   | Trapani-Juventus Next Gen | 0-2           | 26 gen.       |  |

| andata (6ª) | andata (6ª) | 6ª giornata                  | ritorno (25ª) | ritorno (25ª) |
|             |             |                              |               |               |
| annullata   |             | Casertana-Taranto            |               | annullata     |
| 25 set.     | 0-0         | Catania-Audace Cerignola     | 0-2           | 2 feb.        |
| 25 set.     | 1-2         | Crotone-Sorrento             | 1-2           | 1º feb.       |
| 25 set.     | 1-2         | Foggia-Giugliano             | 1-2           | 31 gen.       |
| 26 set.     | 1-1         | Juventus Next Gen-AZ Picerno | 1-1           | 2 feb.        |
| 25 set.     | 1-1         | Latina-Messina               | 1-2           | 1º feb.       |
| 26 set.     | 1-0         | Monopoli-Benevento           | 0-0           | 3 feb.        |
| 25 set.     | 1-5         | Potenza-Trapani              | 2-4           | 1º feb.       |
| 24 set.     | 0-0         | Team Altamura-Cavese         | 1-1           | 31 gen.       |
| annullata   |             | Turris-Avellino              |               | annullata     |

| andata (5ª) | andata (5ª)           | 5ª giornata               | ritorno (24ª) | ritorno (24ª) |  |
|             |                       |                           |               |               |  |
| 22 set.     | 0-1                   | Audace Cerignola-Potenza  | 2-1           | 25 gen.       |  |
| 21 set.     | 0-1                   | Avellino-Latina           | 3-0           | 26 gen.       |  |
| 22 set.     | 5-2                   | AZ Picerno-Crotone        | 0-0           | 27 gen.       |  |
| 22 set.     | 4-0                   | Benevento-Foggia          | 2-2           | 26 gen.       |  |
| 21 set.     | 0-1                   | Cavese-Monopoli           | 1-3           | 26 gen.       |  |
| 22 set.     | 3-2                   | Giugliano-Catania         | 1-3           | 26 gen.       |  |
| 20 set.     | 2-2                   | Messina-Casertana         | 1-1           | 25 gen.       |  |
| annullata   |                       | Sorrento-Turris           |               | annullata     |  |
| annullata   | Taranto-Team Altamura |                           |               | annullata     |  |
| 22 set.     | 1-1                   | Trapani-Juventus Next Gen | 0-2           | 26 gen.       |  |

| andata (6ª) | andata (6ª) | 6ª giornata                  | ritorno (25ª) | ritorno (25ª) |
|             |             |                              |               |               |
| annullata   |             | Casertana-Taranto            |               | annullata     |
| 25 set.     | 0-0         | Catania-Audace Cerignola     | 0-2           | 2 feb.        |
| 25 set.     | 1-2         | Crotone-Sorrento             | 1-2           | 1º feb.       |
| 25 set.     | 1-2         | Foggia-Giugliano             | 1-2           | 31 gen.       |
| 26 set.     | 1-1         | Juventus Next Gen-AZ Picerno | 1-1           | 2 feb.        |
| 25 set.     | 1-1         | Latina-Messina               | 1-2           | 1º feb.       |
| 26 set.     | 1-0         | Monopoli-Benevento           | 0-0           | 3 feb.        |
| 25 set.     | 1-5         | Potenza-Trapani              | 2-4           | 1º feb.       |
| 24 set.     | 0-0         | Team Altamura-Cavese         | 1-1           | 31 gen.       |
| annullata   |             | Turris-Avellino              |               | annullata     |

| andata (7ª) | andata (7ª)    | 7ª giornata                 | ritorno (26ª) | ritorno (26ª) |
|             |                |                             |               |               |
| 29 set.     | 0-0            | Audace Cerignola-Casertana  | 1-0           | 10 feb.       |
| 29 set.     | 2-1            | Avellino-Foggia             | 0-1           | 8 feb.        |
| 30 set.     | 2-0            | AZ Picerno-Messina          | 0-0           | 8 feb.        |
| 30 set.     | 4-1            | Benevento-Juventus Next Gen | 0-2           | 9 feb.        |
| 29 set.     | 1-0            | Catania-Monopoli            | 2-1           | 9 feb.        |
| 29 set.     | 1-0            | Cavese-Latina               | 0-1           | 7 feb.        |
| 29 set.     | 2-3            | Giugliano-Team Altamura     | 1-0           | 8 feb.        |
| 29 set.     | 3-3            | Potenza-Crotone             | 1-4           | 8 feb.        |
| annullata   |                | Taranto-Sorrento            |               | annullata     |
| annullata   | Trapani-Turris |                             |               | annullata     |

| andata (8ª) | andata (8ª) | 8ª giornata               | ritorno (27ª) | ritorno (27ª) |
|             |             |                           |               |               |
| 5 ott.      | 1-1         | AZ Picerno-Cavese         | 1-1           | 15 feb.       |
| 6 ott.      | 1-3         | Casertana-Catania         | 1-1           | 16 feb.       |
| 7 ott.      | 0-4         | Crotone-Avellino          | 1-2           | 16 feb.       |
| annullata   |             | Foggia-Taranto            |               | annullata     |
| 5 ott.      | 2-3         | Juventus Next Gen-Potenza | 1-1           | 16 feb.       |
| 6 ott.      | 0-1         | Latina-Giugliano          | 2-5           | 14 feb.       |
| 6 ott.      | 0-0         | Messina-Benevento         | 0-0           | 15 feb.       |
| 6 ott.      | 1-1         | Sorrento-Trapani          | 0-0           | 16 feb.       |
| 5 ott.      | 0-1         | Team Altamura-Monopoli    | 1-1           | 16 feb.       |
| annullata   |             | Turris-Audace Cerignola   |               | annullata     |

| andata (7ª) | andata (7ª)    | 7ª giornata                 | ritorno (26ª) | ritorno (26ª) |
|             |                |                             |               |               |
| 29 set.     | 0-0            | Audace Cerignola-Casertana  | 1-0           | 10 feb.       |
| 29 set.     | 2-1            | Avellino-Foggia             | 0-1           | 8 feb.        |
| 30 set.     | 2-0            | AZ Picerno-Messina          | 0-0           | 8 feb.        |
| 30 set.     | 4-1            | Benevento-Juventus Next Gen | 0-2           | 9 feb.        |
| 29 set.     | 1-0            | Catania-Monopoli            | 2-1           | 9 feb.        |
| 29 set.     | 1-0            | Cavese-Latina               | 0-1           | 7 feb.        |
| 29 set.     | 2-3            | Giugliano-Team Altamura     | 1-0           | 8 feb.        |
| 29 set.     | 3-3            | Potenza-Crotone             | 1-4           | 8 feb.        |
| annullata   |                | Taranto-Sorrento            |               | annullata     |
| annullata   | Trapani-Turris |                             |               | annullata     |

| andata (8ª) | andata (8ª) | 8ª giornata               | ritorno (27ª) | ritorno (27ª) |
|             |             |                           |               |               |
| 5 ott.      | 1-1         | AZ Picerno-Cavese         | 1-1           | 15 feb.       |
| 6 ott.      | 1-3         | Casertana-Catania         | 1-1           | 16 feb.       |
| 7 ott.      | 0-4         | Crotone-Avellino          | 1-2           | 16 feb.       |
| annullata   |             | Foggia-Taranto            |               | annullata     |
| 5 ott.      | 2-3         | Juventus Next Gen-Potenza | 1-1           | 16 feb.       |
| 6 ott.      | 0-1         | Latina-Giugliano          | 2-5           | 14 feb.       |
| 6 ott.      | 0-0         | Messina-Benevento         | 0-0           | 15 feb.       |
| 6 ott.      | 1-1         | Sorrento-Trapani          | 0-0           | 16 feb.       |
| 5 ott.      | 0-1         | Team Altamura-Monopoli    | 1-1           | 16 feb.       |
| annullata   |             | Turris-Audace Cerignola   |               | annullata     |

| andata (9ª) | andata (9ª) | 9ª giornata                 | ritorno (28ª) | ritorno (28ª) |
|             |             |                             |               |               |
| 11 ott.     | 2-0         | Audace Cerignola-Sorrento   | 1-0           | 23 feb.       |
| 13 ott.     | 5-0         | Avellino-Casertana          | 2-1           | 22 feb.       |
| 13 ott.     | 5-0         | Benevento-Latina            | 1-1           | 22 feb.       |
| 12 ott.     | 2-0         | Catania-Team Altamura       | 1-1           | 23 feb.       |
| annullata   |             | Cavese-Turris               |               | annullata     |
| 12 ott.     | 1-0         | Giugliano-Juventus Next Gen | 0-0           | 22 feb.       |
| 12 ott.     | 1-1         | Monopoli-Crotone            | 0-2           | 23 feb.       |
| 13 ott.     | 1-1         | Potenza-Foggia              | 4-3           | 23 feb.       |
| annullata   |             | Taranto-AZ Picerno          |               | annullata     |
| 11 ott.     | 1-1         | Trapani-Messina             | 1-0           | 24 feb.       |

| andata (10ª) | andata (10ª) | 10ª giornata               | ritorno (29ª) | ritorno (29ª) |
|              |              |                            |               |               |
| 21 ott.      | 1-1          | AZ Picerno-Potenza         | 2-2           | 2 mar.        |
| 21 ott.      | 1-0          | Casertana-Cavese           | 0-1           | 3 mar.        |
| annullata    |              | Crotone-Taranto            |               | annullata     |
| 20 ott.      | 2-2          | Foggia-Catania             | 1-1           | 2 mar.        |
| 20 ott.      | 0-3          | Juventus Next Gen-Avellino | 1-2           | 2 mar.        |
| 19 ott.      | 0-2          | Latina-Team Altamura       | 1-1           | 1º mar.       |
| 20 ott.      | 0-0          | Messina-Monopoli           | 1-2           | 1º mar.       |
| 19 ott.      | 0-3          | Sorrento-Benevento         | 1-1           | 1º mar.       |
| 20 ott.      | 5-1          | Trapani-Audace Cerignola   | 0-1           | 1º mar.       |
| annullata    |              | Turris-Giugliano           |               | annullata     |

| andata (9ª) | andata (9ª) | 9ª giornata                 | ritorno (28ª) | ritorno (28ª) |
|             |             |                             |               |               |
| 11 ott.     | 2-0         | Audace Cerignola-Sorrento   | 1-0           | 23 feb.       |
| 13 ott.     | 5-0         | Avellino-Casertana          | 2-1           | 22 feb.       |
| 13 ott.     | 5-0         | Benevento-Latina            | 1-1           | 22 feb.       |
| 12 ott.     | 2-0         | Catania-Team Altamura       | 1-1           | 23 feb.       |
| annullata   |             | Cavese-Turris               |               | annullata     |
| 12 ott.     | 1-0         | Giugliano-Juventus Next Gen | 0-0           | 22 feb.       |
| 12 ott.     | 1-1         | Monopoli-Crotone            | 0-2           | 23 feb.       |
| 13 ott.     | 1-1         | Potenza-Foggia              | 4-3           | 23 feb.       |
| annullata   |             | Taranto-AZ Picerno          |               | annullata     |
| 11 ott.     | 1-1         | Trapani-Messina             | 1-0           | 24 feb.       |

| andata (10ª) | andata (10ª) | 10ª giornata               | ritorno (29ª) | ritorno (29ª) |
|              |              |                            |               |               |
| 21 ott.      | 1-1          | AZ Picerno-Potenza         | 2-2           | 2 mar.        |
| 21 ott.      | 1-0          | Casertana-Cavese           | 0-1           | 3 mar.        |
| annullata    |              | Crotone-Taranto            |               | annullata     |
| 20 ott.      | 2-2          | Foggia-Catania             | 1-1           | 2 mar.        |
| 20 ott.      | 0-3          | Juventus Next Gen-Avellino | 1-2           | 2 mar.        |
| 19 ott.      | 0-2          | Latina-Team Altamura       | 1-1           | 1º mar.       |
| 20 ott.      | 0-0          | Messina-Monopoli           | 1-2           | 1º mar.       |
| 19 ott.      | 0-3          | Sorrento-Benevento         | 1-1           | 1º mar.       |
| 20 ott.      | 5-1          | Trapani-Audace Cerignola   | 0-1           | 1º mar.       |
| annullata    |              | Turris-Giugliano           |               | annullata     |

| andata (11ª) | andata (11ª) | 11ª giornata                    | ritorno (30ª) | ritorno (30ª) |
|              |              |                                 |               |               |
| 26 ott.      | 2-1          | Audace Cerignola-AZ Picerno     | 0-0           | 9 mar.        |
| 27 ott.      | 6-0          | Avellino-Messina                | 1-0           | 8 mar.        |
| 27 ott.      | 1-0          | Benevento-Casertana             | 1-1           | 9 mar.        |
| 27 ott.      | 0-1          | Catania-Latina                  | 4-1           | 8 mar.        |
| 26 ott.      | 0-0          | Cavese-Potenza                  | 2-2           | 8 mar.        |
| 27 ott.      | 1-3          | Giugliano-Crotone               | 2-3           | 9 mar.        |
| 26 ott.      | 2-2          | Monopoli-Trapani                | 1-0           | 8 mar.        |
| 27 ott.      | 2-1          | Sorrento-Foggia                 | 1-2           | 9 mar.        |
| annullata    |              | Taranto-Turris                  |               | annullata     |
| 27 ott.      | 2-0          | Team Altamura-Juventus Next Gen | 2-1           | 8 mar.        |

| andata (12ª) | andata (12ª) | 12ª giornata               | ritorno (31ª) | ritorno (31ª) |
|              |              |                            |               |               |
| 30 ott.      | 1-3          | AZ Picerno-Giugliano       | 2-0           | 12 mar.       |
| 31 ott.      | 1-1          | Casertana-Team Altamura    | 0-2           | 12 mar.       |
| 31 ott.      | 2-2          | Crotone-Benevento          | 1-1           | 12 mar.       |
| 31 ott.      | 0-1          | Foggia-Audace Cerignola    | 2-3           | 12 mar.       |
| 31 ott.      | 0-1          | Juventus Next Gen-Sorrento | 1-0           | 12 mar.       |
| 31 ott.      | 0-1          | Latina-Monopoli            | 0-2           | 12 mar.       |
| 31 ott.      | 1-3          | Messina-Cavese             | 3-3           | 12 mar.       |
| annullata    |              | Potenza-Taranto            |               | annullata     |
| 30 ott.      | 1-2          | Trapani-Avellino           | 0-2           | 12 mar.       |
| annullata    |              | Turris-Catania             |               | annullata     |

| andata (11ª) | andata (11ª) | 11ª giornata                    | ritorno (30ª) | ritorno (30ª) |
|              |              |                                 |               |               |
| 26 ott.      | 2-1          | Audace Cerignola-AZ Picerno     | 0-0           | 9 mar.        |
| 27 ott.      | 6-0          | Avellino-Messina                | 1-0           | 8 mar.        |
| 27 ott.      | 1-0          | Benevento-Casertana             | 1-1           | 9 mar.        |
| 27 ott.      | 0-1          | Catania-Latina                  | 4-1           | 8 mar.        |
| 26 ott.      | 0-0          | Cavese-Potenza                  | 2-2           | 8 mar.        |
| 27 ott.      | 1-3          | Giugliano-Crotone               | 2-3           | 9 mar.        |
| 26 ott.      | 2-2          | Monopoli-Trapani                | 1-0           | 8 mar.        |
| 27 ott.      | 2-1          | Sorrento-Foggia                 | 1-2           | 9 mar.        |
| annullata    |              | Taranto-Turris                  |               | annullata     |
| 27 ott.      | 2-0          | Team Altamura-Juventus Next Gen | 2-1           | 8 mar.        |

| andata (12ª) | andata (12ª) | 12ª giornata               | ritorno (31ª) | ritorno (31ª) |
|              |              |                            |               |               |
| 30 ott.      | 1-3          | AZ Picerno-Giugliano       | 2-0           | 12 mar.       |
| 31 ott.      | 1-1          | Casertana-Team Altamura    | 0-2           | 12 mar.       |
| 31 ott.      | 2-2          | Crotone-Benevento          | 1-1           | 12 mar.       |
| 31 ott.      | 0-1          | Foggia-Audace Cerignola    | 2-3           | 12 mar.       |
| 31 ott.      | 0-1          | Juventus Next Gen-Sorrento | 1-0           | 12 mar.       |
| 31 ott.      | 0-1          | Latina-Monopoli            | 0-2           | 12 mar.       |
| 31 ott.      | 1-3          | Messina-Cavese             | 3-3           | 12 mar.       |
| annullata    |              | Potenza-Taranto            |               | annullata     |
| 30 ott.      | 1-2          | Trapani-Avellino           | 0-2           | 12 mar.       |
| annullata    |              | Turris-Catania             |               | annullata     |

| andata (13ª) | andata (13ª)     | 13ª giornata             | ritorno (32ª) | ritorno (32ª) |
|              |                  |                          |               |               |
| 3 nov.       | 1-1              | Audace Cerignola-Crotone | 1-2           | 16 mar.       |
| annullata    |                  | Avellino-Taranto         |               | annullata     |
| annullata    | Benevento-Turris |                          |               | annullata     |
| 3 nov.       | 0-0              | Catania-Messina          | 1-0           | 16 mar.       |
| 4 nov.       | 2-1              | Cavese-Foggia            | 1-0           | 16 mar.       |
| 3 nov.       | 2-1              | Giugliano-Trapani        | 2-1           | 16 mar.       |
| 3 nov.       | 0-0              | Juventus Next Gen-Latina | 2-3           | 16 mar.       |
| 4 nov.       | 1-1              | Monopoli-AZ Picerno      | 2-2           | 16 mar.       |
| 4 nov.       | 1-1              | Sorrento-Casertana       | 0-4           | 16 mar.       |
| 4 nov.       | 2-2              | Team Altamura-Potenza    | 1-3           | 17 mar.       |

| andata (14ª) | andata (14ª) | 14ª giornata             | ritorno (33ª) | ritorno (33ª) |
|              |              |                          |               |               |
| 9 nov.       | 1-0          | AZ Picerno-Benevento     | 0-0           | 24 mar.       |
| 9 nov.       | 0-0          | Casertana-Monopoli       | 0-1           | 23 mar.       |
| 10 nov.      | 3-2          | Crotone-Catania          | 0-0           | 23 mar.       |
| 10 nov.      | 1-0          | Foggia-Juventus Next Gen | 0-2           | 22 mar.       |
| 9 nov.       | 2-0          | Latina-Sorrento          | 1-1           | 22 mar.       |
| 10 nov.      | 1-0          | Messina-Giugliano        | 3-2           | 23 mar.       |
| 10 nov.      | 0-0          | Potenza-Avellino         | 0-1           | 24 mar.       |
| annullata    |              | Taranto-Audace Cerignola |               | annullata     |
| 9 nov.       | 1-0          | Trapani-Cavese           | 1-2           | 22 mar.       |
| annullata    |              | Turris-Team Altamura     |               | annullata     |

| andata (13ª) | andata (13ª)     | 13ª giornata             | ritorno (32ª) | ritorno (32ª) |
|              |                  |                          |               |               |
| 3 nov.       | 1-1              | Audace Cerignola-Crotone | 1-2           | 16 mar.       |
| annullata    |                  | Avellino-Taranto         |               | annullata     |
| annullata    | Benevento-Turris |                          |               | annullata     |
| 3 nov.       | 0-0              | Catania-Messina          | 1-0           | 16 mar.       |
| 4 nov.       | 2-1              | Cavese-Foggia            | 1-0           | 16 mar.       |
| 3 nov.       | 2-1              | Giugliano-Trapani        | 2-1           | 16 mar.       |
| 3 nov.       | 0-0              | Juventus Next Gen-Latina | 2-3           | 16 mar.       |
| 4 nov.       | 1-1              | Monopoli-AZ Picerno      | 2-2           | 16 mar.       |
| 4 nov.       | 1-1              | Sorrento-Casertana       | 0-4           | 16 mar.       |
| 4 nov.       | 2-2              | Team Altamura-Potenza    | 1-3           | 17 mar.       |

| andata (14ª) | andata (14ª) | 14ª giornata             | ritorno (33ª) | ritorno (33ª) |
|              |              |                          |               |               |
| 9 nov.       | 1-0          | AZ Picerno-Benevento     | 0-0           | 24 mar.       |
| 9 nov.       | 0-0          | Casertana-Monopoli       | 0-1           | 23 mar.       |
| 10 nov.      | 3-2          | Crotone-Catania          | 0-0           | 23 mar.       |
| 10 nov.      | 1-0          | Foggia-Juventus Next Gen | 0-2           | 22 mar.       |
| 9 nov.       | 2-0          | Latina-Sorrento          | 1-1           | 22 mar.       |
| 10 nov.      | 1-0          | Messina-Giugliano        | 3-2           | 23 mar.       |
| 10 nov.      | 0-0          | Potenza-Avellino         | 0-1           | 24 mar.       |
| annullata    |              | Taranto-Audace Cerignola |               | annullata     |
| 9 nov.       | 1-0          | Trapani-Cavese           | 1-2           | 22 mar.       |
| annullata    |              | Turris-Team Altamura     |               | annullata     |

| andata (15ª) | andata (15ª) | 15ª giornata              | ritorno (34ª) | ritorno (34ª) |
|              |              |                           |               |               |
| 17 nov.      | 2-2          | Benevento-Avellino        | 1-2           | 30 mar.       |
| 15 nov.      | 2-1          | Catania-Trapani           | 3-0           | 30 mar.       |
| annullata    |              | Cavese-Taranto            |               | annullata     |
| 15 nov.      | 0-0          | Foggia-Casertana          | 0-4           | 29 mar.       |
| 16 nov.      | 1-2          | Giugliano-Potenza         | 4-4           | 30 mar.       |
| annullata    |              | Juventus Next Gen-Turris  |               | annullata     |
| 17 nov.      | 0-4          | Latina-Crotone            | 0-4           | 29 mar.       |
| 18 nov.      | 1-1          | Monopoli-Audace Cerignola | 0-1           | 30 mar.       |
| 16 nov.      | 1-1          | Sorrento-AZ Picerno       | 0-2           | 29 mar.       |
| 17 nov.      | 2-1          | Team Altamura-Messina     | 1-3           | 29 mar.       |

| andata (16ª) | andata (16ª) | 16ª giornata              | ritorno (35ª) | ritorno (35ª) |
|              |              |                           |               |               |
| 24 nov.      | 3-1          | Audace Cerignola-Cavese   | 2-0           | 6 apr.        |
| 23 nov.      | 2-2          | Avellino-Catania          | 2-1           | 6 apr.        |
| 22 nov.      | 2-0          | AZ Picerno-Team Altamura  | 2-1           | 5 apr.        |
| 23 nov.      | 1-1          | Casertana-Giugliano       | 1-1           | 7 apr.        |
| 24 nov.      | 2-1          | Crotone-Juventus Next Gen | 1-4           | 5 apr.        |
| 24 nov.      | 0-1          | Messina-Sorrento          | 1-2           | 6 apr.        |
| 23 nov.      | 0-1          | Potenza-Monopoli          | 0-0           | 6 apr.        |
| annullata    |              | Taranto-Benevento         |               | annullata     |
| 23 nov.      | 4-0          | Trapani-Latina            | 2-0           | 5 apr.        |
| annullata    |              | Turris-Foggia             |               | annullata     |

| andata (15ª) | andata (15ª) | 15ª giornata              | ritorno (34ª) | ritorno (34ª) |
|              |              |                           |               |               |
| 17 nov.      | 2-2          | Benevento-Avellino        | 1-2           | 30 mar.       |
| 15 nov.      | 2-1          | Catania-Trapani           | 3-0           | 30 mar.       |
| annullata    |              | Cavese-Taranto            |               | annullata     |
| 15 nov.      | 0-0          | Foggia-Casertana          | 0-4           | 29 mar.       |
| 16 nov.      | 1-2          | Giugliano-Potenza         | 4-4           | 30 mar.       |
| annullata    |              | Juventus Next Gen-Turris  |               | annullata     |
| 17 nov.      | 0-4          | Latina-Crotone            | 0-4           | 29 mar.       |
| 18 nov.      | 1-1          | Monopoli-Audace Cerignola | 0-1           | 30 mar.       |
| 16 nov.      | 1-1          | Sorrento-AZ Picerno       | 0-2           | 29 mar.       |
| 17 nov.      | 2-1          | Team Altamura-Messina     | 1-3           | 29 mar.       |

| andata (16ª) | andata (16ª) | 16ª giornata              | ritorno (35ª) | ritorno (35ª) |
|              |              |                           |               |               |
| 24 nov.      | 3-1          | Audace Cerignola-Cavese   | 2-0           | 6 apr.        |
| 23 nov.      | 2-2          | Avellino-Catania          | 2-1           | 6 apr.        |
| 22 nov.      | 2-0          | AZ Picerno-Team Altamura  | 2-1           | 5 apr.        |
| 23 nov.      | 1-1          | Casertana-Giugliano       | 1-1           | 7 apr.        |
| 24 nov.      | 2-1          | Crotone-Juventus Next Gen | 1-4           | 5 apr.        |
| 24 nov.      | 0-1          | Messina-Sorrento          | 1-2           | 6 apr.        |
| 23 nov.      | 0-1          | Potenza-Monopoli          | 0-0           | 6 apr.        |
| annullata    |              | Taranto-Benevento         |               | annullata     |
| 23 nov.      | 4-0          | Trapani-Latina            | 2-0           | 5 apr.        |
| annullata    |              | Turris-Foggia             |               | annullata     |

| andata (17ª) | andata (17ª) | 17ª giornata               | ritorno (36ª) | ritorno (36ª) |
|              |              |                            |               |               |
| 30 nov.      | 1-1          | Benevento-Audace Cerignola | 4-2           | 13 apr.       |
| 1º dic.      | 0-0          | Casertana-Potenza          | 1-2           | 13 apr.       |
| 30 nov.      | 1-1          | Catania-Cavese             | 1-0           | 12 apr.       |
| 30 nov.      | 1-1          | Foggia-Crotone             | 2-3           | 14 apr.       |
| annullata    |              | Juventus Next Gen-Taranto  |               | annullata     |
| 30 nov.      | 2-0          | Latina-AZ Picerno          | 2-1           | 12 apr.       |
| 2 dic.       | 1-1          | Monopoli-Avellino          | 0-1           | 13 apr.       |
| 2 dic.       | 3-0          | Sorrento-Giugliano         | 0-5           | 12 apr.       |
| 30 nov.      | 2-1          | Team Altamura-Trapani      | 0-2           | 13 apr.       |
| annullata    |              | Turris-Messina             |               | annullata     |

| andata (18ª) | andata (18ª) | 18ª giornata                   | ritorno (37ª) | ritorno (37ª) |
|              |              |                                |               |               |
| 6 dic.       | 1-1          | Audace Cerignola-Team Altamura | 0-1           | 19 apr.       |
| 8 dic.       | 1-0          | Avellino-Sorrento              | 2-1           | 19 apr.       |
| annullata    |              | AZ Picerno-Turris              |               | annullata     |
| 8 dic.       | 0-1          | Cavese-Juventus Next Gen       | 1-3           | 19 apr.       |
| 8 dic.       | 2-3          | Crotone-Casertana              | 0-2           | 19 apr.       |
| 9 dic.       | 1-2          | Giugliano-Monopoli             | 2-3           | 19 apr.       |
| 7 dic.       | 0-3          | Messina-Foggia                 | 2-1           | 19 apr.       |
| 7 dic.       | 5-1          | Potenza-Latina                 | 0-1           | 19 apr.       |
| annullata    |              | Taranto-Catania                |               | annullata     |
| 8 dic.       | 1-2          | Trapani-Benevento              | 1-0           | 19 apr.       |

| andata (17ª) | andata (17ª) | 17ª giornata               | ritorno (36ª) | ritorno (36ª) |
|              |              |                            |               |               |
| 30 nov.      | 1-1          | Benevento-Audace Cerignola | 4-2           | 13 apr.       |
| 1º dic.      | 0-0          | Casertana-Potenza          | 1-2           | 13 apr.       |
| 30 nov.      | 1-1          | Catania-Cavese             | 1-0           | 12 apr.       |
| 30 nov.      | 1-1          | Foggia-Crotone             | 2-3           | 14 apr.       |
| annullata    |              | Juventus Next Gen-Taranto  |               | annullata     |
| 30 nov.      | 2-0          | Latina-AZ Picerno          | 2-1           | 12 apr.       |
| 2 dic.       | 1-1          | Monopoli-Avellino          | 0-1           | 13 apr.       |
| 2 dic.       | 3-0          | Sorrento-Giugliano         | 0-5           | 12 apr.       |
| 30 nov.      | 2-1          | Team Altamura-Trapani      | 0-2           | 13 apr.       |
| annullata    |              | Turris-Messina             |               | annullata     |

| andata (18ª) | andata (18ª) | 18ª giornata                   | ritorno (37ª) | ritorno (37ª) |
|              |              |                                |               |               |
| 6 dic.       | 1-1          | Audace Cerignola-Team Altamura | 0-1           | 19 apr.       |
| 8 dic.       | 1-0          | Avellino-Sorrento              | 2-1           | 19 apr.       |
| annullata    |              | AZ Picerno-Turris              |               | annullata     |
| 8 dic.       | 0-1          | Cavese-Juventus Next Gen       | 1-3           | 19 apr.       |
| 8 dic.       | 2-3          | Crotone-Casertana              | 0-2           | 19 apr.       |
| 9 dic.       | 1-2          | Giugliano-Monopoli             | 2-3           | 19 apr.       |
| 7 dic.       | 0-3          | Messina-Foggia                 | 2-1           | 19 apr.       |
| 7 dic.       | 5-1          | Potenza-Latina                 | 0-1           | 19 apr.       |
| annullata    |              | Taranto-Catania                |               | annullata     |
| 8 dic.       | 1-2          | Trapani-Benevento              | 1-0           | 19 apr.       |

| \| andata (19ª) \| andata (19ª) \| 19ª giornata \| ritorno (38ª) \| ritorno (38ª) \| \| \| \| \| \| \| \| 14 dic. \| 0-1 \| Benevento-Giugliano \| 2-1 \| 27 apr. \| \| 14 dic. \| 0-1 \| Casertana-Trapani \| 1-0 \| 27 apr. \| \| 14 dic. \| 0-2 \| Catania-Potenza \| 2-1 \| 27 apr. \| \| 15 dic. \| 1-0 \| Foggia-AZ Picerno \| 0-0 \| 27 apr. \| \| 14 dic. \| 2-0 \| Juventus Next Gen-Messina \| 1-2 \| 27 apr. \| \| 16 dic. \| 0-1 \| Latina-Audace Cerignola \| 0-1 \| 27 apr. \| \| annullata \| \| Monopoli-Taranto \| \| annullata \| \| 14 dic. \| 1-3 \| Sorrento-Cavese \| 0-1 \| 27 apr. \| \| 13 dic. \| 1-3 \| Team Altamura-Avellino \| 1-2 \| 27 apr. \| \| annullata \| \| Turris-Crotone \| \| annullata \| |              |                           |               |               |
| andata (19ª) | andata (19ª) | 19ª giornata              | ritorno (38ª) | ritorno (38ª) |
| |              |                           |               |               |
| 14 dic. | 0-1          | Benevento-Giugliano       | 2-1           | 27 apr.       |
| 14 dic. | 0-1          | Casertana-Trapani         | 1-0           | 27 apr.       |
| 14 dic. | 0-2          | Catania-Potenza           | 2-1           | 27 apr.       |
| 15 dic. | 1-0          | Foggia-AZ Picerno         | 0-0           | 27 apr.       |
| 14 dic. | 2-0          | Juventus Next Gen-Messina | 1-2           | 27 apr.       |
| 16 dic. | 0-1          | Latina-Audace Cerignola   | 0-1           | 27 apr.       |
| annullata |              | Monopoli-Taranto          |               | annullata     |
| 14 dic. | 1-3          | Sorrento-Cavese           | 0-1           | 27 apr.       |
| 13 dic. | 1-3          | Team Altamura-Avellino    | 1-2           | 27 apr.       |
| annullata |              | Turris-Crotone            |               | annullata     |

| andata (19ª) | andata (19ª) | 19ª giornata              | ritorno (38ª) | ritorno (38ª) |
|              |              |                           |               |               |
| 14 dic.      | 0-1          | Benevento-Giugliano       | 2-1           | 27 apr.       |
| 14 dic.      | 0-1          | Casertana-Trapani         | 1-0           | 27 apr.       |
| 14 dic.      | 0-2          | Catania-Potenza           | 2-1           | 27 apr.       |
| 15 dic.      | 1-0          | Foggia-AZ Picerno         | 0-0           | 27 apr.       |
| 14 dic.      | 2-0          | Juventus Next Gen-Messina | 1-2           | 27 apr.       |
| 16 dic.      | 0-1          | Latina-Audace Cerignola   | 0-1           | 27 apr.       |
| annullata    |              | Monopoli-Taranto          |               | annullata     |
| 14 dic.      | 1-3          | Sorrento-Cavese           | 0-1           | 27 apr.       |
| 13 dic.      | 1-3          | Team Altamura-Avellino    | 1-2           | 27 apr.       |
| annullata    |              | Turris-Crotone            |               | annullata     |

### Spareggi

#### Play-off

##### Primo turno
|           | Risultati |                   | Luogo e data             |
| --------- | --------- | ----------------- | ------------------------ |
| Catania   | 3-2       | Giugliano         | Catania, 4 maggio 2025   |
| Benevento | 1-5       | Juventus Next Gen | Benevento, 4 maggio 2025 |
| Potenza   | 2-0       | AZ Picerno        | Potenza, 4 maggio 2025   |

##### Secondo turno
|         | Risultati |                   | Luogo e data           |
| ------- | --------- | ----------------- | ---------------------- |
| Crotone | 0-0       | Juventus Next Gen | Crotone, 7 maggio 2025 |
| Catania | 1-0       | Potenza           | Catania, 7 maggio 2025 |

#### Play-out
|         | Risultati |         | Luogo e data            |
| ------- | --------- | ------- | ----------------------- |
| Messina | 0-0       | Foggia  | Messina, 10 maggio 2025 |
| Foggia  | 1-0       | Messina | Foggia, 17 maggio 2025  |
|         |           |         |                         |

### Statistiche

#### Squadre

##### Primati stagionali
Squadre
- Maggior numero di vittorie: Avellino (22)
- Maggior numero di pareggi: AZ Picerno (18)
- Maggior numero di sconfitte: Latina (18)
- Minor numero di vittorie: Casertana e Messina (6)
- Minor numero di pareggi: Giugliano e Latina (7)
- Minor numero di sconfitte: Avellino (3)
- Miglior attacco: Crotone (62 gol fatti)
- Peggior attacco: Latina (25 gol fatti)
- Miglior difesa: Monopoli (25 gol subìti)
- Peggior difesa: Latina (56 gol subìti)
- Miglior differenza reti: Avellino (+35)
- Peggior differenza reti: Latina (-31)
- Miglior serie positiva: Audace Cerignola (19, 11ª-31ª giornata, escluse la 14ª e la 27ª)
- Peggior serie negativa: Messina (7, 15ª-23ª giornata, escluse la 17ª e la 22ª)
- Maggior numero di vittorie consecutive: Avellino (11, 27ª-38ª giornata, esclusa la 32ª)
- Maggior numero di pareggi consecutivi: AZ Picerno (7, 23ª-30ª giornata, esclusa la 28ª)

Partite
- Partita con più reti: Potenza-Giugliano 4-4 (8, 34ª giornata)
- Partita con maggiore scarto di gol: Avellino-Messina 6-0 (6, 11ª giornata)
- Pareggio con più gol: Potenza-Giugliano 4-4 (8, 34ª giornata)
- Giornata con maggior numero di gol: 29 (34ª giornata)
- Giornata con minor numero di gol: 11 (4ª e 14ª giornata)
- Maggior numero di pareggi in una giornata: 6 (13ª e 27ª giornata)

### Individuali

#### Classifica marcatori
| Gol | Rigori |  | Giocatore           | Squadra                   |
| --- | ------ |  | ------------------- | ------------------------- |
| 18  | 2      |  | Facundo Lescano     | Avellino (6) Trapani (12) |
| 18  | 5      |  | Salvatore Caturano  | Potenza                   |
| 15  |        |  | Marco Tumminello    | Crotone                   |
| 15  | 1      |  | Cosimo Patierno     | Avellino                  |
| 13  | 1      |  | Guido Gómez         | Crotone                   |
| 12  |        |  | Francesco Salvemini | Audace Cerignola          |
| 12  | 3      |  | Simone Guerra       | Juventus Next Gen         |
| 12  | 3      |  | Vito Leonetti       | Team Altamura             |
| 12  | 4      |  | Pietro Luca Luciani | Messina                   |
| 11  | 1      |  | Giuseppe Fella      | Cavese                    |
| 11  | 1      |  | Roberto Inglese     | Catania                   |
| 11  | 2      |  | Eric Lanini         | Benevento                 |

## Play-off (fase nazionale)

### Primo turno
|               | Risultati |               | Luogo e data               |
| ------------- | --------- | ------------- | -------------------------- |
| Atalanta U23  | 7-1       | Torres        | Caravaggio, 11 maggio 2025 |
| Torres        | 2-1       | Atalanta U23  | Sassari, 14 maggio 2025    |
|               |           |               |                            |
| Giana Erminio | 3-1       | Monopoli      | Gorgonzola, 11 maggio 2025 |
| Monopoli      | 1-3       | Giana Erminio | Monopoli, 14 maggio 2025   |
|               |           |               |                            |
| Catania       | 0-1       | Pescara       | Catania, 11 maggio 2025    |
| Pescara       | 1-2       | Catania       | Pescara, 14 maggio 2025    |
|               |           |               |                            |
| Crotone       | 3-1       | Feralpisalò   | Crotone, 11 maggio 2025    |
| Feralpisalò   | 2-1       | Crotone       | Salò, 14 maggio 2025       |
|               |           |               |                            |
| Vis Pesaro    | 1-1       | Rimini        | Pesaro, 11 maggio 2025     |
| Rimini        | 3-4       | Vis Pesaro    | Rimini, 14 maggio 2025     |
|               |           |               |                            |

### Secondo turno
|                  | Risultati |                  | Luogo e data               |
| ---------------- | --------- | ---------------- | -------------------------- |
| Giana Erminio    | 1-0       | Ternana          | Gorgonzola, 18 maggio 2025 |
| Ternana          | 2-0       | Giana Erminio    | Terni, 21 maggio 2025      |
|                  |           |                  |                            |
| Crotone          | 1-2       | Vicenza          | Crotone, 18 maggio 2025    |
| Vicenza          | 1-0       | Crotone          | Vicenza, 21 maggio 2025    |
|                  |           |                  |                            |
| Vis Pesaro       | 2-4       | Pescara          | Pesaro, 18 maggio 2025     |
| Pescara          | 2-0       | Vis Pesaro       | Pescara, 21 maggio 2025    |
|                  |           |                  |                            |
| Atalanta U23     | 0-0       | Audace Cerignola | Bergamo, 18 maggio 2025    |
| Audace Cerignola | 2-2       | Atalanta U23     | Cerignola, 21 maggio 2025  |
|                  |           |                  |                            |

### Semifinali

#### Semifinali
|                  | Risultati |                  | Luogo e data              |
| ---------------- | --------- | ---------------- | ------------------------- |
| Audace Cerignola | 1-4       | Pescara          | Cerignola, 25 maggio 2025 |
| Pescara          | 1-1       | Audace Cerignola | Pescara, 28 maggio 2025   |
|                  |           |                  |                           |
| Vicenza          | 0-0       | Ternana          | Vicenza, 25 maggio 2025   |
| Ternana          | 3-1       | Vicenza          | Terni, 28 maggio 2025     |
|                  |           |                  |                           |

#### Finale
|         | Risultati     |         | Luogo e data           |
| ------- | ------------- | ------- | ---------------------- |
| Ternana | 0-1           | Pescara | Terni, 2 giugno 2025   |
| Pescara | 0-1 (3-1 dtr) | Ternana | Pescara, 7 giugno 2025 |
|         |               |         |                        |